# 6e régiment de dragons (France)
 (juillet 2025).
Le 6e régiment de dragons (ou 6e RD) est une unité de cavalerie de l'armée française, créée sous la Révolution à partir du régiment de La Reine dragons, un régiment de cavalerie français d'Ancien Régime, et dissoute en 1992.

## Création et différentes dénominations
- 14 septembre 1673 : levée du régiment d'Hocquincourt
- 1675 : prend le nom de dragons de la Reine
- 1791 : devient le 6e régiment de dragons
- 1814 : renommé dragons de Monsieur il reprend son numéro au retour de Napoléon Ier de l'île d'Elbe, le 1er mars 1815.
- 1815 : comme l'ensemble de l'armée napoléonienne, il est licencié à la Seconde Restauration
- 1815 : création des dragons de la Loire
- 1825 : renommé 6e régiment de dragons
- 1940 : dissous
- 1951 : recréé sous le nom de 6e régiment de dragons
- 1963 : dissous
- 1964 : recréation du 6e régiment de dragons à partir du 3e régiment de spahis algériens
- 1992 : dissolution

## Chefs de corps
Jusqu'à la Révolution, les chefs de corps sont appelés mestre de camp. Ils sont propriétaires du régiment qu'ils commandent. À partir de 1791, on parle de colonel. En réalité, seul le premier chef de corps de la Reine dragons avait cette qualité, ses suivants n'étant que mestre de camp-lieutenant, correspondant après à lieutenant-colonel.
- 1673 : Gabriel de Monchy[1] (1643 - tué le 25 juillet 1675 - à Gramshusen, lors de l'attaque de l'église tué d'un coup de mousquet à la tête), dit le comte d'Hocquincourt, exempt des gardes du corps du Roi (1671, Cie de Rochefort), commandant des dragons de la Reine.
- 1675 : M. de Brizay, vicomte d'Enonville
- 1685 : M. Nicolaï, chevalier de Murçay
- 1692 : M. Texier, marquis d'Hautefeuille
- 1704 : M. de Riencourt, marquis d'Orival
- 1731 : M. Lambert d'Herbigny, marquis de Thibouville (qui délaissa ensuite les armes pour la littérature)
- 1734 : M. de Chabannes, marquis de Chabannes-Pionsac
- 1740 : M. Durey de Sauroy, marquis du Terrail
- 1748 : M. Charles, marquis de Morand
- 1762 : M. de Grossoles, comte de Flammarens
- 1780 : M. de Franquetot, chevalier de Coigny
- 1784 : M. de Grammont, duc de Guiche
- 1788 : M. de Machault, vicomte de Machault
- 1791 : colonel Louis-Marthe de Gouy d'Arsy (*)
- 1792 : colonel Marc Pierre de la Turmeliere
- 1792 : colonel Blaise Duval, dit Duval de Hautmaret (**)
- 1792 : colonel Adelaïde Blaise François Le Lièvre de La Grange (**)
- 1792 : colonel Jacques Louis François de Tilly (**)
- 1793 : chef de brigade François Philibert Michel Pelicot
- 1794 : chef de brigade François Jourdan
- 1794 : chef de brigade Vincent
- 1794 : chef de brigade Jean-Louis-François Fauconnet (**)
- 1797 : chef de brigade Jacques Le Baron colonel en 1803
- 1807 : colonel Cyrille-Simon Picquet (**)
- 1809 : colonel Pierre Alexis de Pinteville (*)
- 1813 : colonel Claude Mugnier
- 1814 : colonel Jean-Baptiste Saviot
- 1815 : colonel Dornier
- 1823 : colonel Podenas
- 1830 : colonel Lacour
- 1834 : colonel Scherer
- 1845 : colonel Beltramin
- 1852 : colonel Robinet des Plas
- 1855 : colonel Jean Jacques Paul Félix Ressayre (**)
- 1863 : colonel Bourboulon
- 1869 : colonel Tillion
- 1870 : colonel Fombert de Villiers
- 1876 : colonel Maréchal
- 1881 : colonel Rapp
- 1887 : colonel Brossier de Buros
- 1893 : colonel de Lestapis
- 1898 : colonel de Sesmaisons
- 1899 : colonel Faure
- 1908 : colonel Trafford
- 1912 : colonel Champeaux
- 1914 : colonel de Champvallier
- 1918 : colonel Joannard
- 1925 : colonel Yvart
- 1931 : colonel Barbe
- 1933 : colonel du Perrier de Larsan
- 1936 : colonel Jacottet
- 1951 : colonel de Soultrait
- 1953 : colonel Ameil
- 1956 : colonel Renoult
- 1958 : lieutenant-colonel Bonnefous
- 1961 : lieutenant-colonel Boileau
- 1963-1964 : lieutenant-colonel Jeannerod
- 1964 : lieutenant-colonel Godard
- 1965 : lieutenant-colonel Le Diberder
- 1967 : colonel Fournier
- 1969 : lieutenant-colonel O'Delant
- 1971 : lieutenant-colonel Maillard
- 1972 : lieutenant-colonel Carabin
- 1974 : colonel Delcourt
- 1976 : colonel de Cotton
- 1978 : colonel Thiébaut
- 1980 : colonel Burel
- 1982 : colonel Winckel
- 1984 : colonel Cailloux
- 1986 : colonel Lefebvre
- 1988 : colonel Françon
- 1991 : lieutenant-colonel Riedinger.

Colonels tués et blessés alors qu'ils commandaient le 6e dragons :
- 23 juillet 1675 : chevalier d'Hocquincourt, tué
- 4 août 1692 : chevalier de Murçay, tué
- 26 avril 1794 : chef de brigade Vincent, tué
- 6 février 1807 : colonel Lebaron, tué
- 22 juillet 1812 : colonel Picquet, blessé.

## Historique des garnisons du6edragons: de Laon à Saarburg
En mars 1788, le régiment de La Reine dragons s'installe à Laon, dans une caserne tout juste construite, qui, et cela est aussi nouveau, lui est affectée en propre et qui possède manège, carrière, magasins à fourrage et même un hôpital. Les dragons y prêtent serment « à la Nation, au Roy et à la Loy » le 20 août 1789. Devenu 6e dragons début 1791, et après avoir juré cette fois fidélité "à la Nation, à la Loi, aux dépositaires du pouvoir exécutif, de maintenir de toutes ses forces la Constitution, de n'abandonner jamais ses guidons, d'observer exactement les règles de la discipline et de vivre libres ou de mourir", le régiment quitte cependant la ville l'année suivante pour les campagnes de la Révolution et de l'Empire. Il « s'était acquis par son patriotisme et sa conduite, la confiance des administrés et celle de l'administration ». Le quartier sera quant à lui détruit par les bombardements lors de la Première Guerre mondiale ; seul ne subsiste désormais qu'un fronton inscrit aux monuments historiques.
De la fin de l'Empire en 1815 et jusqu'à la guerre de 1870, les régiments sont mobiles sur tout le territoire métropolitain et changent de garnison quasiment tous les deux ans. La chute de l'Empire trouve ainsi le 6e dragons à Nîmes. Il est reformé en 1816 à Gray (Haute-Saône) sous le nom des dragons de la Loire. Avant de redevenir 6e dragons en 1825, il est successivement à Nancy, Charleville, Saint-Omer, Lille et Verdun. Il passe ensuite par Lyon, Tours, Pontivy, Valenciennes, Paris, où il connaît les émeutes de juin 1832, Tours à nouveau, Dax, Limoges, Poitiers, Fontainebleau, Sedan, Chalon-sur-Marne, Limoges, Nantes, Chartres, Arras et Toul.
En 1853, avant de partir pour la Crimée, il est stationné à Tarascon. Puis viennent Clermont-Ferrand, Paris, Saint-Mihiel, Valenciennes, Lunéville et Lyon.
En 1870, il est à Libourne, qu'il retrouve un court moment après la guerre et avant de repartir pour Lyon.
À partir de cette époque s'instaure une certaine stabilité. De 1872 à 1880, le régiment est à Chambéry, qu'il a déjà connu entre 1867 et 1869, où il concourt aimablement à la vie locale.
De 1880 à 1886, il est à Joigny. Ce casernement dans l'Yonne voit arriver quelques innovations techniques.
Il stationne ensuite à Évreux, quartier Tilly, de 1886 à 1914. Les caractéristiques de cette période sont le maintien de l'ordre lors des mouvements sociaux et les épidémies dues à des locaux insalubres qui font que la ville est menacée de voir partir son régiment de cavalerie. Malgré tout, le 6e dragons peut s'enorgueillir d'être passé en revue par la reine Victoria en visite en Normandie et de servir d'escorte aux présidents Carnot et Faure lors de leurs déplacements dans cette région. Des expériences d'essai de fer à cheval en aluminium, non concluantes, ou de tir réel lors des manœuvres sont aussi effectuées. À l'entrée en guerre, le 6e dragons est à Vincennes, qu'il retrouve en 1919 après un court passage à Maisons-Laffitte. Il y reste jusqu'en 1940. Là ce sont représentation et sport qui dominent. En effet, depuis le défilé de la victoire sur les Champs-Élysées, le régiment participe à tous ceux des 14 juillet et 11 novembre, il assure de nombreuses factions lors des funérailles de hauts personnages ou encore l'escorte des hôtes de prestige de la France ou de la capitale. Sa fanfare renommée est aussi recherchée pour animer les fêtes autant locales que patriotiques. Du côté du sport, même si l'escrime n'est pas en reste, c'est notamment en hippisme que les héritiers des dragons de la Reine se montrent des plus habiles. Ces résultats sont probablement pour quelque chose dans le fait que le 6e dragons reste un régiment à cheval alors que d'autres deviennent motorisés ou mécanisés[réf. nécessaire]. Il sera d'ailleurs le seul régiment de dragon à rester complètement à cheval jusqu'à la défaite de 1940.

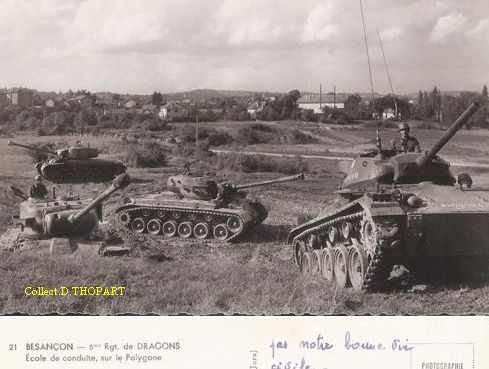
Carte postale du 6e dragons, régiment de chars de Besançon en 1955.

Dissous comme beaucoup d'autres unités après la défaite, le 6e dragons est recréé à Besançon en 1951, cette fois comme régiment blindé. Pour rivaliser avec les forces de l'Est, cette période est celle des essais de nouvelles organisations avec de nouveaux matériels. Outre les chars américains de la guerre, elle voit notamment arriver l'AMX-13. Entre 1954 et 1956, des escadrons sont envoyés pour maintenir l'ordre colonial en Afrique du Nord. Ainsi diminué et menacé de réforme, le régiment devient cependant centre d'instruction pour les régiments de cavalerie engagés en Algérie, avant d'être dissous en 1964 pour former le 4e hussards.
Recréé cette même année à partir du 3e régiment de spahis algériens, il supplante alors celui-ci dans sa garnison - quartier Edon - ouverte sur le champ d'aviation de Lachen-Speyerdorf près de Neustadt an der Weinstrasse (Allemagne). Les AMX 30 remplacent alors les AMX13 et nos dragons les utilisent au mieux de leurs possibilités.
Enfin, en 1978, il rejoint Saarburg - Quartier de Lattre -, toujours en Allemagne, jusqu'à sa dernière dissolution en juillet 1992. Il laisse à son départ les bâtiments au 16e chasseurs, qui les exploitera jusqu'en 2010. Depuis, le site, comme d'ailleurs celui de Neustadt, est à l'abandon et son avenir comme entité militaire est désormais scellé (7.). À Vincennes cependant les célébrations du centenaire de la Première Guerre mondiale donnent lieu à la pose d'une plaque souvenir puisque « D'ici en août 1914 est parti pour la grande guerre le 6e régiment de dragons -6 septembre 2014 la France reconnaissante », tandis qu'à Évreux l'ancien manège à chevaux trouve une nouvelle vie en 2015 à travers une salle de spectacle qui donne une « revue de la caserne » où le 6e dragons tient la part belle.

## Historique des combats

### Révolution et Empire

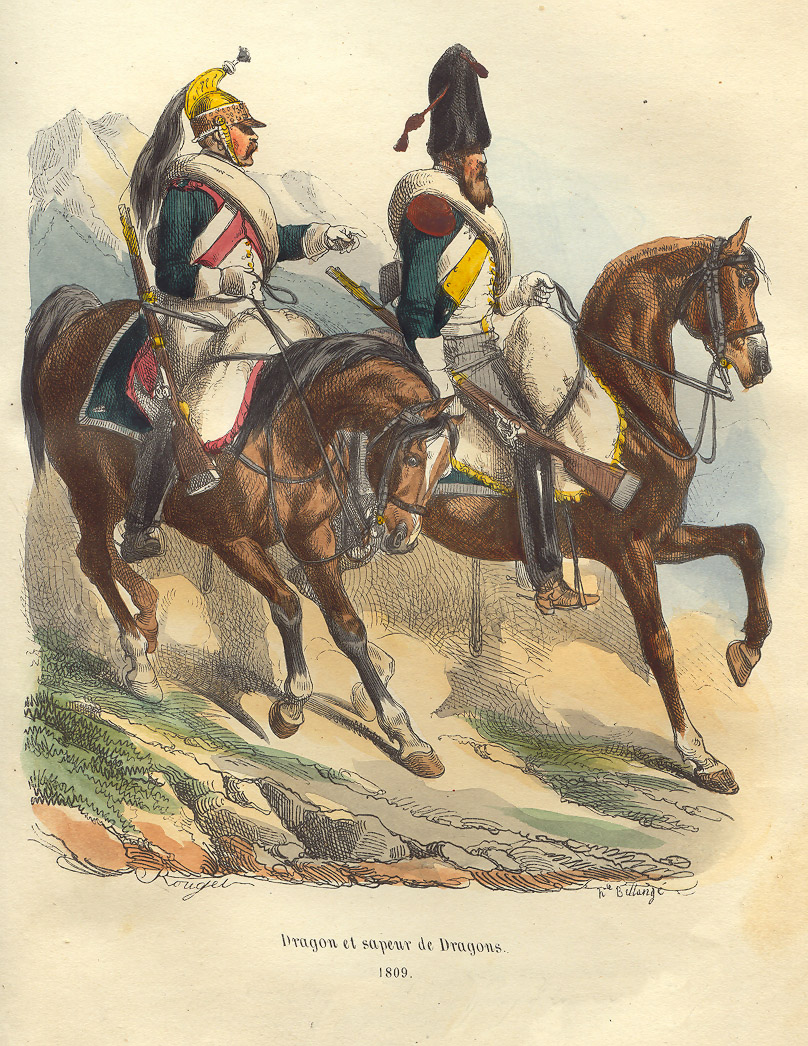
Dragon et sapeur de dragons de la Grande Armée, gravure de Bellangé illustrant l’Histoire de Napoléon de Laurent de l’Ardèche, 1843.

Le 6e régiment de dragons fait les campagnes de 1792 à 1794 à l'armée du Nord.
- 1792 : bataille de Valmy, combat de Quiévrain, bataille de Jemmapes, bataille de Menin
- 1793 : Neerwinden, Lille et Mont-Sainte-Gertrude
- 1794 : à l'Armée du Nord, batailles de Mouscron, de Courtrai, de  Tourcoing et de Malines

Il fait les campagnes des ans IV et V à l’armée du Rhin
- 1795 : blocus de Mayence
- 1796 : Renchen, Rastadt le 5 juillet 1796, Biberach et Neumühl (hameau de l'actuelle commune polonaise de Boleszkowice). Le 20 mai 1796, un détachement d’environ 40 cavaliers de ce régiment et de 200 hommes de la 46e demi-brigade de deuxième formation, firent mettre bas les armes à 1 500 Anglais débarqués, avec de l'artillerie, près d'Ostende

Il fait les campagnes des ans VI et VII aux armées de Mayence et du Danube 
Il fait la campagne de l'an VIII aux armées du Rhin et d'Italie
- 1799 : bataille de Stockach

Il fait la campagne de l'an IX à l'armée d'Italie
- 1800 : Marengo le 14 juin 1800 et Monzambano

A la paix d'Amiens, le 25 mars 1802, le régiment reste en garnison à Savillan.
- En 1803 il rentre en France et est cantonné à Troyes, Compiègne, Senlis et Chantilly.
- Campagnes de l'an XIII à 1807 aux 2e et 6e corps de réserve de la cavalerie de la Grande Armée
- 1805 : bataille d'Ulm, bataille d'Ebersberg, 2 décembre : bataille d'Austerlitz. Lors des escarmouches précédant la bataille d’Austerlitz, 50 dragons du 6e RD, se trouvant à pied, sont encerclés à Wischau (bataille d'Ulm) et forcés de se rendre à un parti de cosaques[2]
- 1806 : campagne de Prusse et de Pologne : 14 octobre : bataille d'Iéna, bataille de Scheltz, bataille de Zehdenick, bataille de Prentzlow, bataille de Bieżuń. Armée de Rhin-et-Moselle
- 1807 : Bergfried, 6 février 1807 bataille de Hoff durant laquelle le colonel Jacques Le Baron est tué, 8 février : bataille d'Eylau, bataille de Friedland  Le colonel Lebaron a été tué au combat

de Hoff le 6 février 1807.
- 1808 au 4e corps de cavalerie de réserve
- 1809 : armée d'Espagne, Alba de Tormes
- de 1810 à 1811 à l’armée de Portugal
- 1811 : Ciudad-Rodrigo et Fuentes de Oñoro
- 1812 : bataille des Arapiles
- 1813 : à l’armée de Portugal et au corps d’observation de Bavière, bataille de Vitoria, campagne d'Allemagne (1813) : 16-19 octobre : bataille de Leipzig
- 1814 : au 5e corps de cavalerie de la Grande Armée, campagne de France (1814) : Brienne, La Rothière, Mormant, Saint-Dizier.
- 1815 : 5e division de cavalerie de réserve, campagne de Belgique : Ligny, Rocquencourt

#### 6edragons
Le décret du 1er janvier 1791 supprime les noms de régiment au profit d'un numéro et la Reine dragons devient le 6e régiment de dragons.
Mais cette période est trouble pour la France et le régiment change ainsi 4 fois de colonel en l'espace d'un an. Il se murmure notamment dans les arcanes du pouvoir qu'une guerre redonnerait de la discipline dans l'armée et permettrait à Louis XVI un espoir de retour.

#### Affaire de Mons
Aussi, à l'entrée en guerre contre l'Autriche, le 6e dragons, aux ordres du colonel Duval, rejoint l'armée du Nord, corps d'armée Biron, et stationne à Douai. Lors du bivouac du 29 avril 1792 près de Mons (Belgique), quelques hommes du régiment et d'autres du 5e dragons croyant que la cavalerie prussienne envahit le camp crient à la trahison du général et créent une débandade que le colonel tente en vain de réprimer. L'ennemi en profite et met le corps d'armée en déroute. À la suite de cette affaire, le comité de salut militaire mène une enquête dans laquelle les instigateurs sont rapidement retrouvés et emprisonnés. Le 10 juin, devant l'Assemblée nationale « le sixième régiment de dragons, ayant dénoncé les coupables est, par la loi même, honorablement acquitté ». Et le 20, le ministre de la guerre lit devant cette même assemblée une lettre dans laquelle « les officiers, sous-officiers et dragons du 6e régiment, ci-devant la Reine, n'attendent de se signaler et d'effacer par de belles actions la honte d'avoir suivi l'impulsion qui leur a été donnée par des traîtres à l'affaire de Mons ».
Effectivement peu après, le 6e dragons se distingue à Valmy puis Jemappes, qui ont été inscrites à des moments différents sur son étendard, ou encore près de Neerwinden le 19 mars 1793 où il enlève la ville de Leau.

#### Le capitaine Jobert
Alors que le régiment est stationné ainsi dans le Nord de la France, un certain Nicolas Jobert, né le 30 janvier 1763, commence à se faire connaître par sa bravoure.
Engagé au 6e dragons en 1791, il se distingue l'année suivante en tuant un général prussien près de Lille, puis un colonel hollandais au combat de Menin (Belgique) qui le feront nommer brigadier puis maréchal des logis. À Rastatt en Allemagne le 5 juillet 1796, il met pied à terre sous le feu de la mitraille pour défendre seul un pont qui permettra au régiment d'entrer dans la ville. C'est ensuite près de Kehl qu'il s'empare de canons qu'il tourne contre l'ennemi. Il est alors fait sous-lieutenant sur le champ de bataille par le général Moreau, futur maréchal. Déjà plusieurs fois blessé, il pense se retirer lorsque l'Empereur le fait rappeler en 1800 avec le grade de lieutenant. Napoléon Bonaparte lui remet un sabre d'honneur le 25 janvier 1803 puis le nomme officier de la Légion d'honneur le 14 juin 1804, le même jour que le colonel Le Baron, commandant le régiment. Jobert se distingue encore au combat de Berfried en enlevant un drapeau. Il est de l'expédition d'Espagne et du Portugal, puis de la campagne de France et des 100 jours où il est blessé une dernière fois. Il est finalement mis à la retraite en 1816 après plus de 24 ans de service et près d'une dizaine de blessures par sabre ou arme à feu reçues notamment à Marengo, à Austerlitz, à Bergfried, à Eylau, à Friedland, à Sevico, aux Arapiles, à Nambourg, à Ligny. Son héroïsme est à nouveau récompensé en 1857 avec la médaille de Sainte-Hélène, attribuée à tous les soldats de Napoléon rescapés des campagnes de 1792 à 1815.
Il décède le 8 janvier 1858 et repose désormais à Chigny-les-Roses (Marne), son lieu de naissance, où une rue porte son nom. Celui-ci, ainsi d'ailleurs que Chigny-les-Roses ont par la suite été inscrit sur le flanc de deux chars alors que le régiment était stationné à Saarburg.

#### Positionnement
Le décret de la Convention du 16 nivôse de l'an II (5 janvier 1794) stipule que les dragons sont définitivement intégrés à la cavalerie, en l'occurrence la cavalerie légère. Il précise que les régiments sont portés de quatre à six escadrons, le sixième n'étant formé que lorsque les cinq premiers seront au complet. Chaque escadron compte deux compagnies de 114 hommes, tous montés : un capitaine, un lieutenant, deux sous-lieutenants, un maréchal-des-logis-en chef, quatre maréchaux-des-logis, un brigadier-fourrier, huit brigadiers, quatre-vingt seize dragons dont un maréchal-ferrant. En outre, chaque régiment dispose d'un état-major composé d'un chef de brigade, trois chefs d'escadron, un quartier-maître-trésorier, trois porte-guidons, un chirurgien-major, un aide-chirurgien, trois adjudants-sous-officiers, un maître-maréchal, un maître-sellier, un maître-armurier-éperonnier, un maître-tailleur, un maître-bottier – ce dernier ainsi que les maîtres sellier, armurier et tailleur étant à pied –, vingt-quatre trompettes, dont le plus ancien de service exerce les fonctions de trompette-brigadier.

#### À l'Armée du Rhin et Moselle
En mars 1794, le 6e dragons, stationné à Lille, doit rejoindre les camps pour la grande offensive programmée sur le Nord. L'avancée des troupes est alors rapide et l'armée pénètre assez facilement en Belgique puis en Hollande. Durant cette campagne, le 6e dragons s'adjuge encore quelques jolis faits d'armes : le 11 mai près de Courtrai, il charge les réputés dragons de Latour mais laisse sur place son nouveau colonel, Vincent, tué à l'ennemi après seulement quelques jours à la tête du régiment ; le 19 octobre près de Nimègue assiégée, c'est cette fois une charge contre la légion de Rohan, puis le 19 février 1795 la prise de Groningue. Ne restent alors seules en guerre que l'Autriche et l'Angleterre. Le 6e dragons participe pleinement au blocus qui tente, sans succès, de reprendre Mayence. Le régiment est alors replié sur Wissembourg avant une nouvelle fois de repartir au combat en juin 1796. Il charge brillamment à Rastatt en juillet puis à Emmendingen encore une fois un 19 octobre où il capture plus de 300 soldats ennemis. Mais l'armée française doit à nouveau reculer et s'installe pour l'hiver près du Rhin. Le 6e dragons stationne alors à Neustadt qu'il retrouvera avec bonheur quelque cent soixante-dix ans plus tard. Au printemps suivant, un armistice est prononcé, conclu par le traité de paix de Campo-Formio, signé en octobre 1797.
L'année 1798 se passe en déplacements tant en Allemagne qu'en France.
Au début 1799, une seconde coalition se forme et le 6e dragons, en brigade avec le 1er, doit se porter sur la Forêt Noire où les conditions sont particulièrement difficiles : malnutrition suivie de maladies, conditions climatiques défavorables. Le régiment s'en trouve fortement diminué et, faute de chevaux, se retrouve avec à peine un homme sur deux monté. Contrainte alors à retraiter, l'armée s'installe à la frontière française. Le 6e dragons, qui n'est plus composé que de 5 officiers et 436 hommes, s'installe en avril à Vieux-Brisach en continuant à livrer quelques escarmouches au-delà du Rhin dans lesquelles s'illustre le capitaine Loup.

#### Le Consulat
En mai 1800, le 6e dragons, renforcé en hommes et en chevaux, reçoit l'ordre de rejoindre l'armée de réserve en opérations en Italie, mais le passage par les montagnes suisses réduit à nouveau les effectifs. Le régiment prend toutefois une part glorieuse à la bataille de Marengo, inscrite désormais sur son étendard, qui amène la signature d'un armistice. Celui-ci est cependant bafoué dès le mois de novembre et les combats reprennent, permettant encore au 6e dragons de se distinguer à Pozzolo, où colonel en tête, il charge les Autrichiens sur le pont qui surplombe le Mincio, jusqu'à ce qu'un second accord conclu au début 1801 laisse la plaine du Pô entièrement libre à Bonaparte. Le régiment rentre alors en France en 1803. Il stationne notamment à Troyes.
En 1800, un jeune employé timide du ministère de la Guerre rejoint le 4e escadron du régiment. 30 ans plus tard, Henri Beyle, sous le pseudonyme de Stendhal, fait référence aux deux ans de sa campagne dans son roman Le Rouge et le Noir, où le 6e dragons est à l'honneur. Il cite : « [...] la vue de certains dragons du 6e, aux longs manteaux blancs, et la tête couverte de casques aux longs crins noirs, qui revenaient d'Italie [...] ».

#### Les guerres de l'Empire
Pour l'anecdote, Napoléon crée un nouveau régiment des dragons de la Reine en 1804, en service dans la cavalerie de la République italienne, commandé par le colonel français Jacquet. Ce régiment porte l'habit des dragons français, avec retroussis et revers de couleur rose. Seuls se distinguent le cimier du casque et le tapis de selle qui portent la mention DR pour dragoni della Regina sous une couronne. Le régiment des dragons de la Reine rejoint la grande armée en 1807 avec laquelle il prend part notamment à la victoire de Wagram.
Le 2 décembre 1804, Napoléon est sacré empereur des Français. Le 6e dragons, alors stationné à Chantilly et Creil, assiste aux fêtes du sacre avant de recevoir son nouvel étendard.
Entre 1803 et 1806, compte tenu notamment du manque de chevaux, Napoléon expérimente des régiments de dragons à pied, à deux escadrons, formés d'abord par prélèvement d'un escadron de deux compagnies sur les régiments de dragons à cheval existants puis directement à partir des dépôts. Les éléments du 6e dragons constituent à former le 2e régiment de dragons à pied. Toutefois, cette organisation ne donnera pas satisfaction et sera rapidement abandonnée par l'Empereur sur les conseils avisés de Murat.
À cette période, les relations entre la France et le Royaume-Uni se tendent à nouveau et une nouvelle coalition se forme au début 1805. Après l'échec naval de Trafalgar, Napoléon abandonne toutefois l'idée de conquérir l'Angleterre et décide de s'engager plutôt dans une action terrestre de blocus à l'échelle européenne. Le 6e dragons fait alors partie de la 2e division de dragons de réserve, brigade Sébastiani, avec le 3e dragons.
Le régiment rejoint alors à nouveau les rives du Rhin, qu'il traverse le 25 septembre, direction le Danube et plus particulièrement la ville d'Ulm. Après la prise de la ville, Napoléon espère rejoindre Vienne pour forcer l'Autriche à la paix. La division marche en tête et passe la ville après quelques faits d'armes. Elle rencontre les troupes russes qu'elle repousse plusieurs fois. Le 28 novembre, près de Wischau, le 6e dragons est cependant pris à partie par des cosaques qui lui infligent de lourdes pertes et font plus de 100 prisonniers, ne laissant que 164 hommes valides. Ceux-ci participent malgré tout, le jour anniversaire du sacre de l'Empereur, à la bataille d'Austerlitz et Murat, commandant en chef de la cavalerie, en fait un éloge particulier qui vaudra au régiment une autre inscription à l'étendard tandis que ses officiers sont quasiment tous cités à l'ordre de l'armée. Austerlitz met ainsi fin à la troisième coalition et l'armée se retire encore vers le Rhin. Mais la Prusse qui revendique également ce territoire déclare encore une fois la guerre à la France. Le 6e dragons remonte alors en marche forcée par la Bavière vers Iéna. Même si la division ne participe pas directement à cette bataille, elle est engagée dans la poursuite de l'ennemi pour tenter de lui couper la route. C'est ainsi que la brigade charge notamment le 26 octobre 1806 à Zehdenick où le maréchal des logis Fabre du 6e dragons s'empare de l'étendard brodé des dragons de la Reine prussiens (ce qui lui vaudra un rapport de Murat à l'Empereur pour la Légion d'honneur), puis le surlendemain à Prentzlow avec à la suite la capitulation du général prince de Hohenlohe avec toute son armée. Napoléon décide alors de s'engager contre les Russes, alliés des Prussiens, et les troupes françaises continuent de remonter l'Allemagne vers l'actuelle Pologne. Le 23 décembre, devant Biezun, le 6e dragons s'illustre à nouveau par quelques actions individuelles, notamment du chef d'escadron Renié ou du dragon Plet, signalées à l'Empereur, tandis que le capitaine Launay qui commande la compagnie d'élite (1re compagnie du 1er escadron) est tué. Le régiment se distingue encore le 3 février 1807 à Bergfried et le 6 à Hoff où le colonel Lebaron est tué ainsi que plusieurs dizaines de dragons. À propos du combat de Bergfried, Grouchy, qui commandait alors la division, rapporte ainsi à Murat « Un combat des plus meurtriers s'est engagé à Bergfried ; le 6e régiment de dragons se précipita sur le pont et enleva le village à la baïonnette. La prise de plusieurs bouches à feu, de beaucoup de prisonniers et un carnage affreux de Russes ont été les suites du combat de Bergfried, auquel le 6e régiment de dragons a eu une glorieuse part ». Le 8 février, le 6e dragons participe à la sanglante bataille d'Eylau où 6 officiers sont encore blessés et un tué. Une trêve hivernale est alors déclarée de part et d'autre et l'armée française s'établit au camp de Finckenstein, où Napoléon remet le 14 avril de nombreuses décorations, dont huit légions d'honneur aux hommes du 6e dragons. Napoléon passe ensuite la cavalerie en revue le 1er mai à Elbing dans le Nord du pays. Les Russes reprennent l'offensive le 5 juin à Friedland. Le 6e dragons s'y montre encore une fois des plus brillants par ses charges tout au long de la journée, qui lui valent la récompense d'une nouvelle inscription à l'étendard, au prix toutefois de 15 hommes et 66 chevaux tués, 41 hommes et 64 chevaux blessés. Près de 30 hommes du régiment recevront en outre une arme d'honneur à la suite de cette bataille. La victoire de Friedland donne alors lieu à la courte paix de Tilsitt.
Napoléon veut cependant renforcer son blocus continental contre les Anglais et projette de prendre le Portugal, allié économique des Anglais, en espérant conquérir l'Espagne au passage. Le 6e dragons, toujours en brigade avec le 3e dragons, est désigné pour faire partie de l'expédition avec la deuxième division de dragons du général Kellermann. Après un regroupement des troupes à Bayonne, le 6e dragons passe la frontière espagnole le 5 janvier 1809. Dans ce pays, hostile à tous points de vue, les dragons remplissent des missions d'escorte et de lutte contre la guérilla. En avril, l'Autriche envahit toutefois l'Italie du Nord obligeant Napoléon à reprendre la direction des opérations dans ce secteur. Les régiments de dragons sont alors scindés en deux ; les deux premiers escadrons du 6e dragons restent en Espagne, les deux autres suivent l'Empereur. En Espagne, à Ocana le 19 novembre, le 6e dragons participe à la charge de l'ennemi, a un contre cinq, qui ramène de nombreux prisonniers et matériels, puis le 28 novembre, Kellermann fait charger sa cavalerie à Alba de Tormes, près de Salamanque, où l'ennemi s'est retranché, et lui cause de lourdes pertes en matériel et en hommes. Cette victoire est mise à l'ordre général de l'armée, mais le général Kellermann rend un rapport particulièrement élogieux pour le régiment qui, étant d'avant-garde, a enfoncé les deux lignes ennemies et pris cinq canons. Reprennent ensuite pour le 6e dragons les pénibles opérations de police. Début 1810, les 3e et 4e escadrons sont ramenés en Espagne et le régiment au complet prend la direction du Portugal, où les conditions de vie sont particulièrement mauvaises pour les troupes, qui se trouvent dans une grande misère due en partie à la famine résultant de la politique de la terre brûlée prônée par les Anglais. Durant cette période, les uniformes usés sont remplacés à la bonne fortune, c'est-à-dire de manière absolument non réglementaire. En 1812, les 3e et 4e escadrons sont à nouveau rappelés pour les opérations en Russie. L'armée anglaise ne rompt cependant pas et, pendant plus d'un an les restes du régiment subissent sa pression. Les troupes françaises sont ainsi repoussées en Espagne jusqu'à Burgos puis Vittoria, où elles subissent la dernière défaite de cette campagne ibérique.
Napoléon ayant refusé entretemps un accord de paix, toute l'Europe se trouve alors en guerre contre la France. Les valeureux dragons d'Espagne sont alors appelés en renfort. En octobre 1813, le 6e dragons aux ordres du colonel Mugnier est regroupé en Allemagne avec la grande armée. Il est alors en brigade avec le deuxième dragons et participe en octobre à la désastreuse bataille de Leipzig qui entraîne à nouveau une retraite sur le Rhin puis la Lorraine. Le régiment est ainsi engagé à Sainte-Croix, près de Colmar, le 24 décembre, puis à Rambervillers le 9 janvier, où il charge à 1 contre 3. Malgré une résistance héroïque et de belles charges, la cavalerie, sans pouvoir toutefois contenir l'avance ennemie, freine encore les assaillants à Mormant le 17 février 1814, où le 6e dragons se distingue toujours en sabrant l'infanterie russe, puis à Saint-Dizier le 26 où il culbute des cosaques. Un gouvernement provisoire est alors mis en place pour se substituer à Napoléon. Des éléments démontés du 6e dragons rassemblés au grand dépôt de cavalerie de Versailles participeront aux combats de défense de la capitale à Montmirail, Craonne, Paris même, où le chef d'escadron Cuvillers sera blessé très grièvement. Pour éviter justement la prise de Paris, Napoléon capitule alors le 4 avril.
Après cette abdication, le 6e dragons stationne à La Flèche et Saint-Calais. Il est reformé à Épinal sous le nom de dragons de Monsieur avant de redevenir 6e dragons à Saint-Avold en avril 1815. Il est alors composé de 31 officiers et 457 dragons.
À son retour de l'île d'Elbe, Napoléon refuse toutefois la carte de l'Europe telle que déterminée par les autres états et entreprend de battre la coalition prussienne-hollando-britannique qui s'est encore formée. Il rassemble rapidement une armée en Belgique avec l'objectif d'éviter que les coalisés se réunissent pour envahir la France à nouveau. Le 6e dragons fait alors partie du corps de cavalerie Grouchy, qui vient d'être nommé maréchal, brigade de dragons Exelmans. La cavalerie Grouchy compose l'aile droite de l'armée. Le régiment combat vaillamment les Prussiens à Gilly le 15 et Ligny le 16 juin où il perd le capitaine Desrousseaux et le sous-lieutenant Taillard. Le village est plusieurs fois pris et repris jusqu'à la nuit et le commandant en chef prussien Blücher en dira même que ce fut un des combats les plus acharnés de l'histoire, avec des pertes considérables des deux côtés. Les cavaliers français exténués et sans renforts de l'infanterie, ne poursuivront alors l'ennemi que le lendemain midi tandis qu'à ce même moment, plus à l'ouest, les Anglais, avec l'appui ensuite de la réserve de l'armée prussienne, feront résonner le canon depuis mont Saint-Jean, plus connu sous le nom de bataille de Waterloo... La cavalerie de Grouchy ne ralliera toutefois pas l'armée française compte tenu en premier lieu de son éloignement et des difficultés naturelles du terrain, rendu encore plus compliqué avec la pluie tombée dans la nuit, et de l'absence d'ordre à temps en ce sens de l'Empereur. Ayant toutefois appris la défaite, Grouchy, à son tour pourchassé par les Prussiens, retraite alors vers la frontière, puis Laon, où l'armée est reformée pour laver l'affront. Toutefois, Davout, nommé ministre de la Guerre par Fouché, président du gouvernement provisoire, ne fournit pas l'armement nécessaire et l'armée, pressée par un ennemi supérieur en nombre, se retrouve acculée devant Paris. La division Exelmans stationne alors à Montrouge. Le 1er juillet 1815, Davout ordonne à Exelmans de se porter sur Versailles où des Prussiens sont signalés. L'historique du 6e dragons paru vers 1900 indique que le régiment a pris part à cette occasion au combat de Roquencourt, dernière bataille, victorieuse, du 1er Empire, où les régiments prussiens des hussards de Poméranie et de Brandebourg sont anéantis. Cependant, il est probable qu'il y ait eu confusion des auteurs du document avec le 6e hussards ou le 6e chasseurs, qui sont mentionnés par les historiens comme étant présents aux avant-postes avec le 5e dragons. Quoi qu'il en soit, Rocquencourt n'empêche pas la signature de l'armistice le 3 juillet, puis l'occupation de Paris dès le 7. Le 6e dragons est licencié peu après alors qu'il a rejoint la ville de Nîmes. Il compte alors 72 officiers, 745 cavaliers et 568 chevaux.

### 1815-1848
En garnison à Épinal pendant la première Restauration, il avait porté le no 4 et s'était appelé « dragons de Monsieur ». Licencié en septembre 1815, il a versé son fond dans le 1er régiment de dragons du Calvados, de la nouvelle formation, le 1er dragons d'aujourd'hui.

#### Dragons de la Loire
En 1816,l'armée est rétablie et les dragons de la Loire sont formés à Gray sous le commandement du colonel Dornier. L'uniforme est de parements verts, collet, revers, pattes de parement et retroussis aurore, auxquels s'adjoint le casque dit à chenille. Les escadrons se distinguent par couleur : bleu roi pour le premier, cramoisi pour le second, vert foncé pour le troisième, bleu céleste pour le quatrième, aurore pour le cinquième et jonquille pour le sixième. Le recrutement se fait en fonction des villes de garnison, dans les départements proches. Ainsi, lors de sa recréation les hommes proviennent de la Loire, de la Haute-Loire, du Cantal, de la Nièvre... En 1818 alors que le régiment est stationné à Nancy, ce sont les Alsaciens et les Lorrains qui l'alimentent, puis en 1825 (Paris), ce sont des gens de l'Oise et la Seine.

#### Paris
Redevenu 6e dragons en 1825 et ayant retrouvé son casque à crinière, le régiment, caserné à Paris, se voit très régulièrement passer en revue par Louis Philippe assisté des ducs d'Orléans et de Nemours. Le roi remet au régiment l'étendard tricolore le 27 mars 1831 sur le Champ de mars.
Le régiment assure une mission de maintien de l'ordre lors des émeutes républicaines de cette même année.
Insurrection républicaine à Paris en juin 1832 les 5 et 6 juin 1832, caserne des Célestins
Il est appelé dans l'après-midi du 5 juin 1832 par le préfet de police à rejoindre la garde municipale au pont d'Austerlitz, l'aidant à faire prendre à la dépouille du général républicain Lamarque le chemin de Saint-Sever – cet objectif sera atteint – alors que la foule voulait conduire le char funèbre au Panthéon. La cérémonie dérape et le régiment essuie des coups de feu dont certains mortels. Ainsi, le commandant Chollet, ancien d'Eylau et de Wagram, est tué sur son cheval. L'intervention du préfet de police, se substituant à l'autorité du général Pajol, aura lancé l'insurrection.
À la suite de ce douloureux fait d'armes, 13 hommes du 6e dragons, de tous grades, reçoivent la Légion d'honneur et le nom du commandant Chollet est inscrit au Père-Lachaise sur le monument aux victimes de juin où il est inhumé.
Cette insurrection sera retracée un peu plus tard par Victor Hugo, qui en est un témoin privilégié, dans son livre Les Misérables, où le 6e dragons est cité.
En 1833, le 6e dragons à 4 escadrons en effectif de guerre est envoyé dans les Landes au sein de la division Harispe pour protéger la frontière dans le cadre d'une invasion espagnole, son dépôt étant à Pau. En 1836, alors à Oloron, le régiment subit une importante infestation par la gale, qui touche plus de cinquante chevaux et aussi plusieurs hommes.
En 1842 l'uniforme des dragons est à nouveau réformé, l'habit reste vert mais se ferme sur le devant avec un plastron à la couleur distinctive du régiment, qui sera jonquille pour le 6e dragons.
Entre 1843 et 1845, le régiment fait partie des quatre qui testent la nouvelle et discutée méthode d'équitation Baucher. Le chirurgien-major de la Corbière essaye ensuite favorablement l'application du froid pour soulager les blessures.

### IIerépublique et Second Empire

#### Arras/Toul
Le 6e dragons touche son nouvel étendard le 10 mai 1852, sur lequel sont inscrits les noms de Jemmapes, Marengo, Austerlitz, Friedland et Fleurus.
En 1853, à Toul, le régiment est passé en revue par l'empereur Napoléon III en visite dans les départements de l'Est et du Nord de la France.

#### Expédition d'Orient
Stationné à Tarascon, le 6e dragons est désigné en février 1854 pour participer à l'expédition d'orient. Il se compose pour ce faire de quatre escadrons de combat plus deux de dépôt. Il est intégré avec le 7e dragons à la 2e brigade de la division de cavalerie du général Morris.
Il embarque à Marseille en avril/mai direction Gallipoli (Italie) puis Varna (Bulgarie). L'été et l'automne se passent sans combattre. Une épidémie de choléra frappe les troupes - plus de 50 morts en un mois - qui s'enlisent alors dans l'oisiveté, d'autant qu'un incendie courant août a détruit les dépôts de vivres.
À la fin de novembre, l'ordre est donné de se porter en Crimée. Le régiment s'établit près de Sébastopol, où l'hiver est rude. Charles Mismer, maréchal-des-logis au 4e escadron, raconte dans ses Souvenirs d'un dragon de l'armée de Crimée que « malgré tous nos soins, l'insuffisance des rations réduisit bientôt nos chevaux à manger réciproquement leurs crinières, leurs queues et leurs couvertures ». Cette période entraîne de facto des compléments à la tenue : capote à capuchon dite criméenne, paletots en peau et laine de mouton, bonnet rouge à la turque sans glands appelé Shazia. Un couvre casque kaki est également mis à l'essai avant d'être par la suite généralisé à toute la cavalerie. Mismer dénote par ailleurs des pantalons rouges rapiécés et l'inconfort en campagne des palettes, guêtres et du dolman à boutons.
Le 6e dragons connaît son baptême du feu sans gravité lors d'une reconnaissance à Baïdar le 28 décembre.
À la fin de janvier 1855, le colonel Ressayre prend le commandement du régiment – 29 officiers, 510 dragons, 632 chevaux – à la place du colonel Robinet du Plas. Il décide de rétablir la discipline dans un régiment qui n'en est plus vraiment un. En même temps, des travaux de défense contre les intempéries sont menés. Les tentes sont surélevées par creusement du sol afin que les hommes puissent s'y tenir debout. Le 6e dragons y trouve un renouveau salutaire –le général Morris note que sa tenue l'emporte sur les chasseurs d'Afrique, pourtant tous vétérans – et, à partir de mars, il sera de toutes les opérations contre les Russes, opérations effectuées de nuit.
En juin le choléra ajouté au scorbut cause encore de lourdes pertes au régiment.
- Bataille de Kanghil

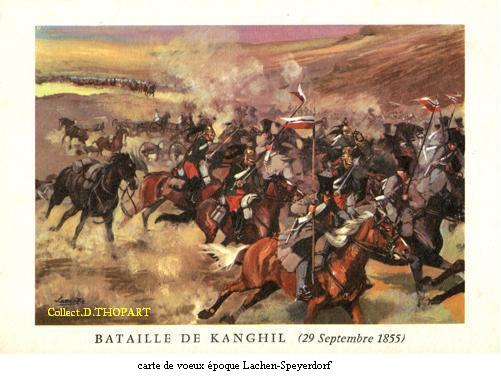
Image du combat du 6e dragons à la bataille de Kanghil le 29 septembre 1855.

En août 1855, la division de cavalerie commandée désormais par le général d'Allonville part vers Eupatoria pour se réunir aux forces turques. Jusque-là la cavalerie française n'avait pas connu grand succès. Le 29 septembre, près de Kanghil, Français et Turcs poursuivent une reconnaissance de l'ennemi. Dans cette attaque, le 6e dragons qui était en deuxième ligne, se retrouve un moment, à la suite de son chef de corps, à la tête de la colonne, seul face aux uhlans russes. Ceux-ci sont débordés, harcelés et poursuivis sur plusieurs kilomètres pour les empêcher de se reformer. À la fin de la journée, ils laissent sur place plusieurs pièces d'artillerie, une forge de campagne et quelques dizaines de morts dont le colonel du 18e uhlans. De nombreux prisonniers et chevaux sont ramenés au camp. Seule perte humaine pour le régiment, le sous-lieutenant Sibert de Cornillon officier d'ordonnance du colonel du 4e hussards, ainsi que le capitaine Chopelet blessé avec quatre dragons. Malgré la fatigue des hommes et des chevaux, la joie est immense dans le camp français et plusieurs récompenses individuelles seront attribuées à nos dragons. Cette action vaut d'ailleurs au 6e dragons d'être cité à l'ordre de l'armée d'Orient le 2 octobre et Kanghil (d'abord Sébastopol) est désormais inscrit sur son étendard. À la suite, son chef de corps est fait commandeur de la Légion d'honneur. Quelques jours après Kanghil, près de Sack, le régiment subit sans perte la canonnade russe.
L'hiver suivant est encore plus rude que le précédent. Le manque de victuailles entraîne à nouveau une épidémie de scorbut -les reconnaissances sont réduites à 6 hommes emmenés par 1 sous-officier-, tandis que les chevaux sont atteints par la gale. La maladie aura ainsi décimé plus d'hommes que la guerre en elle-même.
Enfin, une suspension d'armes (cessez le feu) est signée le 27 février 1856.
Le 6e dragons se retire dans les derniers. Il rentre notamment sur le vapeur La France.
Cette campagne de Crimée du 6e dragons a été retranscrite en peinture, notamment par messieurs Beaucé ou de Luna.

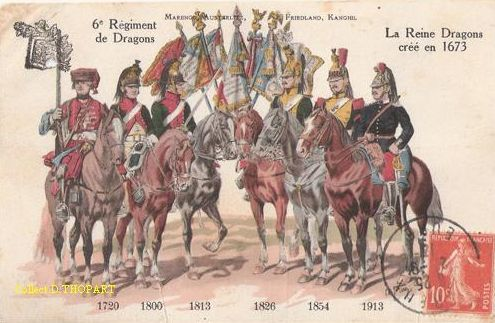
Les différents uniformes du 6e dragons jusqu'en 1913.

De retour en métropole, les diverses inspections signalent alors un régiment de belle tenue et de bonne discipline, qui font notamment qu'il fournit un contingent important d'hommes aguerris dans la formation du régiment des dragons de la Garde, futur dragons de l'Impératrice.

#### Traditions
En 1862, les distinctives propres à chaque régiment sont abandonnées au profit d'une distinctive par subdivision d'arme. Les dragons se reconnaissent alors maintenant par la couleur blanche ainsi que les deux chevrons qui leur sont attribués en plus du numéro régimentaire. Le règlement de 1868 concourt ensuite à l'abandon de l'habit vert, traditionnel, des dragons, pour la tunique bleu foncé à un rang de boutons et le pantalon garance.

### 1870 - 1914

#### La guerre
Le 15 juillet 1870, le colonel Trillon reçoit l'ordre de mobilisation. En effet, la France refuse l'installation d'un Prussien sur le trône d'Espagne, ce qui constituerait alors une grave menace d'encerclement pour le pays. Aussi, malgré un manque évident de moyens et de préparation, la guerre est déclarée le 19 juillet. Le 6e dragons, stationné à Libourne, est à 4 escadrons de guerre de 130 hommes et 105 chevaux, plus un escadron de dépôt à Bordeaux (3e escadron). Après une formation rapide au tir avec les nouveaux fusils Chassepot, il part en train pour Lyon compte tenu de troubles possibles, où il fait brigade avec le 6e hussards. Il revient toutefois aussitôt à Paris, qu'il quitte tout aussi rapidement pour Reims. Cependant, l'armée étant battue sur ce front, le régiment reçoit l'ordre de s'établir sur Orléans via Chartres (Armée de la Loire) et s'installe à Artenay.
Le 26 septembre au village de la Croix Briquet, le deuxième escadron du régiment (capitaine Rousseau) charge à l'arme blanche contre des uhlans lance en avant. Le combat fait des pertes sensibles des deux côtés. Le dragon Robillou est blessé de 17 coups de lance, le dragon Tessier de 12. L'ennemi laisse 80 tués ou blessés.

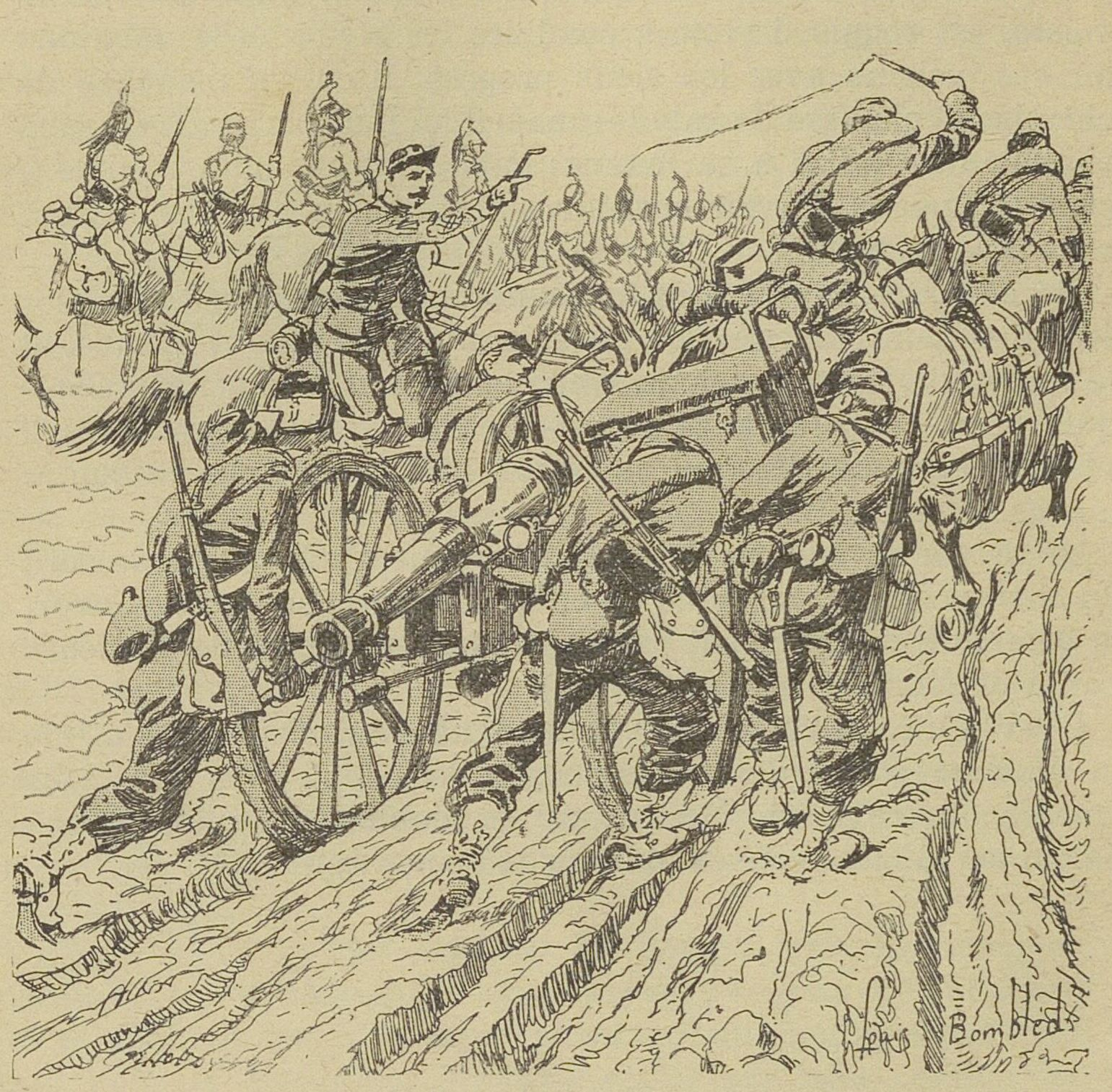
Le 1er escadron couvre la retraite de l'artillerie française à Artenay le 10/10/1870.

En octobre, le colonel Trillon est nommé général à la tête de la brigade, tandis que le lieutenant-colonel Fombert de Villiers prend le commandement du 6e dragons. Le 10 de ce mois le 1er escadron (capitaine Renout) se distingue lors de l'évacuation d'une batterie d'artillerie et fait l'objet d'un rapport élogieux du général qui commandait cette arme.
Le 9 novembre, le quatrième escadron du capitaine Cabrol[réf. nécessaire] s'empare d'un convoi ennemi à Saint-Péravy-la-Colombe, faisant au passage plus de 150 prisonniers et ramenant 120 chevaux, 2 canons et plusieurs voitures.
Malgré l'avance ennemie, le village de Poupry est repris à l'ennemi le 2 décembre au prix de nombreuses victimes de part et d'autre. Puis, le 7, le 6e dragons affronte les hussards de Posen dans les rues verglacées du village de Nouan-le-Fuzelier (Loir-et-Cher), avant de retraiter sur Salbris.

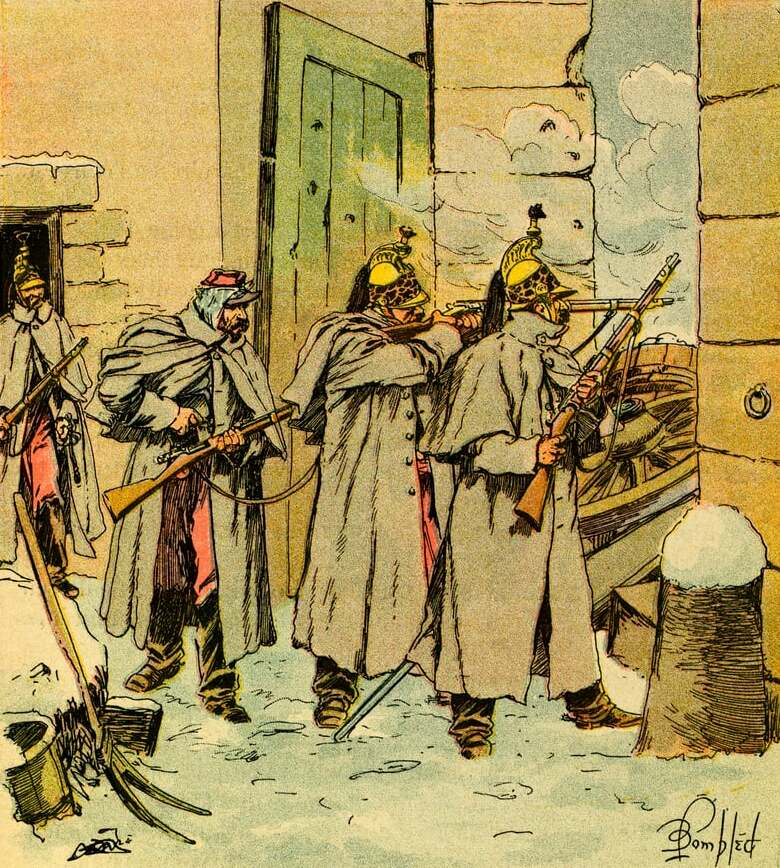
Les dragons du 5e escadron défendent Les Planches le 26/1/1871.

En janvier 1871, le 6e dragons est désigné pour rejoindre l'armée de l'Est et, après un interminable et difficile voyage par chemin de fer, stationne près de Montbéliard. Le 29, le 5e escadron du capitaine de Perry doit escorter un convoi lorsque celui-ci est attaqué au village des Planches près de Foncine. Les dragons résistent vaillamment au prix de 12 hommes et 14 chevaux tués, ainsi que 7 prisonniers, et font les éloges du commandant ennemi. Le journal le XIXe siècle, dans sa chronique du 10 février 1890, revient d'ailleurs sur ce fait d'armes : « Parmi les très honorables épisodes trop peu connus de cette phase de la lutte, alors que tout était désespéré, on a rappelé la superbe folie de cinquante dragons du 6e régiment qui, aux Planches, tinrent tête trois quarts d'heure à toute une brigade allemande... Ce sont les pages consolantes de cette navrante histoire compensant tant de tristesse ».
L'armistice est signé le 30 janvier mais n'est pas appliqué dans cette zone par les Allemands. Afin d'éviter le dépôt des armes et l'internement en Suisse, le régiment réussit à se retirer, libre et au complet, vers Gex puis Chalon-sur-Saône, avant de rentrer à Libourne.
En mars 1871, le 3e escadron du 6e dragons, qui avait constitué le dépôt et contribué à la formation du 3e escadron du 3e régiment de marche de dragons, est versé définitivement au 3e dragons. Dix régiments de marche ont en effet été constitués dès le début de la guerre à partir d'éléments des autres régiments de dragons. Un 6e régiment de marche de dragons fut constitué à partir des 1er, 2, 3, 4, 5, 7, 8 et 10e dragons mais son parcours n'est pas resté dans les annales.
Le 6e régiment de dragons, seul régiment de dragons constitué d'un bout à l'autre du conflit, n'obtint aucune reconnaissance, hormis quelques promotions dans la Légion d'honneur, pour sa belle conduite durant cette guerre. Sa campagne a d'ailleurs fait l'objet de plusieurs illustrations de Louis Blombled.

#### Chambéry

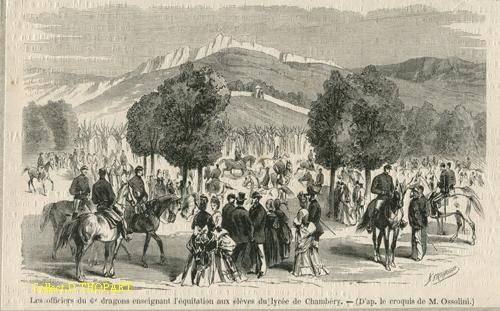
Officiers du 6e dragons donnant une leçon d'équitation au lycée de Chambéry.

1872 voit la création de la fanfare du 6e dragons, qui participe fièrement aux fêtes locales.
À partir de cette date, le service militaire devient obligatoire sans possibilité de remplacement. Le tirage au sort désigne seulement désormais la période de conscription, un an pour les chanceux, cinq ans pour les autres.
En 1873 a lieu le procès du général Bazaine, commandant en chef de l'armée du Rhin et contributeur important de la défaite de 1871. Parmi les jurés militaires, le général Ressayre, commandant du 6e dragons en Crimée. Pour l'information, une rue d'Agen, son lieu de naissance, porte désormais le nom de ce brillant soldat.
En 1875, avec l'adoption internationale du système métrique, une circulaire du ministère de la Guerre définit que les dragons doivent désormais mesurer entre 1,66 et 1,72 m contre 5 pieds 5 pouces auparavant. Cette taille sera toutefois abaissée en 1881 pour passer entre 1,60 et 1,66 m, avant d'être remontée en 1902 entre 1,64 et 1,70 m. Il est précisé par ailleurs en 1911 que le poids maximum des dragons est fixé à 70 kg.
Janvier 1875 voit le 6e dragons participer au sauvetage de la population qui subit une inondation. La même année, un escadron est détaché à Rumilly, commune distante d'environ quarante kilomètres de Chambéry. Cet escadron intervient aussi en soutien de la population lors de l'incendie de Vallières en 1880.
Aussi, lorsque l'ordre est donné au régiment de permuter avec le 4e dragons en garnison à Joigny, la population constate ce départ avec regret. Le Courrier des Alpes du 8 juin 1880 l'exprime ainsi : « Les rapports les plus amicaux, la cordialité la plus franche, n'a pas cessé de régner un seul instant entre le 6e dragons et les habitants de notre ville. (...) Au revoir donc, beau régiment ! Sur la route poudreuse où vous chevauchez, nos vœux vous accompagnent ».

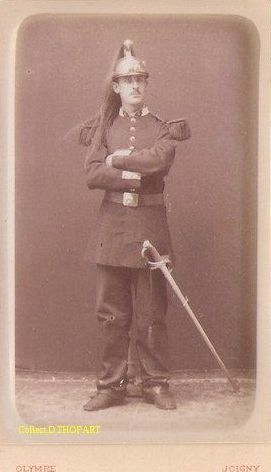
Dragon du 6e régiment à Joigny en tenue modèle 1868.

#### Joigny
Les débuts dans cette garnison sont l'occasion de défis techniques. Fin avril 1882, le sous-lieutenant Solas réussit en effet à faire courir sa jument sur plus de 170 kilomètres en un peu plus de quatorze heures, ce qui est une prouesse à l'époque. En août 1884, lors des manœuvres, le 6e dragons innove en franchissant une rivière à la nage. Le journal Gil Blas du 19 commente « Un peloton de dragons à cheval a passé à la nage la rivière de l'Yonne, dans un endroit où cette rivière mesure environ 80 mètres de largeur et 3 mètres de profondeur. (...) Il serait à désirer que cette instruction pour les hommes et les chevaux fut mise en pratique dans tous les régiments auxquels les ressources géographiques de leur garnison le permettent ». Quelque temps auparavant, le colonel de Waru, qui commande le régiment, crée un équipage de chasse à courre reconnu.
Est-ce pour ceci qu'en 1885, le colonel est nommé attaché militaire à l'ambassade française à Londres ?
À partir de 1884, les dragons sont équipés du dolman de drap bleu foncé qui remplace la tunique.
1886 voit une nouvelle permutation régimentaire entre le 6e dragons et le 21e dragons, en garnison à Évreux.

#### Évreux
1887 est une année noire pour le 6e dragons, qui perd son maître d'armes, M. Granier, tué net lors d'une démonstration aux fêtes du Havre en juin, ainsi que le maréchal des logis Chalmin en août et le sous-lieutenant Letroublon en septembre projetés à terre par leur cheval.

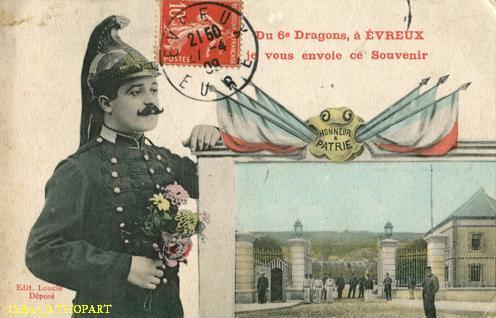
Carte postale souvenir du régiment de 1908.

Les années suivantes sont mouvementées. Fin 1889, une épidémie mondiale de grippe dite russe fait plus de 200 malades dans le régiment, obligé d'aménager des infirmeries dans les chambres. En 1892, 43 cas de fièvre typhoïde, présumée due à la mauvaise qualité de l'eau, sont constatés, faisant 10 victimes. Les relations se tendent alors entre la ville et l'armée et, durant l'hiver, le colonel refuse ainsi son concours au déneigement de la cité. De fait, une nouvelle épidémie combinée de typhoïde et de scarlatine réapparaît en 1894, faisant encore 9 morts. Le ministère de la Guerre enjoint alors la mairie à faire des travaux importants d'amélioration, estimés à 800 000 francs, « le régiment n'étant maintenu que si la ville consent à assainir son quartier de cavalerie ». La commune trouve cette dépense très élevée et des pourparlers de transfert sont alors engagés notamment vers la ville du Havre. Finalement, après d'âpres négociations, un consensus est trouvé et la ville d'Évreux participe aux travaux pour moitié. La nouvelle entrée du quartier fait alors la joie des photographes qui en tirent plusieurs modèles de cartes postales.
Entretemps, le 6e dragons est appelé au maintien de l'ordre dans le Nord qui connaît d'importantes grèves ouvrières. Deux escadrons sont envoyés à Roubaix. Ils y font tellement l'unanimité que le conseil municipal envisage un moment que le 6e dragons puisse quitter Évreux pour Roubaix qui vient de voter la construction d'une nouvelle caserne.

En octobre 1896, le colonel de Lestapis est appelé à Paris pour servir de premier officier d'ordonnance au tsar de Russie et à l'impératrice en visite dans la capitale, tandis qu'à cette même occasion, un escadron du régiment est chargé de la garde des voies ferrées près de Dreux. 

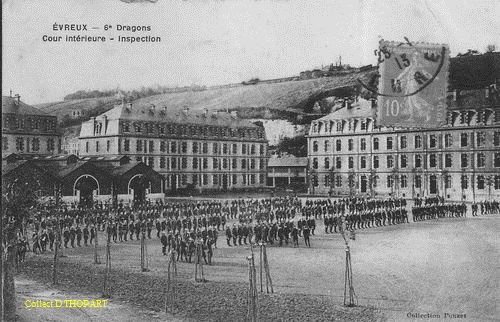

Au mois d'août 1897, lors d'une cérémonie émouvante, le lieutenant Maréchal, fils de l'ancien colonel du régiment, remet à l'actuel chef de corps, les restes de l'étendard de 1870. Cette relique ornera jusqu'au bout la salle d'honneur du 6e dragons avec l'épitaphe « Que ces lambeaux de soie sauvés pendant la guerre de 1870, qui rappellent les principaux faits d'armes où nos anciens ont versé leur sang en portant haut le numéro du régiment, restent toujours au 6e dragons comme une précieuse relique entourée d'un pieux respect ».
En 1897 également, lors des manœuvres de septembre, le capitaine Renaud présente un colombier itinérant qui est développé ensuite à grande échelle dans toute l'armée.
Les grèves des dockers mobilisent ensuite régulièrement deux escadrons du 6e dragons au Havre et un à Rouen.
En 1905, la durée du service militaire est ramenée pour tous à deux ans.
En 1909, c'est cette fois la méningite cérébro-spinale qui affecte gravement le régiment – 13 morts –, obligé d'évacuer pendant trois mois vers l'ancien séminaire pendant la désinfection des bâtiments. L'épidémie permet toutefois l'expérimentation heureuse d'un nouveau traitement.
Au mois de septembre 1910, le régiment manœuvre en pays de Bray pour le compte des « bleus » (contre les « rouges »), sous l'œil du président de la République, du président du Conseil, du ministre de la Guerre et de nombre d'observateurs étrangers. Ces manœuvres sont les premières où des aéroplanes sont présents. À bord de l'un d'eux, le lieutenant Baugnies, du 6e dragons, en observateur, détaché dans cette arme nouvelle depuis le début de l'année.

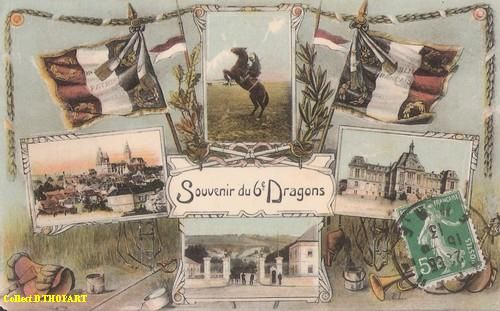
La caserne du régiment à Évreux en 1913.

En 1911, le régiment est dirigé vers Paris à l'occasion du 1er mai, où les manifestations sont interdites, puis en relève vers la Champagne qui connaît à son tour des émeutes importantes (dites révolte des vignerons). En juillet, le conseil municipal d'Évreux forme le vœu que « le 6e dragons, envoyé depuis un mois en Champagne, rentre à Évreux le plus tôt possible, son absence prolongée causant un important préjudice au commerce local ».
1913 voit la création de la première société amicale « Les anciens du 6e dragons », qui sera officialisée en mai de l'année suivante (JO du 12/6/1914), et l'arrivée de la lance comme armement offensif.

### Première Guerre mondiale

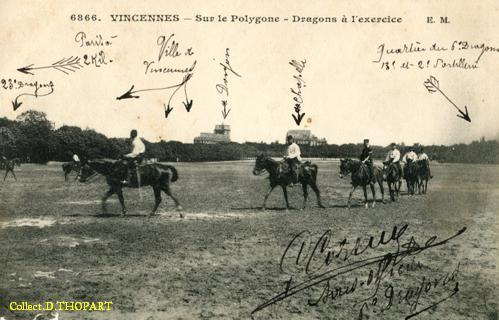
Le régiment à Vincennes en 1914.

Le 6e dragons arrive au complet à Vincennes, quartier Carnot, le 5 avril en n'ayant fait qu'une seule étape depuis Évreux. À peine dans ses quartiers, il est passé en revue le 23 par le roi d'Angleterre George V en visite à Paris, puis défile, le 14 juillet à Longchamp.

#### 1914

##### Ordre de bataille initial
Le 6e régiment de dragons est membre, à la mobilisation, avec le 23e régiment de dragons, de la 5e brigade de dragons commandée par le général Silvestre.
La 5e brigade de dragons fait partie de la 1re division de cavalerie (Corps de cavalerie Sordet) sous les ordres du général Olivier Mazel.

##### août
Sedan, bataille des Frontières, 22 août : combats de Rossignol, bataille des Flandres.
Premiers combats
Par le jeu des alliances entre pays à la suite de l'assassinat du prince héritier austro-hongrois et aux actes de vengeance qui s'ensuivent, la France entre en guerre le 1er août 1914. Mobilisé dès le 31 juillet, le 6e dragons se trouve avec ses quatre escadrons de combat à Charleville le 4 août. Il fait partie de la 5e brigade de dragons avec le 23e régiment.
Le cavalier de 1re classe Armand Bouteloup est le premier tué à l'ennemi du régiment, le 11 août à Bande en Belgique lors d'une reconnaissance du 3e escadron, suivi du premier officier, le lieutenant Grand d'Esnon, et de plusieurs autres hommes, le 18.
Les 5e et 6e escadrons, de réserve, sont affectés à l'escorte des 2e et 3e divisions d'infanterie coloniale. Engagés à l'extrême pointe d'avant-garde le 22 août à la bataille de Rossignol, ils subissent de lourdes pertes, tués, blessés ou prisonniers. L'adjudant Nicolle est le premier homme du régiment cité à l'ordre de l'armée pour sa conduite lors de cette journée (Journal officiel du 29 octobre 1914) « Adjudant au 6e reg. de dragons : au cours du combat du 22 août, a rassemblé sous un feu violent tous les cavaliers démontés de son escadron, a traversé avec eux une rivière à la nage et a rejoint son corps après être resté quarante-huit heures dans les lignes allemandes. »

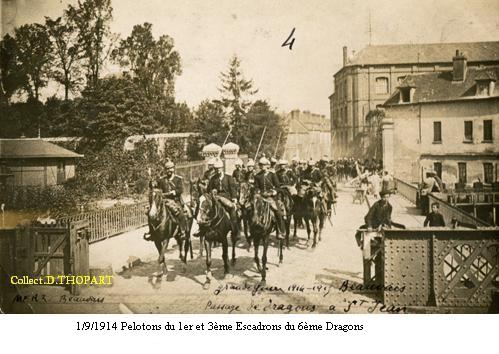
Le 6e dragons de passage à Beauvais - quartier Saint-Jean - au début de la guerre

Plus tard sont aussi cités, entre autres, (Journal officiel du 6 novembre 1920 attribuant la Légion d'honneur à titre posthume) « Hureau de Vibraye Hubert Ignace Joseph Marie Maxence Matricule 749, sous-lieutenant : officier d'une haute valeur morale. Tué, le 22 août 1914, en Belgique, à la tête de son peloton qu'il animait de son courage et de son entrain remarquables. Croix de guerre avec palme » ; (Journal officiel du 1er août 1922 attribuant la médaille militaire à titre posthume) « Michel Lucien Eugène Matricule 1685, brigadier : le 18 août 1914, étant à Perwez, faisait partie d'une reconnaissance dont l'officier et tous les cavaliers furent tués ou blessés, a été atteint mortellement de trois balles et est tombé aux mains de l'ennemi alors qu'il avait mis pied à terre pour tirer à quelques mètres sur des cyclistes allemands. A été cité. »
Le 7e escadron, de réserve également, sert à constituer le 33e régiment de dragons, créé fin août. Les hommes conservent toutefois appartenance à leur unité d'origine jusqu'en octobre 1915. Lors de la dissolution du 33e dragons, le 7e escadron est transformé en 5e escadron du 32e dragons.

##### octobre
Au mois d'octobre, le 6e dragons est engagé dans les durs combats de Givenchy-en-Gohelle et Ablain-Saint-Nazaire. C'est à ce moment que le colonel Dumas de Champvallier remplace le colonel Champeaux.

#### 1915
Montdidier, Artois, le groupe léger : Gancourt, Roclincourt…
Les tranchées
Le groupe léger de la 1re division de cavalerie est constitué depuis le mois d'octobre 1914 d'un escadron démonté de chaque régiment. Commandé par le capitaine de la Brière puis le commandant Meillon du 6e dragons, il effectue de fréquentes relèves aux tranchées durant toute l'année 1915, notamment à la fosse Calone près de Liévin puis à Roclincourt et Wailly près d'Arras, où il connaît des pertes sévères.
Les citations du médecin Porcher (Journal officiel du 13/8/1915), du sous-lieutenant Lemaistre (Journal officiel du 7/9/1915), et du cavalier Vasseur (Journal officiel du 28/1/1916) donnent un ordre d'idée de l'esprit combatif du 6e dragons aux tranchées :
« Porcher Y.J.M. Médecin auxiliaire au 1er groupe léger du 6e dragons : a assuré avec un très grand sang-froid et un dévouement au-dessus de tout éloge le service médical aux tranchées de première ligne pendant six jours consécutifs, du 29 juin au 4 juillet 1915, dans des conditions très périlleuses et ne disposant que d'une installation des plus sommaires sans abri. Le 3 juillet, au cours d'un violent bombardement, apprenant les pertes sérieuses subies par un escadron, s'est rendu dans la tranchée bouleversée par les obus de gros calibre pour y donner des soins immédiats aux blessés. À son retour, s'est arrêté pour déterrer de ses mains un cavalier enseveli et sous un feu très précis de l'ennemi ; l'a ramené sur ses épaules au poste de secours. A provoqué par son dévouement de chaque instant et son calme l'admiration générale. »
« Lemaistre Marcel Sous-lieutenant de réserve au 6e reg. de dragons : est resté à découvert dans la tranchée sous un violent bombardement pour soutenir le moral de ses hommes ; a été tué à ce poste d'honneur le 4 juillet 1915. »
« Vasseur Léon Matricule 2124, cavalier au 6e reg. de dragons, 5e escadron à pied : cavalier de choix. A été blessé le 3 juillet 1915 à sa place de combat où il est resté inébranlable sous un feu violent d'artillerie lourde qui bouleversait la tranchée. Amputé de la jambe droite. »
Les conditions de ces séjours dans les tranchées entraîneront dès l'année suivante des décès découlant de maladie (pneumonie), avec une progression estimée en 1918 à environ un tiers de l'ensemble des décès.
L'armée d'Orient

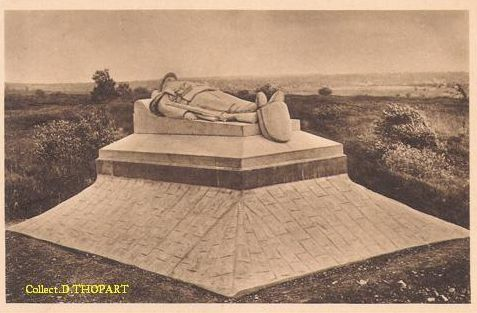
Monument au Sous-lieutenant THOME, intitulé Le Soldat du droit, implanté face au cimetière national de Douaumont. Lors de son inauguration, le général Bazelaire fit l'éloge du soldat en disant « Il a compris qu'on représente le Peuple par des actes, et non par des paroles. »

En juin 1915, un escadron d'escorte du 6e dragons est affecté à la 122e division d'infanterie qui vient d'être constituée pour l'armée d'Orient. Cet escadron, commandé par le capitaine Rater, rescapé de Rossignol, est placé directement aux ordres du général Sarrail. Il est transformé en 29e dragons en 1917.

#### 1916
Les dragons combattront à pied durant la totalité de l'année 1916, Artois, La Somme, le groupe léger.
Le début de l'année 1916 voit le régiment doté d'une deuxième section de mitrailleuses, de pelotons de grenadiers et de fusils mitrailleurs.
Le 6e dragons entretient, depuis le début du conflit, des liens privilégiés avec la 3e DIC. C'est ainsi que plusieurs hommes détachés ou mis à disposition disparaissent en mer lors du torpillage du navire Provence II, le 26 février, alors que ce dernier emmène le 3e régiment d'infanterie coloniale en renfort vers Salonique (Grèce).
Le sous-lieutenant Thome, député de Rambouillet, détaché sur sa demande dans une unité d'infanterie (129e  RI) pour être au plus près des combats, est tué le 10 mars 1916, près de Douaumont. Plusieurs autres hommes du 6e dragons détachés dans cette même unité perdent également la vie lors de cette bataille.
En avril, le 4e régiment de cuirassiers à pied est formé, constitué notamment à partir du groupe léger de la 1re DC en totalité. Ce régiment paie aussitôt un lourd tribut à la guerre.

#### L'aviation
Avec l'essor de l'aviation, des recrutements sont recherchés dans tous les grades de toute l'armée. La cavalerie fournit un important contingent et le journal de marche et des opérations du 6e dragons du 10 juin 1915 précise que « chaque escadron envoie un dossier volumineux ». Ces personnels sont détachés à l'aviation, c'est-à-dire qu'ils continuent d'appartenir à leur unité première. Le 6e dragons connaît alors notamment un as dans ses rangs, en la personne du capitaine Derode, avec sept victoires homologuées. Citation au Journal officiel du 21/6/1917 pour la remise de sa Légion d'honneur « Derode Jean Marie Émile Capitaine à titre temporaire (active) au 6e rég. de dragons, commandant l'escadrille N.102 : excellent chef d'escadrille qui rivalise d'entrain avec ses pilotes et donne sans cesse l'exemple de la plus belle intrépidité. A livré de nombreux combats au cours desquels il a abattu trois avions ennemis. S'est distingué, le 23 avril 1917, par son énergie et son sang-froid, réussissant à atterrir normalement dans nos lignes, bien que son appareil eut été gravement avarié au cours d'un combat livré à un avion ennemi. Déjà trois fois cité à l'ordre. »
D'autres ne sont pourtant pas en reste, comme (Journal officiel du 23 juillet 1917) "Blanchard Marcel François Marie, sous-lieutenant au 6e reg. de dragons, pilote à l'escadrille C11 : le 22 mars 1917, voyant un de ses camarades attaqué par trois avions de chasse ennemis, à plusieurs kilomètres dans les lignes allemandes, s'est porté résolument à son secours, obligeant l'un des avions à atterrir brusquement, les deux autres à prendre la fuite; (Journal officiel du 1er juillet 1918) « Legros Pierre Matricule 4210, brigadier au 6e reg. de dragons, pilote à l'escadrille... : jeune pilote nouvellement arrivé sur le front. En un mois seulement s'est fait remarquer par son courage et ses brillantes qualités de pilote..., au cours d'un réglage de tir à longue portée, a été attaqué par une patrouille de (illisible) avions ; a réussi par l'adresse de ses manœuvres à ramener son observateur tué et à atterrir sans incident avec un avion inutilisable atteint de plus de deux cents balles » ; (Journal officiel du 2 juillet 1918) « Du Pontavice de Heussey Hervé Marie Germain Robert Matricule 1091, maréchal des logis du 6e reg. de dragons, détaché à l'escadrille... : sous-officier pilote d'un courage et d'un calme au-dessus de tout éloge. Le... , au cours d'une reconnaissance, livre un violent combat contre dix avions ennemis, poursuit coûte que coûte sa mission avec un appareil dont la solidité avait été compromise par les balles. Attaqué de nouveau par six avions ennemis, a son mitrailleur sérieusement blessé au début de l'action, mais réussit à se dégager après avoir abattu un de ses adversaires qui s'écrase au sol » ; (Journal officiel du 5 septembre 1918) « Baronna Norbert Sous-lieutenant (réserve) de cavalerie, observateur en avion : observateur en avion d'une bravoure exceptionnelle, dont les prouesses ne se comptent plus. Incapable de piloter à la suite d'une blessure, s'est spécialisé dans les bombardements de nuit à faible altitude. Vient d'exécuter en moins de trois mois 45 bombardements, incendiant à trois reprises les objectifs qui lui avaient été assignés, ayant eu six fois son avion détérioré par les projectiles ennemis. Trois blessures. Médaillé militaire pour faits de guerre. Cinq citations. »; (Journal officiel du 27 février 1919) Faucillon Robert Étienne, sous-lieutenant du 6e reg. de dragons, pilote à l'escadrille Sal 51 : officier pilote d'une bravoure exemplaire ayant 600 heures de vol au-dessus de l'ennemi. Attaqué plusieurs fois par les avions de chasse ennemis, a réussi à mettre hors de combat un deuxième adversaire, le 25 juillet 1918. Pendant les dernières opérations, a assuré toutes missions photographiques, lointaines, qui lui étaient confiées ainsi que de nombreuses missions de commandement à basse altitude.
Football association
Fin 1915, début 1916, les moments de repos hors du front voient se constituer des équipes de « football association ». C'est ainsi que le journal ‘’Le matin’’ des 30 décembre 1915 et 4 avril 1916 annonce la défaite du 6e dragons 3 à 0 face au 81e lourd, puis 1 à 0 contre le 23e dragons.

#### 1917
Oise : pendant la période des mutineries, trois brigades de dragons du 1er corps de cavalerie seront, à tour de rôle envoyés à Paris et dans les grands centres industriels ; des postes de cavaleries seront établis à demeure dans les gares des permissionnaires, des dépôts de munitions. Ce pénible service rendra la cavalerie presque impopulaire, oubliant que les cavaliers descendaient pour la plupart dans les tranchées. NB : le journal de marche ne mentionne pas cette mission, qui a pu éventuellement être effectuée à partir des escadrons de dépôt restés à Vincennes.
L'Aisne
Début mai 1917, à Laffaux sur le Chemin-des-Dames, le 6e dragons perd un grand nombre de ses anciens passés au 4e cuirassiers à pied, récemment formé à partir des éléments du Groupe léger, dont le commandant Meillon.

#### 1918
Opérations sur le nord de l'Oise, seconde bataille de la Marne, Champagne.
Début 1918, le colonel Joannard remplace le colonel de Champvallier.
Au mois de mars, la 5e brigade de dragons combat à pied à Noureuil (Aisne) puis Rollot (Somme). Ces faits d'armes valent au 6e dragons la citation à l'ordre de l'armée (Journal officiel du 25/6/1918) : « Sous les ordres du lieutenant-colonel Joannard, a fait preuve pendant les journées du 23 au 31 mars 1918 d'une ténacité et d'une énergie combative admirables, disputant le terrain pied à pied et ne reculant que sur ordre. A apporté à l'infanterie dans un moment difficile le concours le plus complet de ses unités combattantes à pied et de ses mitrailleuses. »
Pour cette citation, l'étendard du régiment est décoré de la Croix de guerre par le général Gouraud le 28 juin 1918 à Aulnay-sur-Marne.
En mai et juin, ce sont les combats de Champvoisy et La Chapelle-Harlay dans la Marne qui valent aux hommes du 6e dragons des médailles militaires, malheureusement à titre posthume. Puis suivent en juillet ceux de Saint-Martin-d'Ablois qui éclaircissent dramatiquement les rangs.
Les citations à l'ordre de l'armée pleuvent en conséquence et il est impossible de toutes les reproduire, cependant : (Journal officiel du 25 juin 1918) « Sala Pierre Jacques Chef d'escadrons au 6e reg. de dragons : devant..., appelé à exercer le commandement d'un bataillon de cavaliers mis pied à terre, dans un moment particulièrement critique, par son courageux sang-froid et son énergie tenace, a su faire donner à cette unité son plein rendement, malgré les difficultés les plus grandes. A été blessé au cours de l'action » ; « Rouault de Coligny Adolphe Joseph Capitaine au 6e rég. de dragons : commandant une compagnie de cavaliers du rég. mis pied à terre, a, dans des circonstances particulièrement délicates, su remplir sa mission au mieux des circonstances. S'adaptant parfaitement à la situation, est parvenue, grâce à son courageux sang-froid, à retarder la progression de l'ennemi » ; « Bourely Raymond Georges Sous-lieutenant au 6e reg. de dragons : à la tête d'une section, a lutté sans arrêt contre un ennemi très supérieur en nombre, lui disputant chaque pouce de terrain ; par sa ténacité, a permis aux unités voisines de se reformer. Blessé, a continué à assurer son commandement avec le plus grand calme et le plus grand sang-froid » ; « Klobukowsky Antony Victor Sous-lieutenant au 6e reg. de dragons : à la tête d'une section, a lutté sans arrêt contre un ennemi très supérieur en nombre, lui disputant chaque pouce de terrain ; par sa ténacité, a permis aux unités voisines de se reformer » ; « Michel André Edmond Lieutenant au 6e reg. de dragons : jeté dans le combat à un moment particulièrement critique, a commandé sa compagnie avec une belle crânerie et un courageux sang-froid. Sous un violent bombardement, a contribué à arrêter net l'avance allemande, puis, luttant pied à pied, a donné au commandement le temps nécessaire pour prendre ses dispositions » ; « Lejay de Bellefond René Lieutenant au 6e reg. de dragons : ses pièces s'étant enrayées au moment d'une attaque de l'ennemi, a commandé à ses hommes de les emporter pour les sauver, puis, prenant un mousqueton, est resté seul avec trois hommes pour protéger le retrait de ce matériel. Grièvement blessé, est resté sur place plutôt que de retarder l'enlèvement du matériel » ; « Clouet des Pesruches Denis Marie Joseph Félix Capitaine au 6e rég. de dragons : au cours de cinq journées consécutives de combat, a fait preuve, à la tête de compagnies de cavaliers mis pied à terre, en face d'attaques ennemies particulièrement violentes, du plus courageux sang-froid et de l'énergie la plus grande » ; (Journal officiel du 3 septembre 1918) « Perot Léon Joseph Lieutenant au 6e reg. de dragons : officier remarquable, de haute valeur morale, ayant toujours donné les preuves du plus superbe courage. Au cours d'un récent combat, dans une situation des plus critiques, a assuré à deux reprises le repli de la compagnie presque encerclée, arrêtant l'ennemi par ses feux et maintenant au plus haut degré, malgré des pertes très élevées, l'esprit de combativité de sa section. Déjà deux fois cité à l'ordre du corps de cavalerie » ; « Le Roy André Matricule 014075, adjudant au 6e reg. de dragons : commandant une section de mitrailleuses dans une affaire récente a arrêté net par ses feux bien dirigés l'avance ennemie ; a infligé aux Allemands des pertes élevées et, menacé d'encerclement, a continué à tirer et ne s'est replié qu'après en avoir reçu deux fois l'ordre. A été grièvement blessé » ; (Journal officiel du 21/9/1918) « Guerout Joseph Albert Matricule 431, adjudant chef (active) au 1er escadron du 6e reg. de dragons : sous-officier d'une énergie et d'un courage admirables. Commandant une section de cavaliers combattant à pied et voyant l'infanterie à sa droite se porter à l'attaque d'un village, a brillamment enlevé sa section pour appuyer le mouvement. Le lendemain, très grièvement blessé et considéré comme intransportable, alors que les Allemands allaient occuper le poste de secours où il avait été recueilli, par un effort de volonté remarquable, a sauté sur un cheval, a réussi à s'échapper et à rentrer dans les lignes françaises » ; (Journal officiel du 5 février 1919) « Cartier Louis Matricule 3395, soldat (active) au 6e reg. de dragons : très bon soldat, d'une brillante conduite au feu. Le 29 mars 1918, à Rollot, a été grièvement blessé en se portant bravement en avant pour augmenter l'efficacité de son tir. Amputé du bras droit » ; (Journal officiel du 7 mai 1919) « Suard Paul Robert Matricule 2430, cavalier (réserve) au 6e reg. de dragons : excellent fusilier mitrailleur, ayant toujours montré au feu de belles qualités de courage et de ténacité. A fait preuve, au cours des combats des 23, 24 et 29 mars 1918, d'un sang-froid et d'une énergie remarquables, empêchant la progression de l'ennemi par la justesse de son tir. A été grièvement blessé, le 30 mars 1918. Une citation. Amputé de la cuisse droite » ; (Journal officiel du 4 août 1920) « Durand Marcel André Matricule 2291, cavalier de 1re classe (réserve) au 3e escadron du 6e reg. de dragons : a été blessé très grièvement, le 16 juillet 1918, en restant seul comme guetteur en observation sous un violent bombardement, pour mettre ses camarades à l'abri de toute surprise » ; « Coupey Gabriel Auguste Léon Émile Matricule 1684, cavalier de 1re classe (réserve) au 3e escadron du 6e reg. de dragons : brave cavalier. Très grièvement blessé, le 30 mai 1918, à Champvoisy, en faisant courageusement son devoir. »
1918 est l'année la plus meurtrière de cette guerre. Outre les combats, la maladie cause aussi de nombreuses morts qui ne valent pas toujours reconnaissance de la mention « mort pour la France ». Ainsi, à la fin de cette guerre, les pertes recensées pour le 6e dragons, tous éléments confondus y compris personnels détachés ou mutés, dépassent les 400 morts, sans compter les innombrables blessés.

#### 1919
Retour à Vincennes
Le 26 août 1919, le 6e régiment de dragons au complet, étendard déployé et précédé de sa fanfare, fait sa rentrée officielle à Vincennes. L'évènement est immortalisé par les caméras de la société Gaumont-Pathé.
En octobre, le régiment fournit le peloton d'exécution de l'espion Pierre Lenoir.

### Entre-deux-guerres

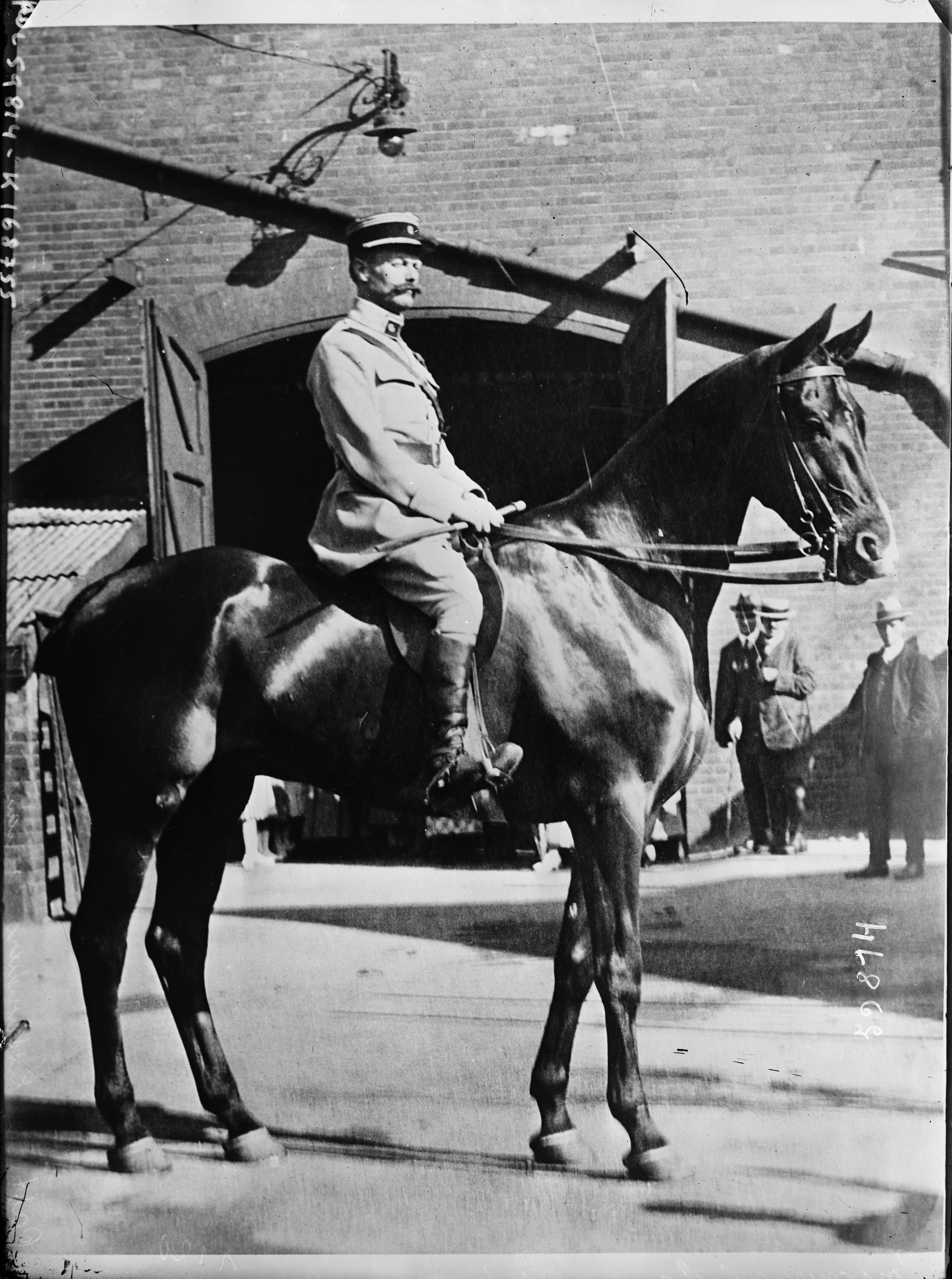
Le capitaine de Laissardière en 1920.

1920 est la grande année du capitaine de Laissardière, récemment arrivé au régiment, qui remporte, en mars les quatre premiers prix du concours hippique de Paris, en juin la coupe internationale pour officiers à Londres, en août le concours de Spa en Belgique, et participe, en septembre aux jeux olympiques d'Anvers avec l'équipe de France qui termine au pied du podium. Cet officier sera plus tard (1940) écuyer en chef du Cadre noir de Saumur.
Les autres cadres du régiment ne sont cependant pas en reste, puisque par équipe, dans chacune des deux catégories officiers et sous-officiers, le 6e dragons s'adjuge la première coupe de l’Étrier. Ce trophée est remporté trois années de suite par les officiers et ainsi conservé définitivement au régiment. Il le sera également par les sous-officiers en 1925.
Dans les années 1920, on voit aussi apparaître sur les champs de course un cheval dénommé « dragon de la Reine », tandis que « Libératrice », « Tu me plais » ou « Qui va la » sont monté(e)s par les cadres du 6e dragons.
Ces années sont aussi celles de la découverte du jeu de balle à cheval, que l'on appellera un peu plus tard tout simplement polo, pour lequel le 6e dragons, sous la houlette du capitaine Pastré, est considéré comme l'un des meilleurs de toute l'armée.
De 1921 à 1928, le 6e dragons alimente malgré lui une rubrique satirique titrée « la belle famille » dans le journal l'Humanité. Les moindres faits et gestes sont décortiqués jusqu'à la séance de cinéma pour l'accueil des jeunes recrues de 1927 alors que ceux-ci sont soi-disant sous-alimentés et brimés.
Cependant, ce n'est pas dans ce journal que sont relevés les faits d'entraide, comme pour la crue de la Marne en 1924 où le régiment héberge des victimes, ou la participation au déblaiement d'un immeuble effondré sur des ouvriers en 1928. Sans parler de la fête militaire avec fête foraine qui se tient chaque année depuis 1922 au profit de la caisse de secours des officiers mutilés.
Cette même année 1922 voit le passage du capitaine de Gaulle en stage au 6e dragons.
Après la guerre, la France connaît une pénurie de sa monnaie et des substituts sont alors mis en circulation un peu partout. Ces monnaies sont dites de nécessité. Le 6e dragons n'échappe pas à la règle et fait éditer des jetons qui permettent de payer certaines prestations en interne (cantine, foyer...). On trouve alors en circulation des pièces carrées en aluminium de 5, 10, 25 et 50 centimes, 1 et 5 francs à entête du régiment.
En 1928, après quatre ans d'engagement, les sous-officiers, jusqu'alors dénommés rengagés et considérés comme des hommes de troupe, ont désormais droit au statut de sous-officier de carrière, au même titre que les officiers.
Au cours des années 1931-32, des cavaliers du 6e dragons testent favorablement une nouvelle forme de vaccination contre la diphtérie, très présente au régiment.

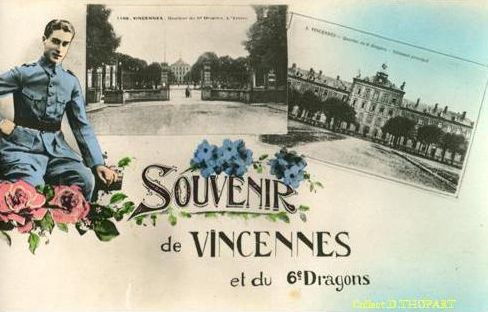

En juillet 1934, les 3e et 4e escadrons effectuent un exercice de tir au camp de Maisons-Laffitte, lorsque le brigadier Prigent trouve au sol un obus qu'il manipule maladroitement et qui explose faisant 6 morts et 23 blessés. Après l'émoi que suscite cette malheureuse affaire, l'enquête démontre la responsabilité de la garde mobile qui a effectué des exercices de guerre quelques jours auparavant et qui n'a pas nettoyé le terrain.
Cette même année, le maréchal des logis Garriguet remporte au sabre et à l'épée le championnat de France d'escrime.
1935 voit le 6e dragons chargé d'organiser au grand Palais la célébration du tricentenaire des dragons, en présence du maréchal Pétain et des généraux Gouraud et Weygand.
Durant ces années, un autre champion de concours hippique porte haut les couleurs du 6e dragons, en la personne du lieutenant Fresson, qui franchit notamment en avril 1937 un obstacle de deux mètres de haut sur son cheval Gavroche. Le lieutenant commandera plus tard le centre hippique militaire de Fontainebleau et participera également, avec l'équipe de concours hippique, aux Jeux olympiques de 1960 à Rome, où l'équipe termine cinquième.

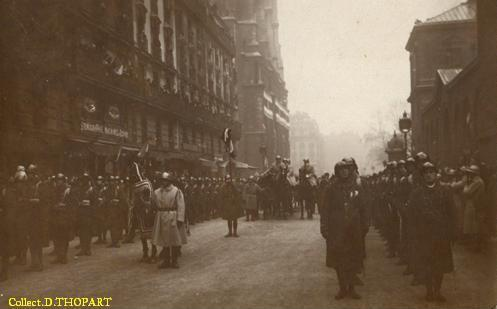
Funérailles du maréchal Joffre, le 7 janvier 1931.

Dans les années 35/38 avec l'avènement du nazisme en Allemagne, le 6e dragons participe, en lien avec les clubs sportifs de la ville, à l'organisation de la préparation militaire des jeunes volontaires, souhaitée par les gouvernements successifs de l'époque.
C'est aussi à cette période que l'armée délaisse le bleu pour le kaki et que le fusil Mas 36 équipe le régiment.
Hormis le sport, le 6e dragons est aussi très souvent chargé d'escorter les différentes personnalités vivantes comme notamment les présidents de chambre, ou d'accompagner les dépouilles des morts comme Georges Clemenceau et Raymond Poincaré, les maréchaux Foch et Joffre... La fanfare du régiment participe notamment aux fêtes données chaque année en juillet à Fontenay-sous-Bois pour l'élection de la Madelon, tandis qu'en juin 1936, elle descend les Champs-Élysées en costume d'avant guerre dans le cadre du festival de musiques militaires.
Le rapport moral des troupes pour 1936 précise cependant :
– que le quartier n'est pas assez grand ;
– qu'il faudrait créer un poste d'eau potable par étage, ainsi qu'une coopérative ;
– qu'il faudrait installer le chauffage central ;
– qu'il faudrait enfin supprimer les charges de service le dimanche, ceci représentant un travail important, notamment 250 chevaux à seller, avec un effectif moindre.
En 1938, le colonel Jacottet fait réaliser le premier insigne du 6e dragons, en forme d'« Écu ancien écartelé, au 1 (haut gauche) de l'Étendard de la Reine dragons, au 2 (haut droite) d'azur à un centaure d'argent armé d'un sabre et portant un flambeau, au 3 (bas gauche) de sinople, au 4 (bas droite) de gueules ». En termes héraldiques azur veut dire bleu, couleur distinctive de la cavalerie depuis la grande guerre, sinople correspond à vert, couleur distinctive des dragons jusqu'en 1870, et gueules équivaut à rouge, couleur du premier habit des dragons de la Reine. Le centaure était un emblème présent sur les fanions de commandement pendant la Première Guerre mondiale. On le retrouve également depuis 1923 sur le maillot des joueurs de polo du régiment, bleu foncé avec centaure blanc.
Cet insigne sera repris lors de la recréation du régiment en 1951, homologué H407, avec le 3 en vert plus clair.
On peut noter pendant cette période de l'entre-deux-guerres une recrudescence des accidents touchant le régiment, due à l'essor de l'automobile et à la cohabitation pas toujours facile en ville avec ce qui subsiste de la traction à cheval.
Durant ces années, alors que le Ministère de la Guerre, tirant les leçons de l'emploi de la Cavalerie durant la Première Guerre mondiale, réorganise profondément la composition des divisions et des unités qui les composent en les motorisant, le 6e Dragons reste un des six régiments strictement cavaliers, du moins en ce qui concerne ses escadrons de combat.

### Seconde Guerre mondiale

#### 1939
À la suite de la crise monétaire de 1929, l'Allemagne, dont l'économie disposait de beaucoup de capitaux étrangers, est ruinée. Hitler, nommé chancelier en 1934, cherche alors à étendre la production agricole et industrielle notamment en unifiant les peuples allemands sous une même « souveraineté ». C'est ainsi qu'en 1938 l'Allemagne nazie annexe l'Autriche puis une partie de la Tchécoslovaquie, à laquelle la France est alliée. En septembre, les réservistes sont rappelés, avant que le traité de Munich ramène une paix précaire. En effet, tout juste un an après, l'Allemagne et la Pologne s'accrochent dans la région de Dantzig. Par le jeu des alliances, les armées françaises et anglaises se tiennent alors prêtes à intervenir et la mobilisation générale est décrétée le 1er septembre 1939, avant que, à la suite de l'invasion subite de la Pologne, la guerre soit déclarée le 3.
Le 6e dragons, régiment à cheval, est ainsi mobilisé depuis le 23 août au sein de la 3e division de cavalerie du général Petiet, 5e brigade avec le 4e hussards. il se compose alors de 4 escadrons de combat à chacun 4 pelotons de 2 groupes de combat plus un escadron de mitrailleuses et engins composé de 2 pelotons de mitrailleuses, 1 peloton canons de 25 hippomobile et 1 peloton mortiers, chacun également à deux groupes, soit au total 39 officiers, 84 sous-officiers, 160 brigadiers, 832 dragons, 1010 chevaux, 20 voitures hippomobiles, 27 camions, 26 camionnettes, 12 side-cars, 13 motos, 6 remorques, 4 canons de 25. Les hommes sont principalement issus de Bretagne et des Pays de la Loire.
Les réservistes du régiment issus de ces régions sont affectés au centre mobilisateur de Cavalerie 61 à Pontivy qui sert notamment à constituer le GRCA 17 où les anciens dragons du 6 seront majoritairement mobilisés.
L'échelon A embarque par train le 26 août en direction des Ardennes, à Donchéry exactement, tout comme en 1914. Il est rejoint par l'échelon B (2e et 4e escadrons) le 1er septembre. Ainsi au complet, le régiment est alors dirigé sur la Moselle près de la frontière avec le Luxembourg, en attente de l'engagement. Il établit son PC à Evrange, où une plaque rappelle désormais à la postérité le stationnement du 6e dragons. Le régiment défile devant son général le 14 janvier 1940 à Trieux et le colonel est félicité pour la tenue de son régiment "cavaliers par deux correctement tenus, droits en selle, regard calme et fier, équipements au complet, chevaux rênes longues, au pas sans allongement de colonne". Mi-avril, le régiment est mis en alerte avec mission de retarder l'ennemi en cas d'attaque et de protéger les destructions des infrastructures routières et ferroviaires opérées par le génie. Malgré une forte présence d'avions ennemis au Luxembourg, l'ordre de passer la frontière n'est finalement donné que le 10 mai après l'invasion par l'Allemagne de la Hollande et de la Belgique, deux nations pourtant neutres. Ces premiers accrochages causent la mort de l'adjudant Lafolie, du 2eme escadron, qui reste inhumé à Volmerange. De retour aussitôt de l'autre côté de la frontière devant la rapidité de l'avancée allemande, le 6e dragons est dirigé sur son nouveau secteur d'activité et rejoint alors le département de la Somme en quatorze harassantes étapes de nuit.
Entretemps, début mars, un ancien maréchal des logis vaguemestre du 6e dragons, licencié pour extorsion de fonds, est condamné à mort par contumace pour être l'orateur de la propagande nazie anti-française sur Radio-Stuttgart.
Le 6e régiment de dragons forme la 5e brigade de cavalerie avec le 4e régiment de hussards. Lors de la transformation des divisions de cavalerie en février 1940, cette brigade est rattachée à la 3e division légère de cavalerie qui dépend de la 3e armée. En cas d'intervention au Luxembourg, cette division doit y entrer pour ralentir les Allemands et permettre l'exécution des destructions prévues. En attendant, le régiment stationne à Roussy-le-Village.

#### 1940
Le 1er juin 1940, le 6e dragons tient position, face à la 7e Panzer-division de Rommel (100 chars au km²), sur un large secteur entre Hangest-sur-Somme et Saint-Pierre à Gouy. Il doit être relevé dans la nuit du 4 au 5 par un régiment de tirailleurs sénégalais, mais cette relève n'est pas terminée que, vers 3h du matin, l'attaque allemande se produit. Le régiment, qui a reçu l'ordre de son colonel de « tenir sans esprit de repli, même encerclés » est ébranlé dans tous ses escadrons par les mitrailleuses, puis les chars et l'aviation ennemis. Il perd dans ce secteur 2 officiers tués, 3 blessés, 4 disparus et 25 hommes tués, 38 blessés et 13 disparus. C'est presque un quart de son effectif.
Et le 5 au soir, les Allemands passent la Somme sur les deux seuls ponts de chemin de fer qui n'ont pas été détruits par le génie.
S'ensuivent alors une série de décrochages difficiles et de prises de positions se voulant retardatrices sur la Somme (Riencourt, Cavillon, Bougainville, Bussy) puis l'Eure où une partie du régiment a pu se regrouper sur la route de Louviers. Les hommes sont exténués et il y a bientôt plus de chevaux que de combattants. Deux maigres escadrons (7 pelotons au total dont 1 motos) sont cependant formés (Cap. Lévèque  et Cap. Donès) par complément d'éléments du génie et même d'anglais dispersés de leurs unités. L'ordre est alors donné d'empêcher l'ennemi de franchir la Seine près des Andelys. Le 6e dragons qui cherche à établir la liaison avec le 4e Hussards, s'installe le 9 juin à Venables qui est attaquée le 10 au matin. Les dragons luttent pied à pied contre un ennemi plus frais et supérieur en nombre mais sont obligés de céder sous la pression. Le lieutenant Fresson se fait remarquer en portant au galop l'ordre de repli dans ses lignes, sur un cheval non sellé, en terrain découvert et sous les balles ennemies. Une stèle commémore le sacrifice des hommes qui ont « résisté au franchissement de la Seine par l'ennemi en tentant d'arrêter sa progression ». De position en position, le régiment, dont les hommes et les chevaux sont décimés par la distance et les conditions difficiles de marche de nuit pour se protéger de l'aviation, recule ainsi vers l'ouest, Orne, Mayenne, qu'il franchit le 17, puis Ille-et-Vilaine. Après avoir croisé une colonne blindée allemande qui fonce sans se soucier de cette troupe fatiguée, le 6e dragons arrive en forêt de la Guerche (la Haute Gaumonerie, commune de Rannée) le 19 juin, où il reçoit l'ordre de ne plus tirer car un armistice est en discussion. Effectivement, celui-ci est annoncé par la radio le 25. Il est prévu que les troupes seront conduites en zone non occupée puis congédiées après dépôt des armes là où elles se trouvent. Le 6e dragons dépose alors ses armes à la mairie de la Guerche le 30 juin et, le 1er juillet, ordre est donné à la brigade de se diriger vers Chateaubriant (Loire atlantique). Le 2 juillet, le régiment se dirige bravement en colonne, chevaux pansés, matériel astiqué et hommes en tenue correcte vers le point de ralliement avancé. Toutefois, aux abords de Chateaubriant, le régiment est parqué pour être finalement fait prisonnier et les chevaux ainsi que les camions sont récupérés par les Allemands. Quelques hommes réussissent cependant à rejoindre le sud de la France et certains d'entre eux s'incorporent au 2e hussards d'armistice stationné à Tarbes.
La guerre est désormais finie pour le 6e dragons qui avait pourtant été désigné pour faire partie ultérieurement d'une grande unité d'élite, la 5e division légère mécanique, qui ne verra jamais le jour.
Rapport du colonel Jacottet : "Au moment de la reddition, toutes les armes automatiques et individuelles étaient au complet, chaque homme en possession de son armement réglementaire; aucun cheval, harnachement, équipement ou véhicule n'avait été abandonné. Dans la forêt de la Guerche, sous la protection d'avant postes armés, les chevaux étaient soignés et ferrés, les véhicules entretenus. Un moteur a été refait. Tout le matériel en possession du 6e dragons le 11 mai, qui n'a pas été brûlé le 2 juillet ou détruit du fait du feu ennemi, est passé en zone libre. Le 6, du Luxembourg, où il était brillamment entré, à la forêt de la Guerche, a été un modèle de discipline, de tenue, de moral élevé".
Le capitaine de Chezelles et la fraction du régiment - 7 officiers et 190 cavaliers - qui s'était trouvé séparé à Poix (Somme) avait pu rejoindre le dépôt de Rambouillet et les hommes immédiatement incorporés au GRCA 25, qui devait retraiter vers Bergerac.
Pour sa conduite héroïque, le 6e dragons reçoit dès le 2 septembre 1940 la citation suivante : « Le 5 juin 1940, engagé avec tous ses escadrons sous les ordres du colonel Jacottet, secondé par le chef d'escadrons de Labouchère tué au cours de l'action, a maintenu contre un ennemi très supérieur en nombre et malgré un violent bombardement tous les points d'appui qui lui étaient confiés.
Résistant jusqu'à l'encerclement, n'a tenté de se dégager que sur ordre : a pu ramener une partie de son effectif.
Du 9 au 11 juin, engagé avec ses derniers pelotons, a contenu pendant trente-six heures un ennemi très supérieur en nombre, lui a infligé de lourdes pertes et a combattu jusqu'à épuisement.
A perdu à ce jour 2 officiers et 348 gradés et cavaliers. »
Individuellement, les hommes ne sont pas en reste : (Journal officiel du 28 février 1941) « Testu de Balincourt Tony-Marie-Robert-Eric, capitaine, 6e reg.de dragons : officier d'élite animé des plus belles qualités de courage et de sang froid. Engagé le 5 juin 1940, en pleine attaque ennemie, lors de la relève de son unité, a su, malgré la fatigue, un incessant harcèlement de l'aviation ennemie, un violent bombardement d'artillerie et des attaques ennemies d'engins blindés regrouper son unité en combattant. Pendant six jours, a traversé, en combattant les lignes ennemies infligeant à l'adversaire des pertes sensibles et ramenant à l'intérieur de nos lignes les éléments survivants de son escadron » ; « Le Sellier de Chezelles Jean-Marie-Maximilien-Ursin, capitaine, 6e reg. de dragons : officier de cavalerie, de très grande valeur. Engagé sur la Somme les 5 et 6 juin avec son escadron dans des combats meurtriers a, par son courage, son ardeur et son mépris du danger, exercé sur tous les éléments pris sous son commandement un ascendant moral considérable, accompli toutes les missions qui lui étaient confiées, fait subir à l'ennemi des pertes élevées et réussi, dans des circonstances exceptionnellement délicates, à dégager sa troupe. A su, pendant une retraite de 150 kilomètres, au milieu des colonnes allemandes, maintenir avec ses armes et munitions un moral élevé et un ordre parfait qui ont soulevé l'admiration des troupes rencontrées » ; (Journal officiel du 18 mars 1941) « Dejoie Louis-François, maréchal des logis chef au 6e reg. de dragons : sous-officier hors de pair. Déjà cité pour sa belle conduite au Luxembourg en mai 1940. le 5 juin 1940 à Oissy, commandant son peloton a, par son énergie et son courage, galvanisé ses hommes et assuré, sous un feu violent, la défense des lisières Nord-Est du village réussissant par ses tirs à en imposer à l'ennemi » ; (Journal officiel du 23 mars 1941) « De Vaulx Pierre-Jean-Marie, capitaine au 6e reg. de dragons : officier d'élite de haute valeur morale et professionnelle. Au cours des dures opérations qui se sont succédé depuis le 10 mai 1940, a manifesté une énergie, un sang-froid et un courage dignes des plus grands éloges. S'est particulièrement distingué les 5 et 6 juin, où, commandant un point d'appui, encerclé dans les lignes ennemies et soumis à la poussée des chars et de l'infanterie, il sut galvaniser ses hommes et repousser toutes les attaques. Grièvement blessé au cours de l'action » ; « Marguet Paul-Lucien-Georges, maréchal des logis chef au 6e reg. de dragons : a été un magnifique exemple de bravoure, de calme et de sang-froid. Le 6 juin 1940, à Cavillon, ayant pris le commandement de son peloton, a dirigé pendant toute la journée le feu de ses armes automatiques contre un ennemi extrêmement mordant et sous un violent bombardement. Ayant reçu l'ordre de repli, ne parvint à sortir du village encerclé qu'après s'être frayé un passage. A réussi par son sang-froid et son initiative à rejoindre son capitaine avec son peloton au complet. S'était déjà fait remarquer par sa belle conduite, les 12 et 13 mai 1940, en Luxembourg » ; (Journal officiel du 9 août 1941) « Biraben Max, maréchal des logis au 6e reg. de dragons : sous-officier chef de groupe de combat, magnifique exemple de bravoure, toujours volontaire pour les missions les plus périlleuses. S'est déjà remarquer par son autorité, son calme et son sang-froid, à l'est de Crouy. Le 5 juin 1940, au repli de Cavillon, ayant reçu l'ordre de neutraliser coûte que coûte une arme automatique ennemie, s'est acquitté de sa mission avec une très belle abnégation, s'emparant lui-même, quoique blessé, d'un fusil-mitrailleur et, se dressant sous le feu violent de l'ennemi, a foncé sur la résistance, forçant par la précision de son tir et une farouche résolution le passage de son peloton encerclé » ; (Journal officiel du 18 octobre 1941) « Morel Yves-Gérard-Marie, lieutenant au 6e reg. de dragons : officier d'élite, s'est consacré de toute son énergie à défendre les rives de la Somme, du 31 mai au 5 juin 1940, repoussant les coups de main de l'ennemi et recueillant sur son activité de précieux renseignements. Cerné dans l'abbaye du Gard, les officiers d'infanterie ayant été tués dès le début de l'attaque, a résisté avec un groupe de combat, coupé de tout secours, pendant toute la journée. Blessé au cours de l'action, n'a été fait prisonnier que le 7 au soir » ; « Lejeune Marcel-André, sous-lieutenant au 6e reg. de dragons : jeune officier plein de courage et d'entrain. Chargé, du 1er au 5 juin 1940, d'assurer avec son peloton, une liaison particulièrement incertaine, s'est maintenu avec courage en place malgré les coups de main ennemis. Le 5 juin, attaqué dès le début du jour, a résisté énergiquement jusqu'au moment où tout son peloton a été hors de combat. Blessé grièvement, a participé à la défense d'Hangest-sur-Somme jusqu'à seize heures avant d'être fait prisonnier » ; (Journal officiel du 3 janvier 1942) « Bouffort Henri-François, cavalier : cavalier brave et dévoué. Au cours des opérations sur la Seine, du 9 au 11 juin 1940, est resté à sa mitrailleuse, en dépit du feu intense de l'artillerie, contribuant à ralentir la progression de l'ennemi. A été mortellement blessé à son poste de combat, le 10 juin 1940, à Venables (Eure). A été Cité. » ; « Massart-Weit François-Léonard, cavalier : cavalier brave et dévoué qui a toujours donné à ses camarades le plus bel exemple de calme et de courage. A trouvé une mort glorieuse, le 6 juin 1940, sur la Somme, alors qu'il protégeait de son arme automatique le repli de son peloton. A été cité. » ; (Journal officiel du 9 septembre 1942) « Trumeau Jean, brigadier-chef au 6e reg. de dragons : gradé d'un courage héroïque. Le 5 juin 1940 à Hangest-sur-Somme, faisant partie d'un détachement encerclé par l'ennemi et soumis pendant treize heures aux attaques adverses, a été pour tous un exemple de courage et de confiance. A été grièvement blessé par éclat d'obus alors qu'il venait de mettre en batterie sa pièce de 25 au cours d'une attaque d'engins blindés. très gravement blessé, est resté caché pendant trois jours avant de signaler sa présence. » ; (Journal officiel du 1er novembre 1942) « Dauxerre Marcel, capitaine au 6e reg. de dragons : officier d'un courage et d'un calme au feu exceptionnels. Le 5 juin 1940, à Riencourt, a secondé son colonel avec une activité et une énergie sans défaillance dans les circonstances les plus critiques : le village attaqué, a commandé de sa personne le combat à la grenade évitant ainsi l'encerclement du P.C. A été blessé, le 6 juin, dans un nouveau combat. Non évacué, a donné, le 11 juin, sur l'Eure, de nouvelles preuves du plus brillant courage individuel. » ; (Journal officiel 10 janvier 1943) « Dagron Pierre-Marie-Léonard-Julien, brigadier : gradé courageux, énergique et très dévoué. Le 5 juin 1940, à Hangest, a été mortellement blessé en assurant le service de l'arme automatique de son groupe. »;  (Journal officiel du 24 mai 1944) " De Pradel de Lamaze Jean-Marie-Victor, lieutenant au 6e rég. de dragons : magnifique officier, d'un entrain et d'un courage remarquables. A fait preuve d'une valeur technique exceptionnelle et de calme dans le commandement de ses canons antichars et de ses mitrailleuses au cours des opérations du 30 mai au 4 juin 1940 sur les rives sud de la Somme, ainsi que le 5 juin aux combats d'Hangest et d'Oissy. Le 6 juin, à Bougainville, encerclé après avoir combattu avec acharnement, a tenté avec la dernière énergie de traverser avec les restes de son unité les éléments blindés ennemis pour rejoindre les chevaux. Entouré, n'a cessé le combat qu'après avoir épuisé tous ses moyens, ayant eu un officier et plusieurs cavaliers blessés à ses côtés par le tir à bout portant des chars." ; (Journal officiel 24 juin 1944) "Daix Arsène-Alexandre-Jules, cavalier classe 1939 : cavalier brave et dévoué. le 9 juin 1940, blessé au cours d'un bombardement d'artillerie, en défendant le pont d'Aude sur Seine, a trouvé une mort glorieuse quelques heures plus tard à son poste de combat au cours d'un violent bombardement aérien. A été cité."
Pour sa part, le colonel Jacottet est promu commandeur de la Légion d'honneur (Journal officiel du 15 mai 1942) : « Jacottet Jean, colonel, commandant le 6e reg. de dragons : chef de corps d'une remarquable énergie et d'un grand courage personnel. Après avoir mérité six citations au cours de la guerre 1914-1918, puis au Levant, s'est manifesté à la tête du 6e reg. de dragons comme un chef de guerre de rare valeur. Déjà cité pour sa brillante conduite au Luxembourg, a, les 5 et 6 juin 1940, sur la Somme, tenu en échec pendant deux jours un ennemi très supérieur en nombre, défendant après encerclement les points d'appui assignés, dirigeant lui-même la défense aux points les plus menacés et réussissant, après l'ordre de repli, à se frayer un passage avec une partie de son effectif. Les 9, 10 et 11 juin, sur la Seine, puis sur l'Eure, avec ses cavaliers très réduits par les pertes, a mené sans répit de durs combats avec la même énergie et la même ténacité. »
De son côte, la 3e Division de Cavalerie a été citée deux fois à l'ordre de l'Armée.

### 1945à nos jours
- Le 6e régiment de dragons est reformé en 1951 à Besançon (quartier de la route de Dôle) et devient un centre d'instruction sur AMX-13 en 1960. Il redevient une unité de combat en 1964.
- En Allemagne de 1964 à 1978 à Lachen-Speyerdorf, un quartier de Neustadt an der Weinstraße. Équipé d'AMX-13, il passe sur char AMX-30 en 1972.
- En Allemagne à Saarburg près de Trèves à partir de 1978 (?) jusqu'à juillet 1992. Le 6e régiment de dragons faisait partie de la 1re division blindée et stationnait dans le même quartier que le 16e groupement de chasseurs à Saarburg. Il est dissous dans la réforme des armées à l'été 1992.

De 1960 à la réforme des armées, il est un centre d'instruction.

#### Besançon
Avec la constitution du bloc de l'Est et les menaces qui pèsent sur l'Europe occidentale, un certain nombre de régiments dissous en 1940 sont recréés.
En vertu de l'instruction ministérielle 2235 du 14 février, le 6e régiment de dragons est reformé au 1er avril 1951, au sein de la 15e division d'infanterie, à partir d'éléments fournis par les 2e hussards, 11e chasseurs, 8e chasseurs d'Afrique et 1er spahis marocains, complétés par incorporation de la classe 1951/1.
C'est un grand tournant pour le 6e dragons qui devient pour la première fois régiment blindé.
Il retrouve alors Besançon qu'il a déjà connu en 1771.
En attendant de rejoindre la capitale de Franche-Comté, qui se réjouit de redevenir ville de garnison, ses personnels sont rassemblés dès le 15 février au 2e hussards à Orléans.
Le 6e dragons est alors composé :
- d'un état-major ;
- d'un escadron de commandement et de services (chef d'escadrons Antonetti), composé, en plus des services administratifs, d'un peloton de commandement, un de transmissions, deux de pionniers, un de transport, un de dépannage ;
- de 3 escadrons de chars : 1er (capitaine Théry), de trois pelotons de chars américains M24 Chaffee (18 t, canon 75 + mitrailleuse) + un peloton porté en half-track (sous-lieutenant Hug) ; 2e (capitaine Bideau), de deux pelotons de chars M26 Pershing (41 t, canon 90 + mitrailleuse) ; 3e (capitaine de la Roche) de trois pelotons de chars M26, soit au total 11 chars M24, 22 chars M26 et 11 half-track.

Il rassemble au total 14 officiers, 65 sous-officiers et 489 brigadiers et dragons. Environ 10 % du personnel est constitué de Français musulmans d'Algérie (FMA).

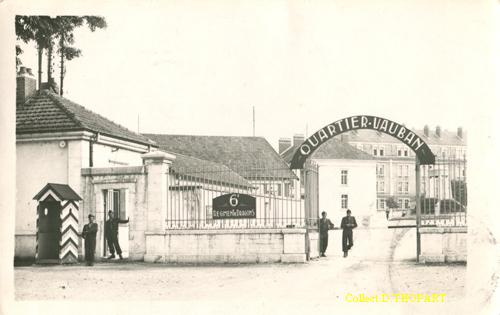
Le quartier du 6e dragons à Besançon en 1951.

Les militaires appelés, pour 18 mois, dans le cadre du service national sont issus de la région lyonnaise et de Bourgogne. Ils disposent pour l'instruction du fusil MAS36, tandis que le reste du régiment est équipé du fusil semi-automatique modèle 49, les sous-officiers disposant quant à eux du pistolet mitrailleur 49.
À peine installé, le 6e dragons reconstitué est inspecté, le 4 avril, par l'intendant militaire de la 7e région.
C'est l'occasion pour les cadres de faire part de leurs difficultés à se loger dans la cité bisontine, où malgré l'aménagement de l'ancien magasin à grains Saint-Pierre puis la répartition dans les différentes HLM des nouvelles cités de la ville, la situation perdure plusieurs années au point d'être consignée à chaque fois dans le rapport moral annuel du régiment.
Le 20 avril, le 6e dragons reçoit son étendard par le général Deleuze, commandant la division, en présence du colonel Jacottet, chef de corps en 1940.
Le 2 juillet, le conseil municipal de Besançon adopte à l'unanimité un vœu pour que « saisi de nombreuses réclamations des usagers de la route à la suite des détériorations causées aux chaussées par les engins blindés et autres véhicules à chenilles, demande à l'Autorité Militaire de réduire au maximum la circulation de ces engins sur les voies publiques, et d'examiner la possibilité de munir les chars de tout dispositif propre à éviter le plus possible la détérioration des revêtements, enfin de prendre en charge les frais de remise en état des voies ».
Ceci n'empêche cependant pas le régiment de participer avec son étendard, sa fanfare, le peloton half-track et deux escadrons à pied de quatre pelotons chacun aux cérémonies pour la fête nationale, avant de partir le 17 en manœuvres au Valdahon.
Le mois d'août 1951 s'avère néfaste puisque, le 4, un accident lors d'une instruction de tir au bazooka brûle gravement le sous-lieutenant Guellal ainsi qu'un sous-officier et quatre dragons, alors qu'un officier six sous-officiers quatre brigadiers et trente et un dragons également blessés sont soignés au corps ; puis le 20, le maréchal des Logis Lhotte se tue dans un accident de Jeep.
Les 29 et 30 août, le régiment au complet, personnel et matériel, participe aux manœuvres divisionnaires au Valdahon.
Le 9 décembre, le chef de corps, à la tête d'une délégation, assiste au banquet annuel de l'Amicale des anciens du 6e régiment de dragons en qualité de membre d'honneur. Ce repas fraternel avec ceux de 14-18 et de 39-40, deviendra dès lors une institution.
Dans son livre paru en 2004 « Quatre officiers, une famille », le capitaine de la Roche indique que « 1951 fut l'année du renouveau. Renouveau dans l'instruction avec l'adoption d'un nouveau système d'instruction par petites équipes, de huit en principe, et par l'utilisation de fiches cartonnées remarquablement conçues. C'était la « méthode rationnelle » qui fut employée, même pour la conduite auto qui utilisait désormais des jeeps sur banc et des jeep à double-commande ».
Le 1er octobre 1952, le 6e dragons est réorganisé en un ECS et deux groupes d'escadrons : 1er et 4e de chars légers, 2e et 3e de chars moyens.
En février 1953, les premiers chars AMX 13 arrivent au régiment. Dans son livre, le capitaine de la Roche indique également la présence de chars moyens Sherman M4A1 neufs à canon long qui n'a pu être vérifiée au Service historique de la Défense. Il expose par ailleurs qu'un essai d'escadron à 23 chars, à l'instar d'un bataillon de l'armée soviétique, est tenté cette même année au Valdahon sans résultat probant, et aussitôt abandonné.

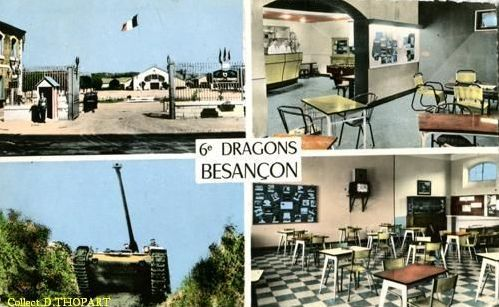
Plaquette du régiment.

Le 7 avril, le 6e dragons quitte la caserne Vauban pour s'installer dans les quartiers Brun (PC, salles d'instruction) et Joffre (cuisines, chambres).
Le 30 mai, prise d'arme pour la passation de commandement au nouveau chef de corps, le lieutenant-colonel Ameil.
Le chef de corps décide alors de la création d'un nouvel insigne, sur la base du guidon de la Reine dragons sous l'ancien régime : « écu de dame écarlate aux armes de la reine Marie-Thérèse couronné sur champ de gueules semé de fleur de lys ». Cet insigne restera présent sur l'uniforme des dragons du 6 jusqu'à la dissolution du régiment en 1992. Il est homologué sous le numéro G1017, mais il existe un faux avec le numéro G1012.
Il remplace alors l'insigne en forme d'écu divisé en quatre avec en son centre un gros chiffre 6 et qui, selon le capitaine de la Roche faisait la risée des autres militaires du secteur.
Le 5 décembre, un incendie se déclare dans les garages du 1er escadron, se propageant rapidement à ceux des 2e et 3e escadrons. Le capitaine Théry (1er escadron) est brûlé. Les toitures sont détruites et plusieurs matériels endommagés.
Début 1954, les chars sont dotés de chenilles en caoutchouc au grand soulagement de la municipalité bisontine.
Le 21 mars à Pesmes (Haute Saône), un peloton M24, un peloton M26, 3 half-track et un PC réduit franchissent la rivière l'Ognon avec l'aide du 35e bataillon de génie. Cet exercice sera renouvelé le 7 avril à moins grande échelle sur le Doubs à Besançon.
Le 1er juin, il est défini que le 6e dragons fournisse un élément de reconnaissance M24 pour l'Algérie, qui commence à connaître de sérieux troubles dus à un mouvement nationaliste vis-à-vis de la population d'origine européenne. Le 1er escadron fournit un détachement pour la formation du 18e dragons nouvellement recréé. Ce personnel, aux ordres du capitaine Billard, – 6 officiers, 28 sous-officiers, 179 brigadiers et dragons - est mis en subsistance au 4e escadron avant son départ le 24 juin. De fait, les groupes d'escadrons sont supprimés dès le 14 juin. Le 1er escadron du 6e dragons est incorporé définitivement au 18e dragons le 16 juin.
Fin avril 1955, les deux groupes d'escadrons sont reformés comme ils étaient auparavant : le premier groupe réunit les 1er (capitaine André) et 4e (capitaine de Coattarel) escadrons ; le second rassemble le 2e (capitaine de Sesmaisons) et le 3e (capitaine Lombard) escadrons.
Mi-mai, le 6e dragons participe à la foire exposition comtoise, où il présente un stand sur l'histoire des dragons, ainsi qu'un exemplaire de plusieurs de ses matériels .
Puis, le 5 juin a lieu la première fête bisontine du régiment. Une foule nombreuse se presse alors dans la cour du quartier pour assister aux différentes animations : concours d'équipages, gymkhanas de Jeep, carrousel motos, démonstration de dépannage, présentation de matériel, exercices de combat, présentation à l'étendard, baptêmes de chars, sans oublier la kermesse, une séance de cinéma et un bal.
Toujours en juin, le 6e dragons remporte le challenge régional de pentathlon militaire, tandis qu'une équipe régimentaire de tir est également constituée.

#### Le4eescadronen AFN
Le 1er août 1955, le 4e escadron est désigné pour servir en Afrique du Nord.
Commandé par le capitaine de Coattarel assisté du lieutenant Ravaux pour le peloton échelon, du lieutenant Jouffroy et du sous-lieutenant Guillerm pour les deux pelotons d'automitrailleuses, de l'aspirant Menin et de l'adjudant-chef Denier pour les deux pelotons portés, composé en outre de 23 sous-officiers et 131 brigadiers et dragons, le 4e escadron est passé en revue le 12 août par le général Seigue commandant la division, avant son départ effectif de Marseille le 18 sur les navires Aulne et Sidi bel Abbes. Sur le plan matériel, le 4e escadron dispose de 12 automitrailleuses M8 légèrement blindées (véhicule tout terrain de reconnaissance à 6 roues, vitesse 90 km/h, canon 37 sur tourelle découverte + mitrailleuse) fournies par la garde mobile, 27 véhicules légers de reconnaissance Delahaye, 2 half-track + 1 DCA, 4 GMC, 2 obusiers M8, 3 motos, 3 remorques et une citerne à eau.
Il débarque à Oujda, au nord-est du Maroc, le 22 et connaît dès le 25 un épisode de dysenterie.
Le 4e escadron effectue notamment des reconnaissances le long de la frontière maroco-algérienne, chargé de la surveillance des infrastructures industrielles, agricoles ou commerciales lors de patrouilles parfois à pied.
Le 29 septembre, à la suite du détachement d'un peloton sur la commune de Berkane, ses quatre pelotons sont réorganisés chacun à 3 automitrailleuses, 5 VLR et 26 hommes.
En métropole, le mois de septembre voit le 2e escadron devenir escadron d'instruction, tandis que Besançon connaît une série d'agressions en lien avec les événements nationaux.
Le 20 octobre, le 4e escadron arrive à Casablanca où il effectue des reconnaissances le long d'une ligne Casablanca-Berrechid. C'est d'ailleurs dans cette dernière ville qu'il prend part au défilé du 11 novembre.

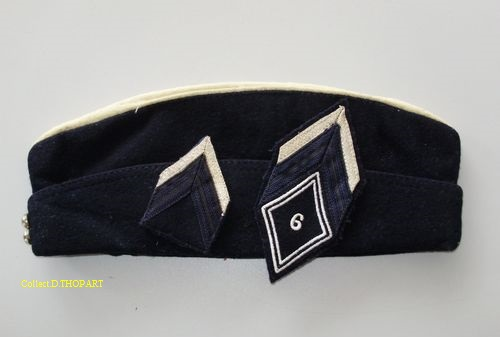
Bonnet de police et marques de grade d'un brigadier-chef du 4e escadron

Le 1er février 1956, le 4e escadron est inspecté par le général Bourgund, commandant supérieur des troupes au Maroc, tandis qu'en métropole la première partie de l'exercice « Gravelle » se déroule dans les salles tactiques du 6e dragons.
Le 20 février, le 4e escadron s'établit à Kasba Tadla et le 1er mars le capitaine Poubel en prend le commandement, tandis que le capitaine de Coattarel rejoint Besançon. L'ordre de bataille du 4e escadron est alors : commandement capitaine Poubel + 7 sous-officiers et 28 militaires du rang, échelon lieutenant Ravaux + 3 sous-officiers et 11 militaires du rang, 1er peloton lieutenant Jouffroy + 3 sous-officiers et 21 militaires du rang, 2e peloton sous-lieutenant Runge + 4 sous-officiers et 21 militaires du rang, 3e peloton sous-lieutenant de réserve MENIN + 4 sous-officiers et 19 militaires du rang, 4e peloton adjudant Denier + 2 sous-officiers et 19 militaires du rang.
Le 9 mars, un accident de circulation fait six blessés, dont cinq sont dirigés sur l'hôpital militaire de Khouribga et un soigné à l'infirmerie de garnison, et le 18 le dragon Emery se renverse en Jeep. Il décède le lendemain des suites de ses blessures et est inhumé à Kasba Tadla.
Le 21 avril, il est décidé à Besançon que l'ECS participe à la garde du poste de police au même titre que les autres escadrons.
Le 18 mai, le lieutenant-colonel Ameil effectue une visite d'inspection au Maroc et, le 24, cite le 4e escadron à l'ordre No 63 du régiment :

« Unité d'élite au Maroc depuis près d'un an, où elle s'est acquise une excellente réputation.
Actuellement à Kasba Tadla aux ordres du capitaine Poubel, fait l'admiration des troupes du secteur par sa rapidité de mise sur pied et l'efficacité de ses interventions.
A toujours au moins un quart de ses effectifs en mission, parcourant ainsi plus de 400 km de piste par jour.
Malgré l'existence de ses missions trouve le temps de faire des tirs d'instruction, de préparer les CA 1 et 2 lui permettant de former ses cadres, d'obtenir de beaux succès aux CIA et brevets d'armes et d'entretenir remarquablement son matériel et son casernement.
Officiers, sous-officiers, brigadiers et dragons du 4e escadron, en restant dans les traditions de notre arme, vous êtes un exemple pour tout le régiment. »

Cette période est celle des premières relèves importantes par permutation puisque, après 14 mois de service, les appelés du contingent sont maintenus en métropole.
Par note 13951 du 17 juillet, le 4e escadron du 6e dragons est transformé en 3e escadron du 3e hussards à la date du 1er septembre. Le régiment est alors composé d'un état-major, d'un escadron de commandement et de services, de deux escadrons AMX13 et d'un escadron M24 et son effectif théorique est établi à 32 officiers dont un sanitaire, 118 sous-officiers, 550 brigadiers et dragons, soit un total de 700 hommes.
En attendant, le 4e escadron se transporte à nouveau à Oudja, par voie ferrée depuis Oued Zem.
Le 1er août ses personnels français musulmans originaires d'Algérie (6 dragons de première classe et 11 de deuxième classe) sont mutés au 42e bataillon d'infanterie à Casablanca. Pendant le transfert deux hommes disparaissent toutefois et sont portés déserteurs.
Le 28 août, le maréchal des logis-chef Compagnon, du 4e escadron, se voit remettre la Légion d'honneur pour sa belle conduite et les blessures reçues pendant la campagne d'Indochine. Ce soldat, qui terminera sa carrière à Besançon au 4e hussards, deviendra par la suite le sous-officier le plus décoré de la Cavalerie. En reconnaissance, son nom parrainera en août 2014 la 298e promotion de l'école des sous-officiers de Saint-Maixent (ENSOA).
En octobre, le 6e dragons assure la garde au fort de Montfaucon.
Le 20 janvier 1957, un dragon FMA est porté déserteur, puis un autre en mars.
Le 17 avril, se déroule un important exercice de mise sur pied à l'échelon A dans le cadre du plan d'alerte. Le régiment est mobilisé pour action dès 6 h et passé en revue « opérationnelle » à 14 h 30. À 16 h les chefs de peloton partent en reconnaissance et à 20 h a lieu le « déplacement de nuit sur pied de guerre dans une ambiance d'insécurité et halte gardée ». Le retour au quartier est effectif à 0 h 30. Lors de cet exercice un accident de Jeep vers 18 h 30 cause la mort du maréchal des logis-chef Maahar.
Le 21 mai est un nouveau jour dramatique pour le 6e dragons puisque lors d'un exercice de rodage de char AMX, le dragon Carrez, du 2e escadron, meurt coincé dans le tourelleau de son char à la suite d'une percussion par l'arrière d'un autre blindé.
À partir du 2 juillet, le 6e dragons remplit les fonctions de centre de rassemblement et de sélection pour les appelés FMA résidant sur le territoire de la 7e région militaire.
C'est l'occasion de rappeler que la discipline est une valeur morale fondamentale au 6e dragons et les manquements sont invariablement sanctionnés ; les conseils de discipline prononcent alors régulièrement rétrogradations, arrêts de rigueur avec maintien au corps après la date de libération, changement d'unité, voire dans les cas les plus graves renvoi devant une section spéciale.
Le 14 juillet, le 6e régiment de dragons renoue avec la tradition de l'époque où il était stationné à Vincennes en défilant fièrement sur les Champs-Élysées avec son étendard, 16 AMX, 2 véhicules légers de reconnaissance et 2 autres véhicules, soit un détachement de 3 officiers, 14 sous-officiers et 39 militaires du rang.
Le 1er septembre 1957 amène une nouvelle modification organique par laquelle, après reversement de ses chars M24, le 6e dragons est désormais entièrement équipé d'AMX13, soit 55 chars répartis en 3 escadrons.
Le 6e dragons s'entraîne alors par sortie « bureaux fermés » une journée toutes les deux semaines.
Dès le 5, le 2e escadron est toutefois détaché au Valdahon pour une formation d'élèves officiers tunisiens en provenance de l'école de Saumur.
Le 14 septembre, le 6e dragons rend les honneurs à M. le Troquer, président de l'Assemblée nationale, qui assiste au festival de musique de Besançon. Pour l'occasion, le chef de corps fait défiler l'étendard, 4 pelotons de l'ECS et un piquet de lances porte fanions portées par des sous-officiers. Outre les fanions de commandement des escadrons, deux de ces lances, sorties de la salle d'honneur du régiment, portent les fanions des chefs de corps de 1939 et 1954.
Le 11 novembre, le régiment a droit à une inspection technique et une inspection du détachement en renfort « Aumale V » pour l'Algérie en direction notamment des 12e dragons et 8e hussards.
Il reçoit pour l'occasion les félicitations du général Gillot commandant la 7e région militaire qui ajoute une mention particulière pour les hommes ayant participé aux récentes manœuvres divisionnaires dans des conditions climatiques particulièrement défavorables.
Ce même jour, le commandant la place d'arme de Besançon, le préfet et le député-maire de Besançon adressent également leurs plus vives félicitations au lieutenant-colonel Renoult pour la tenue des troupes lors du défilé.
Le 15 janvier 1958 et pour trois jours, le 6e dragons reçoit la visite d'un colonel israélien. Cette visite sera suivie en juillet d'un détachement de l'armée de ce pays en stage AMX.
Le 9 juillet le lieutenant-colonel Renoult est nommé colonel avant mutation. Il est cité à l'ordre de la 15e division, ayant « su faire du 6e régiment de dragons un régiment d'élite ».
Le 16 octobre, lors de manœuvres conjointes avec le 5e régiment de tirailleurs marocains, deux chars en colonne sur la route départementale 15 en forte pente glissent dans un virage du fait de la pluie et tombent dans un ravin. Cet accident fait deux blessés légers et cause la mort des maréchaux des logis Franchi et Gagzynski, du brigadier Aubiat et du dragon de 1re classe Parisot. Les obsèques du maréchal des logis Franchi, originaire de Besançon, ont lieu en présence du lieutenant-colonel Bonnefous, nouvellement arrivé au régiment, et de nombreuses autorités militaires et civiles.
Le 20 janvier 1959, un peloton est chargé de l'expérimentation des missiles SS11 sur AMX. À Besançon, le régiment ne sera toutefois jamais doté de cette arme.
En ces périodes troubles pour la Nation, l'armée cherche à retrouver la confiance de la population. À l'initiative de son chef de corps, le régiment organise une journée portes ouvertes le 5 avril et cette manifestation attire une petite centaine de personnes dans le quartier.
À l'issue, les recrues du contingent 58/2C du 3e escadron partent pour deux semaines aux ordres du lieutenant de Lavernette en séjour de « nomadisation » au Valdahon.
À leur retour, ils sont présentés à l'étendard, ainsi que le contingent 59/1A, lors d'une grande prise d'armes où sont également remises un certain nombre de décorations.
Le 3 mai, le même lieutenant de Lavernette emmène un peloton AMX au camp de la Courtine pour mise à disposition de l'École d'Application de l'Infanterie. Ce peloton sera félicité pour ses compétences techniques.

#### Centre d'instruction
Alors que le 1er janvier 1960 voit l'apparition du nouveau franc, ce même jour le 6e dragons devient Centre d'instruction du 6e dragons, « héritier direct du 6e dragons dont il conserve les traditions », chargé de former les conducteurs, radios, dépanneurs et cavaliers portés pour la cavalerie engagée en Algérie (10e région militaire). Il est composé d'un état-major, d'un escadron de commandement et de services, les 1er et 2e escadrons sont dissous, le 3e escadron prend le nom d'escadron des moyens d'instruction et de qualification, lui-même composé d'un état-major, d'un ECS et de 2 groupes d'instruction à 14 pelotons chacun. Par tradition les groupes d'instruction conservent cependant en interne l'appellation de 1er et 2e escadrons.

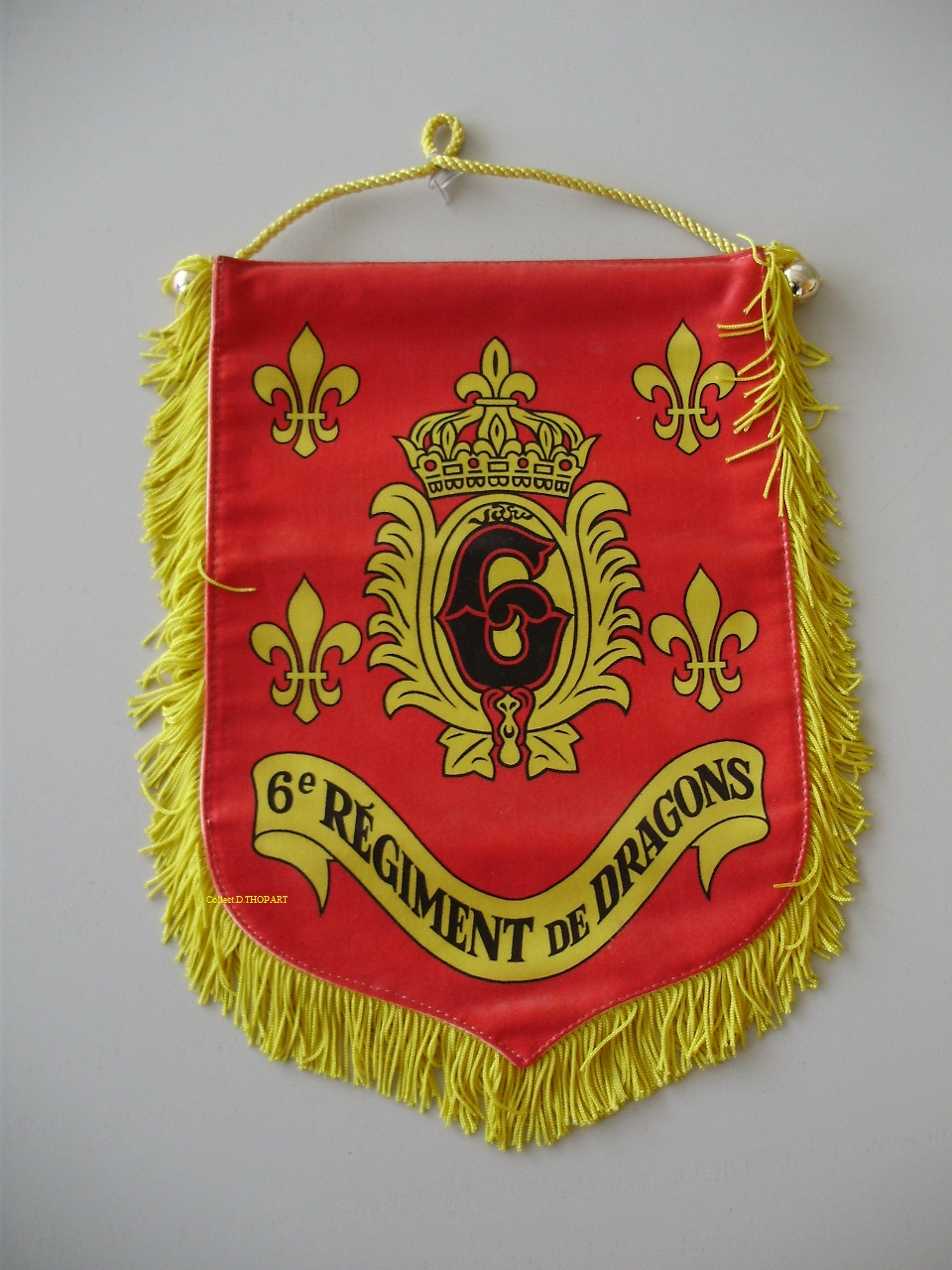
Fanion du 6e Dragons Besançon

L'effectif théorique du régiment est alors de 41 officiers, 142 sous-officiers, 358 hommes de troupe et 840 recrues (350 par classe d'incorporation), soit un total de 1 381 hommes. Les recrues sont incorporées alternativement au 1er ou au 2e groupe et restent quatre mois à l'instruction dont les deux derniers en entraînement au Valdahon. Toutefois, le chef de corps instaure rapidement une journée des familles un mois et demi après l'incorporation, et cette visite dans le quartier reçoit à chaque fois un écho très favorable.
Le CI du 6e dragons constitue par ailleurs l'organe mobilisateur d'un régiment AMX de division 59, exception faite de l'escadron équipé en missiles SS 11, et ses AMX 13, hormis ceux servant à l'instruction, sont stockés en cas de mobilisation.
À partir de cette année, des recrues des îles d'outre mer sont incorporés au régiment en application du plan « Joséphine ». Le 6e dragons participe alors notamment au renforcement des 29e dragons comme lors de la première guerre mondiale, 12e et 19e chasseurs à cheval, 6e cuirassiers...
Du 11 au 13 juin, 81 gradés et dragons volontaires participent au pèlerinage militaire international à Lourdes. Les militaires en tenue témoignent d'une grande ferveur à ce rassemblement malgré les conditions rudimentaires de couchage sous tente. La participation à ce pèlerinage est alors reconduite les années suivantes.
Fin août, les jeunes recrues sont présentées à l'étendard, pour la première fois à Eternoz devant le monument aux victimes de l'accident de 1958. C'est l'occasion pour le lieutenant-colonel Bonnefous de leur signifier la « fierté d'appartenir à un régiment pas comme les autres ».
Le 1er novembre, deux pelotons par groupe d'instruction sont encore supprimés, passant ainsi à 24 au total, en même temps que le nombre de spécialités est augmenté par la formation de tireurs et pilotes AMM8 et M24. Le CI perçoit pour ce faire dès le mois de septembre 9 automitrailleuses et 11 chars légers. L'effectif théorique passe alors à 39 officiers dont 1 sanitaire, 136 sous-officiers dont 1 sanitaire, 345 hommes de troupe dont 4 sanitaires et 720 recrues (250 par classe d'incorporation), soit un total de 1240 hommes.
D'avril à juin 1961, le 6e dragons est en alerte : les gardes sont renforcées, les troupes consignées, les permissionnaires rappelés. Un état-major de groupement (réserve) est mis sur pied avec une compagnie motorisée et un peloton blindé. Ces deux entités assurent la surveillance des points sensibles autour de Mont-Afrique, Beaune, Nuit-Saint-Georges, Molfrey. Le reste du régiment assure la garde des terrains d'aviation de Pontarlier et Thise et du poste de transformation de Palente.
Début août, en prévision d’événements possibles, une permanence d'officiers est assurée, les permissions sont supprimées, les troupes sont consignées au quartier et les officiers à leur domicile. Ces mesures exceptionnelles sont levées le 15.
Le 17 septembre, le régiment participe à une prise d'armes pour l'arrivée du 110e régiment d'infanterie de marine à Besançon.
À la fin de l'année, le 6e dragons perçoit le béret de laine bleu foncé en remplacement du calot de tradition des dragons à bandeau blanc et bouton argenté, et c'est avec cette nouvelle pièce d'uniforme qu'il prend part aux cérémonies du 11 novembre.
Le 19 mars 1962 à midi, le « cessez le feu » en Algérie entre en vigueur. C'est un grand soulagement pour tous.
En déplacement en Franche-Comté, le président de Gaulle est en visite à Besançon le 17 juin. Devant l'éventualité signalée d'un attentat, le 6e dragons est alors réquisitionné pour assurer le service d'ordre. Une unité d'intervention, composée d'un peloton de 5 AMM8 avec autant de Jeep plus un peloton porté est mise en alerte durant 72 heures. Durant les cérémonies en ville, le général salue longuement l'étendard du 6e dragons, régiment où, étant capitaine, il est passé en stage quelque quarante ans auparavant. Un journaliste photographe de l'Est républicain immortalise à jamais ce moment solennel.
Un foyer du soldat est créé début avril 1963. Dirigé par le capitaine Marcotty et géré par le major Heinis, il se compose de 2 barmans, 2 aide barmans et 3 coiffeurs. Les prix d'une coupe à l'époque sont de 30 centimes pour la troupe, 1 franc pour les sous-officiers et 1,50 franc pour les officiers. Le cinéma quant à lui propose ses séances à 20 centimes.
Le 12 juillet, le régiment assiste assurément à la victoire du maillot jaune Jacques Anquetil dans le contre la montre qui rallie Arbois à Besançon au titre du 50e tour de France cycliste. La ville a par ailleurs déjà été ville étape de l’événement en 1951, 54, 57, 58 et 60.
Début octobre, le 6e dragons fait malheureusement la une du journal Paris-presse l'intransigeant pour violence d'un lieutenant du 2e escadron sur une recrue qui avait prétendument manqué à la discipline.
Avec le retour de la paix en Algérie, la note 921 du 23 janvier 1964 annonce la dissolution du centre d'instruction du 6e dragons au 1er février.
Avec les éléments du 1er régiment de chasseurs d'Afrique rentré d'Algérie, il doit former le nouveau 4e régiment de hussards. Ce régiment est loin d'être un inconnu pour le 6e dragons, puisqu'ils ont en commun l'appartenance à la 5e brigade de cavalerie durant la Seconde Guerre mondiale et, encore plus avant, le fait d'avoir combattu ensemble durant la campagne de Crimée.
Le procès-verbal de dissolution établi le 31 janvier précise que le 6e dragons est alors composé de 35 officiers, 1 aspirant, 12 adjudants-chefs, 21 adjudants, 3 majors, 38 maréchaux des logis-chefs, 72 maréchaux des logis, 40 brigadiers-chefs, 81 brigadiers, 57 dragons de 1re classe et 546 de 2e classe. Deux animaux prénommés Jais et Jurido sont mentionnés également avec destination inconnue.
Ce même jour, le chef de corps donne lecture du dernier ordre du jour : « Officiers, sous-officiers, brigadiers, trompettes et dragons, en ce 31 janvier 1964, dernier jour de l'existence officielle du 6e Régiment de dragons à Besançon, j'exprime à tous mes remerciements les plus sincères pour le travail accompli ensemble au prix de durs efforts parfois mais toujours avec le meilleur esprit de dévouement, et pour toutes les joies et les satisfactions que vous m'avez apportées au cours des seize derniers mois pendant lesquels j'ai eu l'honneur de vous commander. À ceux qui dans quelques jours rejoindront l'Algérie ou retrouveront leur foyer je souhaite bonne chance pour une vie heureuse et bien remplie. À ceux qui seront demain dans ce même quartier sous l'écusson du 4e Hussards, je demande de poursuivre leur mission avec ALLANT, ENTHOUSIASME et BONNE HUMEUR, dans les meilleures traditions de l'ARME ».
En plus du personnel, tous les matériels du 6e dragons et la recette du cercle des sous-officiers (7 728 francs) sont versés au 4e hussards à qui est confiée également la garde de l'étendard.
Le journal Le Comtois du 5 février fait alors l'éloge du 6e dragons, régiment fortement attaché à cette région française, dont le centre d'instruction aura formé plus de 4000 recrues avec une qualité des hommes très appréciée.
La dernière prise d'arme a lieu le 8 février en présence du préfet du Doubs et de nombreuses autorités militaires et civiles.
Le régiment présente alors 31 officiers, 1 aspirant, 8 adjudants-chefs, 17 adjudants, 3 majors, 33 maréchaux des logis-chefs, 13 maréchaux des logis engagés et 45 maréchaux des logis issus du rang, 37 brigadiers-chefs, 63 brigadiers, 50 dragons de 1re classe et 436 de 2e classe, soit un total de 737 hommes.
Un organe liquidateur sous la conduite du chef d'escadrons Borne assisté comme adjoint technique du chef d'escadrons Larrat fonctionne jusqu'au 1er mars. Le lieutenant-colonel Jeannerod reste à Besançon où il rejoint l’état-major de la 7e brigade blindée.

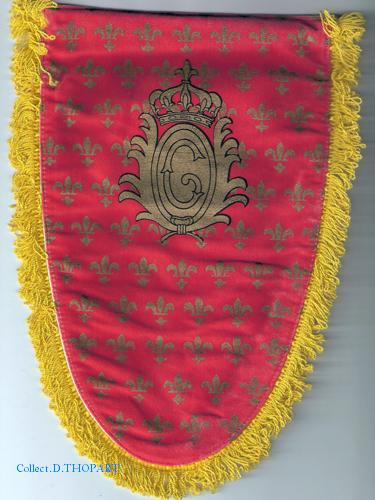
Fanion 6e Dragons Neustadt

Un certain nombre de photos de presse du journal l'Est Républicain couvrant la période 1958-1964 sont accessibles librement sur le site Internet Mémoire vive, patrimoine numérisé de Besançon (collection Faille).

#### Neustadt
En 1968, la fanfare du régiment enregistre un disque super 45 tours avec les principales sonneries traditionnelles de cavalerie et une musique composée spécialement par le chef de musique Versaillie pour l'ancien chef de corps et intitulée La Diberder.

#### Saarburg
Au 1er juillet 1978, les régiments de chars sont affectés directement auprès des divisions blindées remaniées dans leurs structuration et leurs casernements.
Même s’il en dépendait déjà à travers la brigade, le régiment est désormais rattaché à la glorieuse 1re DB, stationnée à Trèves.
Tandis qu'un quatrième escadron d'AMX30 est créé par cette réorganisation, les pelotons portés des escadrons du 6e dragons, plus le peloton de reconnaissance et d'orientation, sont rassemblés en un escadron porté, le 5e escadron, au départ à 2 pelotons de 3 VTT AMX13 remplacés fin 1978 par des engins blindés légers chenillés AMX10P armés d'un canon de 20 mm anti-aérien autorisant le tir de nuit.
Passant rapidement à trois pelotons, le 5e escadron (capitaine Rouyrre) prend pour emblème la panthère noire. Sur une idée du maréchal des Logis-Chef Cordier, l'animal distinctif de l'escadron est représenté sur une stèle posée à l'entrée du bâtiment de l'escadron et la panthère ornera aussi un peu plus tard le tourelleau des blindés de l'escadron.
Le 5e escadron participe notamment à des exercice de franchissement amphibie de plan d’eau en totale autonomie.
Les quatre autres escadrons de combat et leurs AMX30 ne sont pas en reste concernant le franchissement puisque le 18 février 1978, le 1er escadron passe le Rhin de nuit sur pont flottant et que, dans le cadre de l’exercice « Ney » (15 au 25 septembre 1981) le régiment en entier franchit la Moselle à Braunenberg.
Faisant suite à la réorganisation divisionnaire, le 1er juillet 1978, date officielle, le 6e régiment de dragons rejoint donc Saarburg, commune allemande de 6 000 habitants en Rhénanie-Palatinat, traversée par le fleuve Saar et dominée par le château médiéval (Burg) du Xe siècle qui lui ont donné son nom, à une petite trentaine de km à l’ouest de Trèves et à peu près autant du Luxembourg et de la frontière française. La garnison française, présente dans la cité depuis la fin de la Seconde Guerre mondiale, se situe sur la route d'Irsch, à l'est du village rattaché de Beurig, construit de l’autre côté du fleuve.

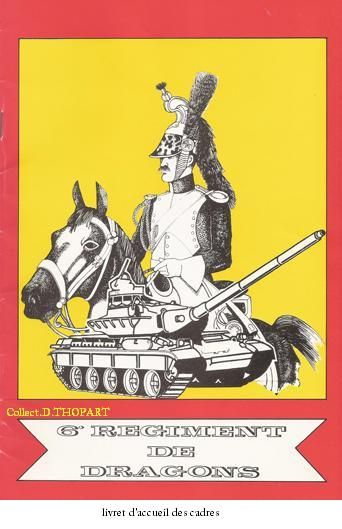
livret d'accueil des cadres 1979

Succédant au 2e groupe de chasseurs, qui prend lui-même sa suite à Lachen-Speyerdorf, le 6e dragons occupe désormais le quartier de Lattre, en partage avec le 16e groupe de Chasseurs qu’il retrouve après un stationnement commun à Neustadt de 1964 à 1968.
Le 4e escadron du capitaine Bruno-Salel est le premier arrivant (6 juin), suivi du chef de corps, le colonel de Cotton (12 juin) et des autres escadrons échelonnés dans le temps. Le 11e escadron (capitaine Christophe) termine l'installation à Saarburg avec la présentation à l'étendard, le 30 juin, des recrues du contingent 1978/06 qui finissent ici leur formation élémentaire et technique toutes armes après un raid de 80 kilomètres à pieds, tandis que le 4e escadron et le chef de corps participent à Trèves à une prise d'arme célébrant la dissolution de la 1re brigade blindée et la création de la 1re division blindée.
Le 6e régiment de dragons, secteur postal 69415, est alors composé de 998 hommes (35 officiers, 157 sous-officiers et 796 militaires du rang), plus quatre chiens dénommés Rotti, Talur, Kastor et Klodo chargés avec leur maître civil respectif de surveiller notamment les installations du dépôt de munitions de Zerf.
Le Sherman M4(75) « Colonel Edon » qui gardait l’entrée du quartier du même nom à Lachen-Speyerdorf fait route vers Saarburg en porte char. À son arrivée, il reçoit une peinture neuve, des marquages dits « campagne de France » relatifs à la Seconde Guerre mondiale où il était en service au sein de la 2e DB, et enfin un nouveau nom de baptême, « Jobert », en hommage à ce héros du régiment à l'époque des campagnes napoléoniennes. Il prend ensuite place près du mât des couleurs face au poste de garde.
Dès son arrivée, le 6e dragons noue d’excellentes relations avec les autorités et la population allemande, en accueillant par exemple, dès septembre 1978, une partie de l’équipage du navire logistique allemand Saarburg ou en organisant, à partir de juin 1979, des portes ouvertes au sein du quartier de Lattre sans oublier la tenue d'un bal de prestige annuel, dit bal de Kanghil. Des escadrons seront d'ailleurs jumelés par la suite avec les villages alentour : le 3e avec Irsch, le 4e avec Wincheringen, le 5e avec Mannebach, l'escadron de commandement et des services avec Zerf.
À peu près parallèlement à la création des divisions blindées modèle 77, apparaît dans l'Armée française la notion de commandement participatif par objectif, système de management moderne toujours d'actualité. Il s’agit, dans le cadre du processus des missions globales, d’instaurer une notion de pédagogie et une recherche de motivation, surtout en direction des appelés du contingent, en définissant et en déclinant le savoir-faire et le savoir-être du niveau peloton à celui de régiment, avec évaluation à chacun des échelons.
Le 1er peloton du 1er escadron est désigné au niveau de la division pour expérimenter ce dispositif et choisit en application les guerres de Vendée. Aussi, pour se reconnaître et éviter de se tirer dessus, il peint, à l’instar des régiments blindés de la Seconde Guerre mondiale, un motif de tourelle sur ses chars. Parallèlement une salle d'instruction est affectée expressément dans le cadre du processus.
Le motif de tourelle sera par la suite repris par d'autres pelotons et escadrons du régiment en complément du nom de baptême des chars qui sont : pour le 1er escadron des noms de provinces, pour le deuxième des noms de batailles, pour le troisième des noms de personnages et pour le quatrième en premier lieu des noms d'animaux remplacés par la suite par le patronyme d'anciens du 6e dragons reconnus pour leurs faits d'armes. Les blindés du 5e escadron n'auront quant à eux jamais d'inscription sur leurs flancs même si des noms de vents leur sont donnés.
Après le 3e escadron en octobre 1980, ce sont en février 1981, les quatre pelotons du 1er escadron (capitaine Mantel) qui sont, pendant 4 semaines, à Berlin en relève d’un escadron du 11e chasseurs. À la fin du séjour, sur le chemin menant à la gare pour l’embarquement, un char démolit trois voitures en stationnement dans une rue étroite. Comble de malchance sur cette opération, un peu plus tard une des plates formes porte-chars déraille dans une courbe.
Une fois par an, les escadrons du 6e dragons assurent à tour de rôle ce service de relève. Le régiment au complet, moins son 2e escadron de faction l'année précédente, est même présent à Berlin du 7 au 28 mai 1986.
Durant ces relèves, intégralement payées par le Sénat allemand, les chars et leurs servants sont parés complets en munitions réelles. Lors des exercices de mise en alerte, les chars sont autorisés à circuler librement en peloton dans la partie ouest de la ville pour rejoindre rapidement les positions de « combat ». Entre autres missions, la garde à la prison de Spandau, assurée par un groupe des forces alliées en rotations successives, permettra aux dragons de toucher l'histoire, en assurant la garde du seul résident, Rudolf Hess.
Pendant le temps de la relève du 1er escadron quelques éléments appelés du 5e escadron, sous la conduite du sous-lieutenant Roux et du maréchal des logis Thomas, participent pendant une dizaine de jours à un stage de ski dans une caserne allemande à Mittenwald, petite bourgade de Bavière aux façades joliment décorées, à 20 km au nord de la célèbre station alpine de Garmisch-Partenkirchen. Plus tard, le 11e escadron et l'ECS bénéficieront de ces moments de détente et de cohésion au sein d'autres unités de la Bundeswehr.
À la fin de l'année 1981, l'atelier régimentaire (major Estève) fait réaliser un insigne métallique, porté par ses éléments en plus de l’insigne du 6e dragons. À l’exception du 11e escadron (escadron d’instruction) qui en restera dépourvu, chaque escadron, y compris l’escadron de commandement et des services, créera ensuite son propre insigne (sous forme d’épinglette pour le 4e escadron, en tissu uniquement pour le 5e escadron). Le 2e escadron y inscrira la devise « Au but droit », le 3e « Jusqu’au bout » le 4e « point ne craint » et l’escadron de commandement et des services « sans eux rien ».
À l’initiative du chef d'escadrons de Lavernette, officier supérieur adjoint, une première tentative de la sorte est déjà menée dès 1978/79 avec la figuration, copiée sur l'insigne du 29e dragons période guerre d'Algérie, d'un casque de dragon Premier Empire dont le plumet porte la couleur des escadrons : bleu foncé pour le 1er escadron, rouge pour le second, vert pour le 3e, bleu ciel pour le 4e, noir pour le 5e, orange pour le 
11e et jaune pour l’ECS. L’état-major comporte en outre une aigle impériale sous un plumet blanc. Ces insignes, fabriqués à l’origine pour être offerts aux épouses des cadres, sont maintenant rarissimes.

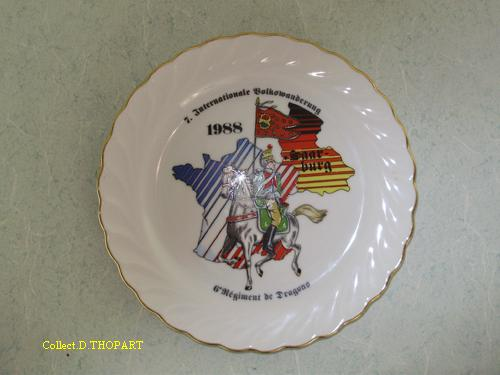

À partir de 1982 des Volksmarsch (marches du peuple), très populaires en Allemagne, sont organisées au niveau du régiment par le bureau de l’officier conseil chaque dernier dimanche de mars. On comptera ainsi régulièrement jusqu'à 2 000 marcheurs. Des médailles, argent et or, puis à compter de 1985, des assiettes décorées aux traditions du 6e dragons d’après dessins notamment de l’adjudant-chef Géant – autrement connu au Régiment pour ses sculptures sur bois - sont remises aux participants selon les parcours de 10 ou 20 km. Ces marches populaires impliquent une forte mobilisation du régiment.
Par ailleurs, après le certificat du service national remis à l'ordre du jour en 1978, un Décret du 21 avril 1982 instaure maintenant la médaille de la Défense nationale, de couleur rouge foncé avec une bande verticale bleu outremer, remise aux personnels pour « services particulièrement honorables à l’occasion de la participation ou de la préparation aux activités opérationnelles des armées, notamment les manœuvres, exercices, services en campagne, ainsi qu’interventions au profit des populations ». Plusieurs éléments du 6e dragons seront récipiendaires chaque année de cette décoration, dont le dragon Stolarski, du 4e escadron, médaillé d'or en juin 1983 après son décès accidentel par balle lors d'une garde au dépôt de Kammerforst.
À partir de 1982 également, sur une idée du lieutenant-colonel Cailloux, officier du Bureau opérations instruction, des échanges inter-alliés appelés « semaine du Capitaine » ont lieu, notamment avec des régiments de hussards britanniques, dans le cadre de l’inter-contingent. Ils laissent de mémorables souvenirs aux cadres participants, à fortiori le tout premier dénommé exercice « bride sur le cou ».
Quasiment au moment de celui-ci, fin mai 1982, les armureries du régiment perçoivent le nouveau fusil d'assaut semi-automatique FAMAS (5,56 mm), capable de tirer 1 000 coups à la minute sur une distance comprise entre 300 et 3 200 mètres. Sa mise en service intervient à la fin de l’été en remplacement à la fois du fusil semi-automatique MAS 49/56 (7,5 mm) et du pistolet mitrailleur MAT49 (9 mm).
Fort de ce nouvel armement, un détachement aux ordres du sous-lieutenant Poinat (3e escadron) assure en mai 1983 la garde d'honneur au tombeau du soldat inconnu sous l'Arc de Triomphe.
En 1984, avec la mise en place de la Force d’action rapide, créée l’année précédente et qui nécessite une réorganisation de l’Armée, le modèle de division 1977 est réformé et le 5e escadron est supprimé (juin). Ses AMX10, dont certains participeront ultérieurement aux lourdes opérations extérieures de la fin du XXe siècle (Liban, Côte d'Ivoire, Afghanistan...), sont versés au 16e chasseurs tandis que ses personnels rejoignent majoritairement le 3e escadron (capitaine Puel).
Parallèlement à cette suppression, les escadrons de combat du 6e dragons passent à quatre chars par peloton. Chaque escadron de chars se voit également doté d'un peloton de protection à 3 groupes de combat transportés en véhicules de l'avant blindé à quatre roues motrices. Les VAB, armés uniquement d'une mitrailleuse 7,62 dans les régiments blindés, vont se révéler extrêmement opérationnels du fait notamment de leur vitesse (90 km/h) et de leur gabarit (hauteur 2,06 m contre 2,57 à l'AMX10). Les deux VAB de l'infirmerie participeront d'ailleurs en 1991 à la première guerre du Golfe avec d'autres éléments de la 1re DB.
Conjointement, les AMX30, livrés au régiment en 1972 et avoisinant les 3000 heures d'emploi, sont « valorisés » en plusieurs étapes. Déjà depuis le début des années quatre-vingt-un système d'intensification de la lumière remplace les épiscopes de vision infrarouge. Le 4e escadron quasiment au complet (moins trois chars), ainsi qu'un peloton des trois autres escadrons de combat voient ensuite un canon de 20 mm permettant le tir antiaérien remplacer la mitrailleuse 12.7 d’origine. Puis les passages de vitesses deviennent à assistance pneumatique grâce à un compresseur installé à l'arrière du compartiment moteur. Finalement, certains chars sont dotés de moyens électroniques de vision nocturne. Hormis la toute première phase effectuée en interne, ces interventions lourdes ont lieu, par escadron, dans les différents Établissements de Réserve Générale du Matériel. Des chars, déjà traités, en provenance d'autres régiments, sont alors perçus avant reversement des anciens en valorisation. C'est à ce moment que certains chars changent de noms de baptême, comme « Montereau II » qui remplace « Montereau » au 2e escadron, ou « Mdl Janson » succède à « Naja » au 4e. À la suite de la réforme de 1977 et à la création du 4e escadron (capitaine Bruno-Salel), ce dernier fut doté de chars AMX30 (avec canon de 20) de couleur sable, initialement prévus pour l'Arabie Saoudite et aussitôt repeints. Les noms des chars furent donnés en décembre 1977 par les chefs des pelotons et les chars du 2e peloton (aspirant Laurain) prirent les noms de Naja, Anaconda et Cobra.
Ainsi modernisé, sa capacité à combattre (sauf en immersion) devient optimale et, de fait, le 6e dragons ne sera jamais doté de l'AMX30B2 à boîte de vitesses automatique.
1984 voit également la recréation du peloton de reconnaissance orienteur qui deviendra rapidement (juillet 1985) simplement peloton orienteur, rattaché à l’Escadron de Commandement et des Services bien qu’aux ordres directs du chef de corps. Fort de 21 hommes (1 chef de peloton, 3 chefs de patrouille dont le sous-officier adjoint et 17 militaires du rang), le PO a pour fonctions :
- de guider, de jour comme de nuit, et parfois sur de longues distances, les éléments du régiment sur leur lieu de mission. Pour les déplacements de nuit, par nature discrets, il dispose d’un intensificateur de lumière par véhicule, affecté au conducteur, ce qui complique quelque peu la tâche du chef de bord. Ces guidages sans lumière donnent lieu à de rares mais impressionnants accidents, notamment comme celui qui a coûté la vie de la Jeep du chef de peloton (adjudant Demarty), écrasée par un char en phase de recul.
- de trouver la zone et d’effectuer le jalonnage permettant le ravitaillement en carburants dans des sites sécurisés et protégés, parfois sans aucune autre lumière que celle de la lune.
- d’assurer le plastron pour les escadrons en simulant l’ennemi. Le peloton, organisé en trois patrouilles de deux véhicules + 1 camion de transport, dispose pour ce faire, outre son équipement de vision nocturne, d’une mitrailleuse et d’un lance-roquette anti-chars par patrouille.
- d’observer et renseigner; il est les yeux et les oreilles du régiment. Il dispose notamment pour cette tâche de 9 zodiacs avec moteur 9,5 cv et 2 de 40 cv, initialement destinés aux SAF (spécialistes d'Aide au Franchissement en cas de passages en submersion des chars).
- et, aussi anecdotique que cela puisse paraître, d’organiser la fanfare du régiment. Au fil des répétitions celle-ci se taille une excellente réputation parmi la population locale et au sein même de la division dont elle anime plusieurs fêtes de fin d’année. La fanfare est ainsi un remarquable ambassadeur du régiment, les Allemands accueillant les musiciens à bras ouverts et la plupart du temps jusqu’à leur table.

À l'issue d'une manœuvre à Verdun, le PO assiste avec le reste du régiment aux cérémonies de réconciliation franco-allemandes à Douaumont (Meuse), le 22 septembre 1984, où le président Mitterrand et le chancelier Kohl, main dans la main, prononcent la phrase « nous nous sommes réconciliés, nous nous sommes compris, nous sommes devenus amis ».
De 1985 à 1990, le PO participe avec brio au rallye « grand duc » organisé par et pour la division. Au programme découverte de l’armement et des matériels toutes armes, et, plus particulièrement de tout l’équipement du pacte de Varsovie, à l'époque désigné comme « l'ennemi rouge ». Lors du premier de ces exercices de contrôle physique et technique (12 et 13 juin 1985), le PO obtient un niveau équivalent à celui des pelotons de l’escadron d’éclairage divisionnaire (EED1), pourtant référence en la matière, ce qui lui vaut les félicitations écrites du général Salvan, commandant la 1re division blindée.
Un PO sûrement motivé par la production de la chanteuse Jeanne Manson dans le gymnase du quartier de Lattre en mai 1985...
Quand il séjourne à Berlin, le PO effectue des patrouilles souvent pédestres le long du mur en relève du peloton Reconnaissance-Orientation-Commando. En 1986, il bénéficie alors des nouveaux équipements et matériels livrés l’année passée que sont le treillis modèle F1 et les véhicules légers Peugeot P4, plus confortables mais aussi moins maniables, qui se substituent aux anciennes Jeep. S’ajoutent à cela le gilet pare-balles et bien entendu le casque lourd, les brelages et l’armement.
En cette même année 1986, au 1er peloton du 4e escadron le char « Piston » est manœuvré par trois personnels portant le nom de Charles, dont deux avec le même prénom : maréchal des logis Philippe Charles (chef de char), dragons Bertrand Charles (respectivement pilote et tireur).
Entre autres, cet équipage participe avec le Régiment au premier exercice franco-allemand en terrain libre « Fränkisher Schild », rassemblant 3500 militaires français du 18 au 26 septembre 1986. L’année suivante, du 17 au 24 septembre, l’exercice interalliés, qualifié de plus grand rassemblement militaire depuis la Seconde Guerre mondiale, prend le nom de « Moineau hardi » (Kecker Spatz en allemand). Participent alors, dans le land de Bade-Wurtemberg, sous contrôle de leur chef d’État respectif, 55 000 militaires allemands et 20 000 français. Cet exercice permet alors à la Force d’action rapide, soutenue par le 2e Corps d'Armée en entier, de tester sa capacité de projection. Cet exercice d'ampleur du 2e Corps d'Armée sera reconduit en 1991 (17 au 29 septembre), dans la région de Dieffenbach, sous le nom de Prothée 91.
À la suite d'une vague d'attentats politiques et religieux sur le territoire métropolitain en 1986, l'Armée de terre est mise à contribution dans la lutte contre le terrorisme. Le 4e escadron (capitaine de Bejarry) participe ainsi, du 12 au 19 novembre, à des opérations de surveillance du territoire en Alsace et en Franche-Comté. Il est relayé un an plus tard dans la Meuse et les Ardennes par le 1er escadron.

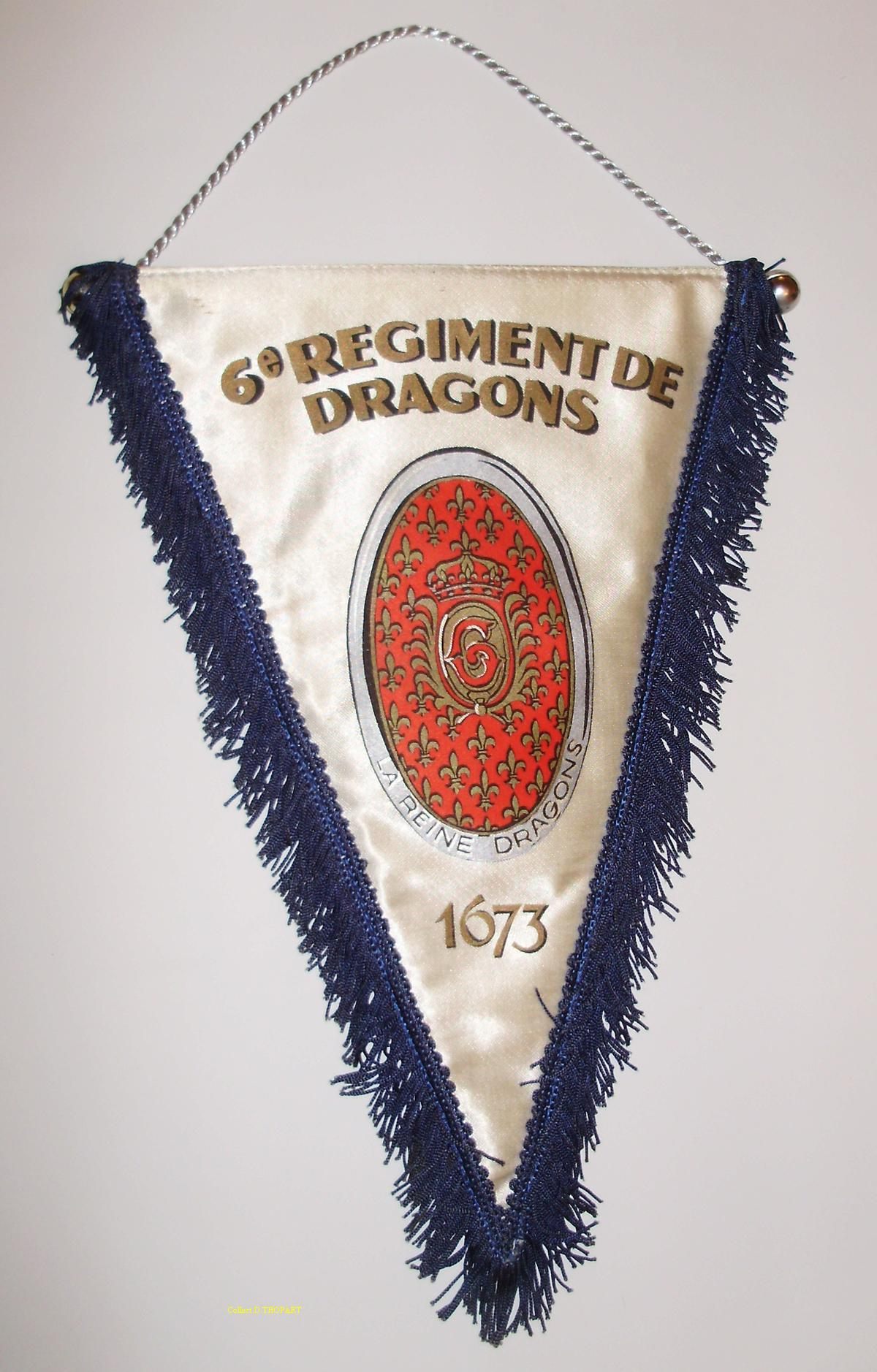
Fanion du 1er escadron du 6e Dragons Saarburg

En cette deuxième moitié de la décennie des « 80 », les escadrons profitent de la valorisation des matériels pour parfaire leur entraînement et accroitre leur potentiel opérationnel : 
– en août 1987, le 3e escadron ouvre ainsi la voie de séances d'entraînement de tir de peloton sur simulateur à l'École de Cavalerie de Saumur
– les escadrons de combat s'initient quant à eux au milieu montagnard, dans les Vosges puis à Gap (Hautes-Alpes), Chamrousse (Isère) et Modane (Savoie), accueillis ici dans les infrastructures de bataillons de chasseurs alpins. Lors de ces stages, des brevets d'aptitude montagne sont décernés. Le 2e escadron effectue même un stage commando au camp des Rousses (Jura) en mars 1992. Cet aguerrissement montagne constitue en quelque sorte un retour aux sources puisque, il faut le rappeler, le 6e dragons a stationné par deux fois à Chambéry aux alentours de 1870.
Dans le domaine sportif, en cross et course d’orientation, l’adjudant Streiff notamment, du 11e escadron, se classe régulièrement parmi les tout meilleurs des Forces françaises en Allemagne ainsi qu’au championnat de France. En partie grâce à ces résultats, il revient au régiment d'organiser la course d'orientation des FFA en mars 1987. L'équipe régimentaire de cavalerie n'est cependant pas en reste puisqu'elle participe aux différentes épreuves militaires et concourt même à la coupe moto à Mourmelon début juin 1989.
À la même époque, le 3e escadron, avec une équipe emmenée par le capitaine Puel, remporte chacune des épreuves des championnats de tir interalliés par équipe. Répartis sur une année, ils consistent en une compétition aux armes principales de dotation de chaque régiment hôte, fusil d'assaut et arme de poing. Le maréchal-des-logis-chef Romain remportera à la première place tous les concours fusil d'assaut en individuel. Obtenant également pour chacune des épreuves la deuxième ou troisième place au pistolet, il remportera de ce fait le combiné, devant les alliés américains, canadiens, anglais, irlandais, luxembourgeois, allemands, etc. L'équipe finira elle aussi première à chaque épreuve de chaque unité. Le retour de la dernière compétition interalliée laissera à peine le temps aux tireurs de se changer pour fêter ce grand chelem au bal de la Kanghil.
En 1989 également, pour le bicentenaire de la Révolution française, le 6e régiment de dragons s'enorgueillit d'une nouvelle mention sur son étendard puisque « VALMY 1792 » y est ajoutée sur proposition du président de la République, qui préside, le 16 septembre à Valmy même, la cérémonie officielle à laquelle participent tous les régiments récipiendaires de l'inscription.
En termes d'innovations, 1989 voit l’Armée de terre adopter pour ses cadres la tenue de catégorie 2 dite « terre de France » avec attributs de l'arme (heaume empanaché pour la cavalerie) et de la subdivision d'arme (deux chevrons blancs et galons verts pour les dragons) représentés sur les passants d'épaules ainsi que sur les insignes de collet ronds, à couleur « ventre de biche » pour les dragons. Sur les passants d'épaules figurent aussi sous le grade des brisques d'ancienneté par fraction de cinq ans.
Toujours en 1989 le peloton de sous-officiers se déconcentre sur le camp de Bitche. Ce peloton est ensuite organisé à Verdun, mais cette fois à l'échelle de garnison, c'est-à-dire en commun avec le 16e chasseurs, tout comme le sera la cérémonie du 14 juillet 1991.
Le 16 septembre 1990, les membres de la commission Armée-Jeunesse accompagnés de parlementaires de l'Union européenne visitent le 6e régiment de dragons, en présence du Service d'information et de relations publiques des Armées. Le 13 décembre de cette même année, le colonel Francon est fait officier dans l'ordre du Mérite par le général Morillon, commandant la 1re DB et futur commandant de la FORPRONU en Bosnie-Herzégovine.
Fin 1990 (6 au 9 novembre), le régiment prend part à l'exercice d'exfiltration « Évasion 90 », avant que le 4e escadron se déplace en Corse pour participer au renforcement des garnisons. Le 6e dragons assure aussi ponctuellement la garde à la prison prévôtale de Landau ou celle du palais du gouverneur de Strasbourg.
Pour récompenser cet engagement sur plusieurs années, quelques jours en visite de la base navale de Brest ou de la capitale sont accordés en 1990 et début 1991 aux escadrons de combat.
Du 11 au 14 mars 1991, le 6e dragons participe, avec le 16e chasseurs, à l'exercice « Valmy » tandis que le 19 juin, le chef de corps reçoit des mains du général Chazarain, commandant le 2e corps d'armée, le premier prix du challenge de prévention des accidents de la circulation routière.
Puis, le 1er juillet 1991 a lieu l'incorporation du personnel issus d'autres régiments dissous.

#### Dissolution
En effet, le 9 novembre 1989, alors que venait d'être créée la brigade militaire franco-allemande, le mur de Berlin tombait et réunissait les deux Allemagnes, de l’Ouest (RFA) et de l’Est (RDA), en même temps qu’il scellait de fait le destin de plusieurs régiments qui n’ont désormais plus raison d’être.
C'est ainsi que le sommet franco-allemand de Munich des 17 et 18 septembre 1990 ratifie ainsi l'accord de retrait des Forces françaises en Allemagne qui condamne alors le 6e régiment de dragons. Et même si, le 1er mai 1991 le bureau postal militaire 532 est créé à Saarburg en remplacement du bureau annexe 526B rattaché à Trèves, la dissolution du régiment est prononcée au 31 juillet 1992, avec fin des activités opérationnelles le 1er mars, mais poursuite de l'instruction jusqu'à la dissolution.
Le dernier contingent complet est celui de la 91/12. À l’issue de celui-ci les cadres du 11e escadron (capitaine Carrière) partent se mettre au vert dans la région de Saint-Étienne-en-Dévoluy (Hautes-Alpes). La majorité d’entre eux participera à la création du 11e escadron du 4e hussards à Metz. L’ECS (capitaine Raynaud) devient organe liquidateur avec mission de reverser du personnel et les matériels. Le mobilier reste pour partie sur place à disposition du 16e chasseurs qui occupera désormais pleinement les lieux, tandis que les véhicules sont répartis entre plusieurs unités en fonction des besoins. Une majeure partie des AMX30 part en ateliers ERGM en vue de la lourde transformation en B2 ou sert à rénover le parc canons de Canjuers. Le reste, environ un escadron, est versé au 6e cuirassiers d'Olivet.
À noter que, malgré la possibilité offerte depuis 1983 aux jeunes filles volontaires d’effectuer un service national, aucun personnel féminin appelé n’est arrivé au régiment. Les engagées se comptent par ailleurs sur les doigts d’une main, toutes affectées à l’escadron de commandement et des services. Hormis le capitaine Guillon, médecin adjoint (1988-89), la plus haute gradée est l’adjudant Jaggi, à l’état-major.
Le 25 mars 1992, l'inspecteur général de l'Armée de terre en visite au quartier de Lattre apprécie le moral des troupes au regard à la dissolution, tandis que, le 11 avril, en présence du général Cure, commandant la 1re DB, de nombreux anciens du régiment et de personnalités civiles ou militaires, se déroule la dernière Saint-Georges du 6e régiment de dragons.
Le 15 juin 1992, du personnel volontaires service long sont mutés dans les différents corps des FFA et le 30 juillet, sur le stade de la forêt, se tient la prise d'arme de dissolution, au cours de laquelle le major Tourret, président des Sous-Officiers, roule l'étendard du 6e régiment de dragons, que le général Cure remet aussitôt au colonel Boyer, chef de corps du 5e dragons, régiment frère, qui en détiendra désormais la garde, avant de le remettre le tout à son tour en 1994 au Service historique de l'armée de terre à Vincennes. Une partie de la salle d'honneur est ensuite cédée à l'École d'application de l'arme blindée cavalerie (Saumur), dont dépend, depuis 2007, le musée de la cavalerie.
En 2010, à la suite de la recréation du 4e dragons, régiment de chars Leclerc, à Carpiagne, le chef de corps de cette unité, le colonel du Breil de Pontbriand, lui-même Lieutenant au 1er Escadron du 6e dragons en 1992, confie à son premier Escadron le soin d'être dépositaire des traditions des «dragons de la Reine» et de récupérer une partie de ces biens. À travers cette salle de traditions, notre Régiment continue ainsi à « vivre » quelque peu même s'il n'a plus depuis presque trente ans d'existence physique. Cependant, ce nouveau 4e dragons ne connaitra qu'une existence éphémère de seulement 4 années.
À sa dissolution, le 6e régiment de dragons se compose de 4 escadrons de 4 pelotons de 4 chars et 1 peloton de protection, plus un Escadron de Commandement et des Services incorporant l'état-major, l'infirmerie et le Peloton Orienteur, soit au total 70 AMX30 valorisés (17 par escadron + 2 PC), 2 AMX10 PC, 3 AMX30Dépannage dénommés à l'époque « Athos », « Porthos » et « Aramis », et 23 VAB dont 3 PC (les deux de l'infirmerie n'ayant jamais rejoint le Régiment à la suite d'une réaffectation). Il compte un total de 425 militaires (28 officiers, 157 sous-officiers dont 3 femmes, 237 militaires du rang rattachés à l'ECS), plus 1 personnel civil français et 9 étrangers. Il n'a plus de chien depuis le 1er janvier. Après un entretien individuel effectué par la Direction du personnel et du matériel de l'Armée de terre, les cadres du 6e dragons sont mutés dans les différentes unités encore d'active. Certains personnels rejoignent nos amis dragons des 5e et 3e régiments (Valdahon, Stetten am K.M.), alors que d'autres poursuivent leur carrière au service de la Reine puisqu'ils sont affectés au 4e cuirassiers de Bitche, dénommé « la Reine Cavalerie ».

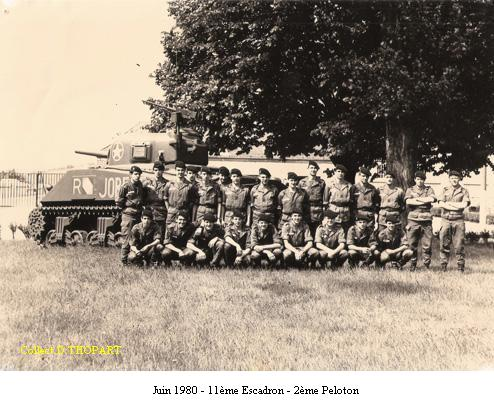
Le 2e peloton du 11e escadron en juin 1980.

Le régiment est alors jumelé avec deux régiments étrangers de chars avec qui il aura effectué au moins une manœuvre par an : le 14e Panzerbataillon allemand « Toujours en vedette », basé à Hildesheim, avec qui le 6e dragons a célébré 25 ans de jumelage le 16 février 1990, et le 2e Jagers Te Paard belge (chasseurs à cheval), de Lüdenscheid, à la fameuse cravate noire. Le 1er escadron est également jumelé depuis juin 1987 avec l’escadron 3/11 «Corse » de la base aérienne 136 de Toul Rosières. Excepté l’escadron de Jaguars qui participera notamment plus tard aux opérations en ex Yougoslavie, ces régiments, comme de nombreuses unités terrestres, subissent les effets de la fin de la « guerre froide » et sont dissous également au début des années 1990.
Après avoir vu quelque 75 contingents défiler peu ou prou devant ses chenilles et assisté aux prises d'armes de remise de l’insigne régimentaire célébrant la fin de trois semaines de FETTA, le « Jobert », fidèle vigile du quartier de Lattre, part, non sans difficultés d'embarquement, vers le quartier Mangin, garnison du 2e dragons sur la base militaire de Laon-Couvron, qu'il quitte ensuite pour se retrouver aujourd'hui à l'état-major de la 1re brigade mécanisée, à Chalons-en-Champagne (quartier Chanzy).
Durant ces quatorze années de présence à Saarburg, le 6e régiment de dragons aura dignement représenté la Cavalerie française. Outre une capacité opérationnelle avérée et entretenue, ses personnels, sur les plans tant militaire que civil, ont su nouer d’excellentes relations avec les autorités et la population locale, que ce soit à travers l'école, les clubs sportifs (TUS Fortuna football, piscine…), la participation aux fêtes locales, notamment avec la fanfare, ou le travail saisonnier dans les vignes pentues et pierreuses en renfort, souvent bénévole, des producteurs.

Fort de ses traditions - c'est l'un des quatorze vieux corps de cavalerie de Louis XIV -, fier et respectueux de ses anciens, le 6e régiment de dragons, régiment des dragons de la Reine, aura ainsi symboliquement terminé son existence dans une lignée conforme à sa devise « Mort au champ d'honneur », sans jamais avoir failli dans le service de la Nation.

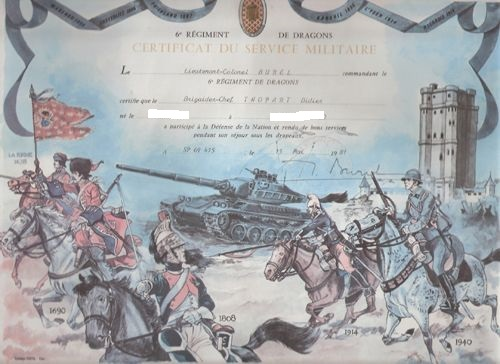
Certificat de service militaire.

Quelques dates postérieures à la dissolution du régiment méritent par ailleurs d’être mentionnées :
- 1993 : les Forces françaises en Allemagne deviennent Forces françaises stationnées en Allemagne (FFSA) ;
- 1996 : la loi de programmation militaire suspend la conscription ;
- 1999 : la 1re DB devient 1re brigade mécanisée (Châlons-en-Champagne) et il n’y a plus que deux régiments stationnés en Allemagne, le 16e chasseurs et le 3e hussards. Les FFSA sont dissoutes ;

2002 : toute l’armée est professionnalisée
Plus particulièrement, intéressant directement le 6e régiment de dragons :
- novembre 2003 : à l’initiative de trois anciens cadres de Lachen-Speyerdorf, une nouvelle amicale prend naissance et crée un site Internet www.lareinedragons.org
- juin 2008 : rassemblement d'une quarantaine de membres de l’Amicale sur les deux dernières garnisons du régiment, avec réception à Saarburg par le chef de corps du 16e chasseurs puis, 30 ans après le départ de Lachen-Speyerdorf, inauguration avec les édiles locaux d’une stèle à l’amitié franco–allemande à proximité de l’entrée de l’ancien quartier Edon en cours de démolition.
- septembre 2009 : à l'issue de son assemblée générale à Rosny-sous-Bois, l'Amicale participe, comme sa précédente en 1982, à la cérémonie de ravivage de la flamme à l'Arc de triomphe.
- fin 2010 : le major Demarty crée un site internet spécialement consacré au 6e dragons à Saarburg : http://saarburgregimentdragons.e-monsite.com

De nombreuses photos du régiment sont « en ligne » sur ces deux sites internet.
En août 2018, dans le cadre des commémorations du centenaire de l'armistice de la première guerre mondiale, la Ville de Nassogne en Belgique, dont dépend la commune rattachée de Bande, inaugure un monument à la mémoire d'Armand Bouteloup, seul soldat mort sur le territoire de la commune durant la guerre, en présence d'autorités belges et françaises et d'un détachement de l'armée belge.

## Faits d'armes inscrits sur l'étendard
Il porte, cousues en lettres d'or dans ses plis, les inscriptions suivantes :
- Valmy 1792
- Marengo 1800
- Austerlitz 1805
- Friedland 1807
- Kanghil 1855
- L'Yser 1914
- Picardie 1918

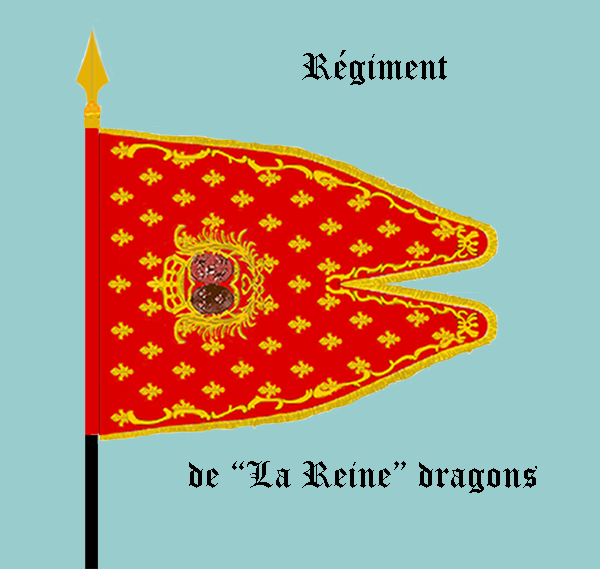
Guidon du régiment.
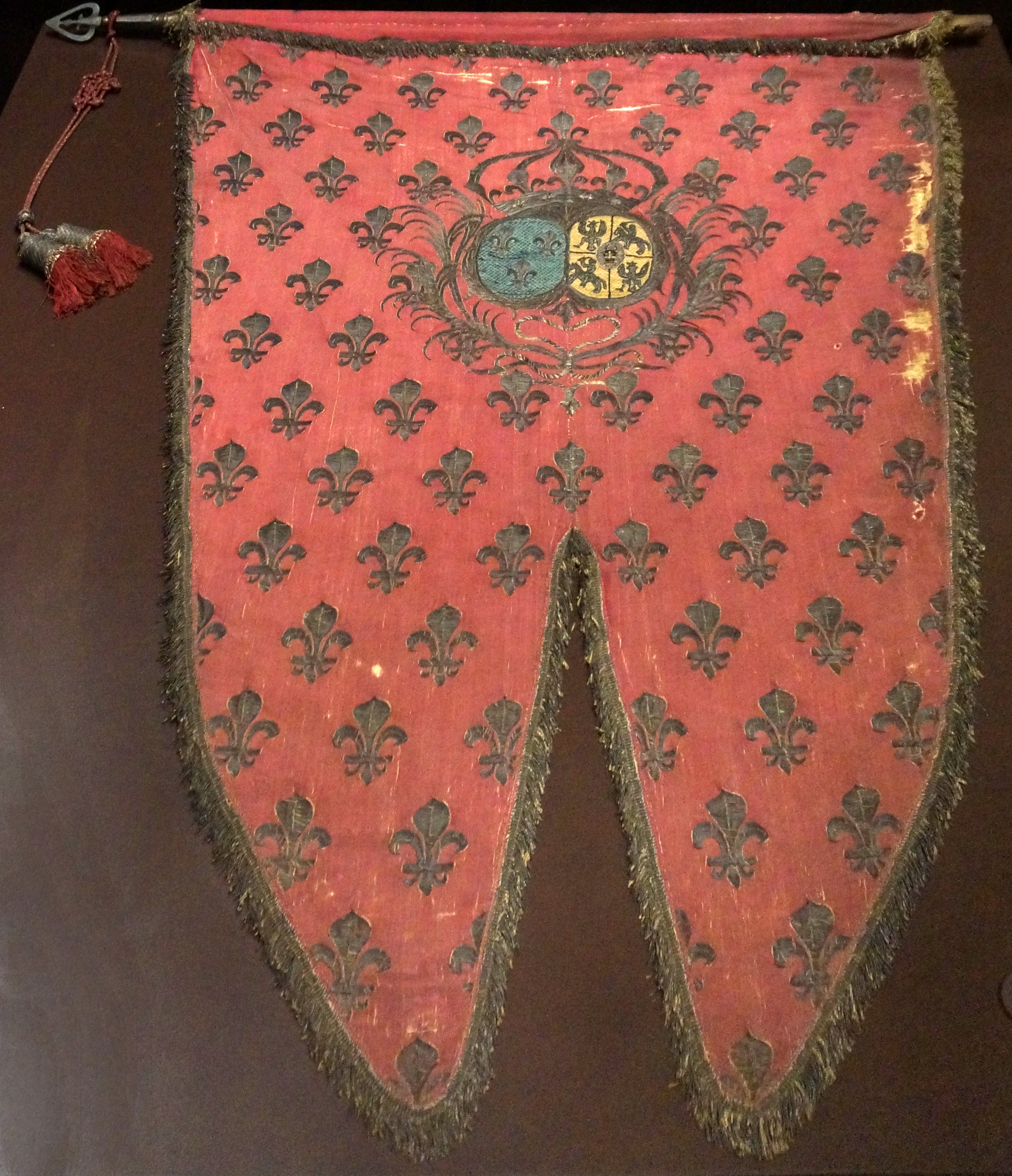
Guidon, Musée de l'armée.

## Décorations
Sa cravate est décorée :

de la croix de guerre 1914-1918 avec une palme ;

de la croix de guerre 1939-1945 avec une palme ;

deux citations à l'ordre de l'armée.

## Devise
« Mort au champ d'honneur », en référence probablement à son premier commandant

## Personnalités y ayant servi
- Jean-Pierre Altemayer dit Altemer alors dragon au régiment de La Reine-dragons
- Le chimiste et conventionnel montagnard Jean Henri Hassenfratz y servit comme géographe en 1781.

- Jacques Louis François de Tilly (1749-1822) : Originaire de Tilly (Eure), devient colonel du 6e dragons le 29 novembre 1792. Passé général de division en décembre 1793. Il est nommé commandant en chef de l'armée par intérim le 11 octobre 1800. Finit sa carrière comme inspecteur général de la Cavalerie en 1813. Grand officier de la Légion d'honneur, son nom (Tilly) est inscrit sur un des piliers de l'Arc de Triomphe. Député du Calvados en 1815. C'est lui qui donnera son nom au quartier qu'occupait le 6e dragons à Évreux.
- Louis-Marthe Marquis de Gouy D'arcy (15/7/1753-5 Thermidor an 2 <23/7/1794>) : Capitaine (1774) puis Colonel (26/7/1791) au régiment de la Reine-dragons lors de sa transformation en 6e régiment de dragons. Membre de l'assemblée constituante, député de la colonie de Saint-Domingue, il fut l'un des premiers à prôner l'abolition de l'esclavage. Mort guillotiné. Inhumé en fosse commune au cimetière de Picpus (Paris 12e)
- Les quatre amis Alexandre Dumas, Jean Louis Brigitte Espagne, Louis Chrétien-Carrière de Beaumont et Joseph Piston, tous engagés sous l'Ancien Régime et devenus généraux sous la Révolution.
- Philibert Fressinet, incorporé en mars 1784, deviendra général de brigade, participera à l'expédition de St Domingue, nommé général de division et même ministre de la guerre en 1815. Etait Baron d'Empire. Son nom est inscrit sous l'Arc de triomphe.
- Henry Beyle dit Stendhal y servit en tant que sous-lieutenant durant la seconde campagne d'Italie.
- Anne-François-Charles Trelliard alors cadet
- Alfred Armand Robert Saint-Chamans (1781-1848) alors sous-lieutenant.
- Joseph Ernest Joba
- Marie-Charles David de Mayrena aventurier, Marie Ier souverain du Royaume des Sedangs
- Charles Hubert Raabe (1811-1889) : Capitaine au 6e dragons de 1852 à 1861, c'est un écuyer hors pair, qui monte souvent sans étrier du fait de sa très grande taille. Il a publié quelques traités d'équitation reconnus.
- Robert Petiet, général commandant la 3eme division de cavalerie lors de la deuxième guerre mondiale. Sous-lieutenant en 1900 à sa sortie de l'école de cavalerie, il reste 10 ans au régiment avant d'être nommé capitaine, instructeur à l'école de cavalerie. Il retrouve le 6e dragons comme commandant la 3e division de cavalerie en 1939/40. Plus tard il fut successivement président de la Fédération des dragons puis de l'Union de l'Arme blindée cavalerie
- Bertrand du Cor de Duprat de Damrémont y est lieutenant de 1910 à 1914.
- L'écrivain français Georges Bernanos participe à la Première Guerre mondiale, d'abord réformé, il décide tout de même de participer à la guerre en se portant volontaire dans le 6e régiment de dragons et sera plusieurs fois blessé.
- Francis de Croisset. Auteur et romancier belge naturalisé français. Réformé, il s'engage malgré tout avec le 6e dragons dès le début de la première guerre mondiale. Lieutenant, il est nommé officier de liaison avec l'armée anglaise. Blessé deux fois, cité à l'ordre de l'Armée et chevalier de la Légion d'honneur.
- Marie Auguste Trambly de Laissardière (1881-1964) : capitaine, affecté au 6e dragons en octobre 1919. Eminent cavalier aux multiples trophées. Passé par la suite au Cadre noir de Saumur, il en devint le grand écuyer, commandant de 1940 à 1945. Il permit notamment à tous les chevaux de rejoindre la zone libre lors de l'invasion allemande. Officier de la Légion d'honneur
- Dominique Bonnaud, né en 1864 et mort en 1943, chansonnier parisien fondateur du cabaret La lune rousse. Après plusieurs échecs au lycée, il s'engage au 6e dragons mais est très vite réformé du fait de sa mauvaise vue.
- Pierre Louis-Dreyfus (17/5/1908-15/1/2011) : Sous-lieutenant au 6e dragons en 1929. Il s'engage dès 1941 dans la résistance puis dans l'aviation. Croix de guerre 39-45 avec 6 citations, c'est l'un des 1038 compagnons de la Libération. C'était aussi un pilote automobile qui a participé plusieurs fois aux 24h du Mans.
- François Vallée (1912-1944) alias Oscar puis Franck, engagé par devancement d'appel au 6e dragon en 1931 pendant le temps de son service militaire. Résistant à partir de 1941 chargé notamment du sabotage de transports ennemis en Tunisie. Parvenu en Angleterre en 1943 et nommé capitaine, il reçoit  mission d'isoler le système défensif allemand en Bretagne en vue du débarquement. Arrêté début 1944, il est mort fusillé au camp de Gross Rosen. Croix de guerre avec palme, médaille de la Résistance avec rosette, médaille des évadés. Compagnon de la Libération.
- Pierre Garrigou-Grandchamp (2/10/1949- ) : lieutenant au 6e dragons de 1971 à 1974. Il a terminé sa carrière comme général de corps d'armée, commandant la formation de l'Armée de terre.
- Pierre Morin (1928-2009), Major, président des sous-officiers de 1971 à 1976, parrain de la 315e promotion de l'ENSOA.

### Le6edragonset l'œuvre littéraire
Sur le plan littéraire, le 6e dragons a effectivement connu dans ses rangs quelques écrivains plus ou moins célèbres et ses récits militaires ont été largement repris tandis que, de manière plus romancée, il a également inspiré certains auteurs et non des moindres (Stendhal, Dumas, Maupassant...) - il est même cité comme exemple pour expliquer l'acception militaire du mot dragon dans le Petit Robert. Au XIXe siècle, il a également fait l'objet, pas toujours à son avantage, d'un florilège de pièces de boulevard, principalement sous l'identité des dragons de la Reine (Adrien et Pierre Decourcelle ...)

## Sources et bibliographie
- Historique du 6e régiment de dragons pendant la guerre de 1914-1919, Évreux, Impr. de Ch. Hérissey, 1920, 105 p., lire en ligne sur Gallica.